# Architecture à Lille

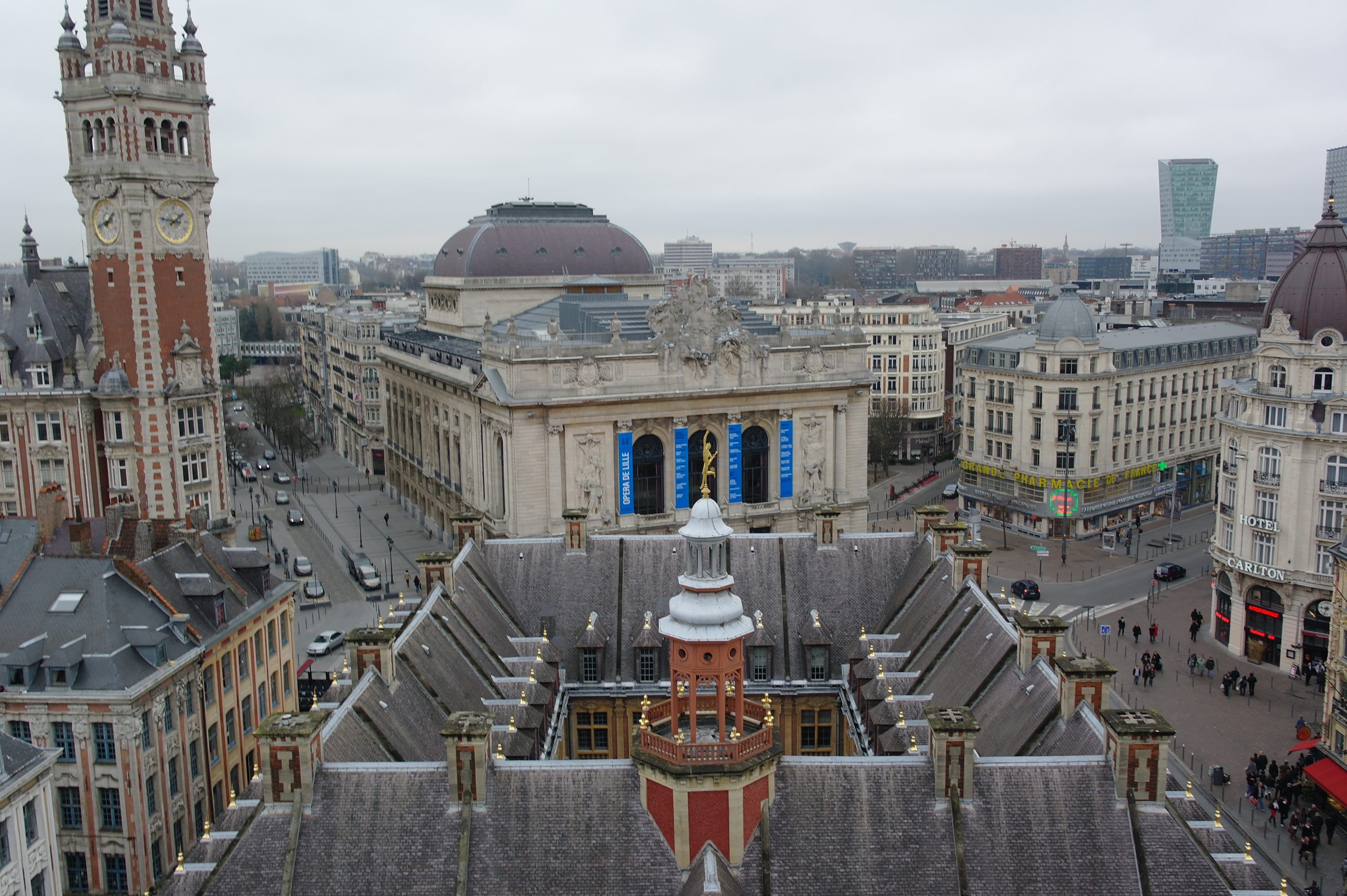
Vue panoramique du centre. Vieille Bourse au premier plan

L’architecture de Lille, considérée  comme l’ensemble des constructions de chaque époque, non seulement les bâtiments publics, les édifices religieux et le patrimoine classé monument historique mais également les maisons, les immeubles d’habitation, soit l'architecture vernaculaire, a des caractéristiques propres (style lillois à arcures, rangs de maisons de style franco-lillois, maisons de premier et second rang du quartier Royal) ou partagées avec celles de la région environnante (style classique lillois que l’on retrouve par exemple à Douai) et de la Belgique (architecture éclectique).  
La maison de ville entre mitoyens, généralement haute d'un ou deux étages, plus rarement trois, continuité de façade faisant rue, avec un soin d'ornementation au cours du XVIIe siècle puis retrouvé dans la deuxième moitié du XIXe siècle et la première moitié du XXe siècle est une particularité de l'architecture lilloise.
Jusqu’à la fin des années 1960, l’architecture lilloise était négligée et peu mise en valeur à de rares exceptions près, telles la Vieille Bourse ou l’hospice Comtesse. L’architecture du XIXe siècle particulièrement celle de l’éclectisme était décriée au XXe siècle  jusqu’à sa redécouverte à partir de la fin des années 1970.
Après les destructions massives des années 1950 et 1960, particulièrement l'arasement de la majeure partie du quartier Saint-Sauveur, la restauration du patrimoine, particulièrement dans le Vieux Lille a donné un attrait au centre de Lille, auparavant considéré comme une ville industrielle de faible intérêt architectural.

## La ville médiévale

### Les maisons disparues duXIIesiècle

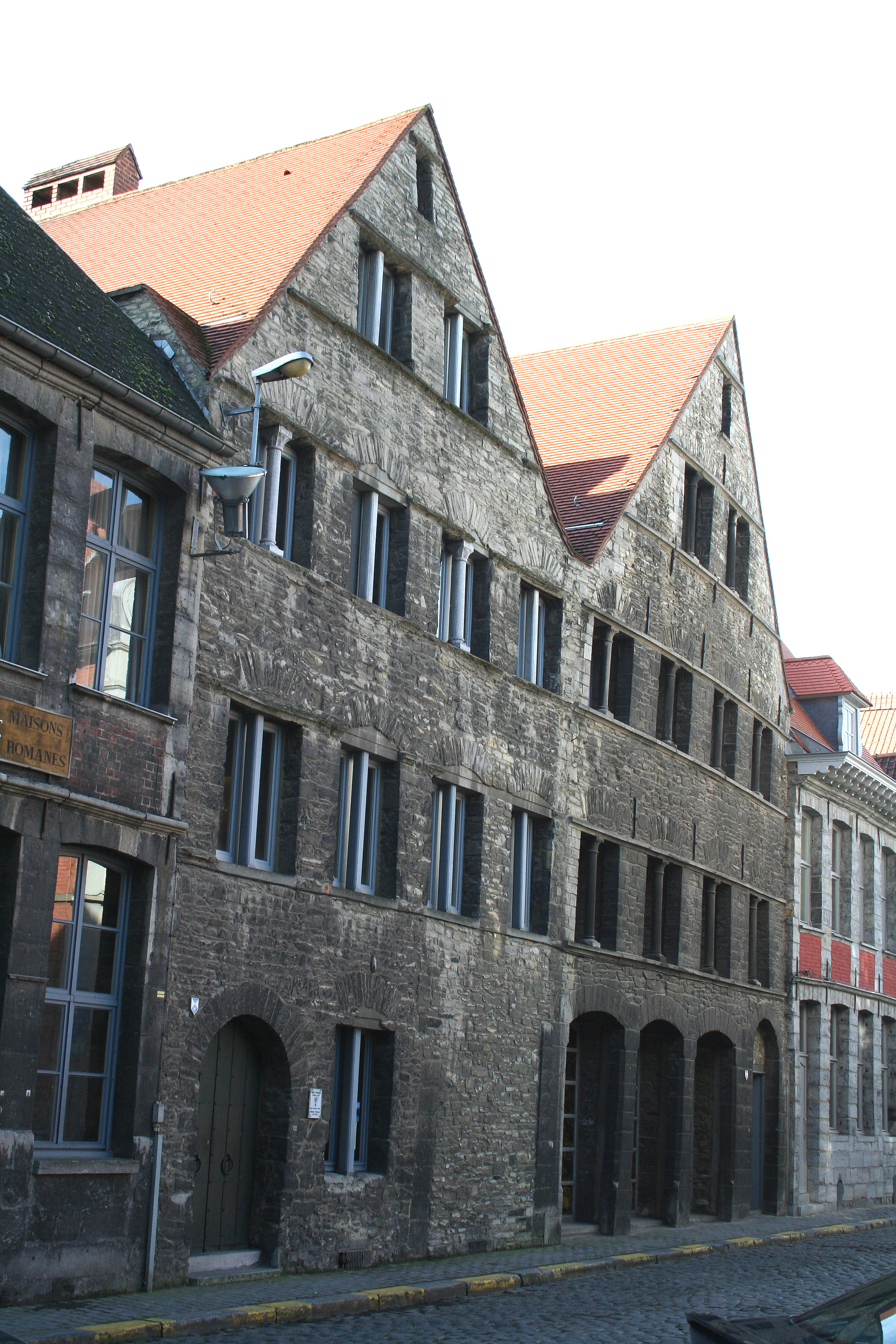
Maison romane à Tournai

La forme de certaines des premières constructions antérieures à la mise à sac de la ville lors du siège de 1213 peut être imaginée d'après les vestiges d'anciennes caves entre la Grand'Place et le port de la Basse-Deûle (rues de la Grande Chaussée, des Chats bossus, places du Lion d'Or et Louise de Bettignies). 
Ces caves à colonnes de grès supportant des voûtes d'arêtes de moellons calcaires de deux ou trois nefs soit de 6 à 9 mètres de largeur, de 9 à 15 mètres de profondeur et 3,5 mètres de hauteur dateraient du XIIe siècle d'après les tessons de céramiques et fragments de poteries retrouvés sur le sol. Le fait que les colonnes soient actuellement en grand nombre engagées dans les murs mitoyens et que des chapiteaux identiques se retrouvent dans des caves voisines révèle une division parcellaire ultérieure. La similitude de ces caves avec celles de maisons romanes de Tournai et de Gand permet de supposer l'existence d'édifices semblables. Ces maisons de pierre dont la présence est attestée depuis XIIe siècle auraient été les demeures en pierre de familles de riches commerçants dont les caves servaient d'entrepôts. Quelques-unes de ces constructions ont peut-être été épargnées par les destructions de 1213 mais il n'en reste aucune.

### Les maisons de bois
Le type de constructions de Lille est connu depuis la fin du XIIIe siècle à partir d’une loi de mai 1287 du Comte Gui de Dampierre et du conseil de la ville qui prévoit que chaque contribuable a le droit de se construire une seule demeure. Les maisons de ville mitoyennes naissent de ce droit. À l’intérieur de ses remparts, la ville  était dense avec un maximum de maisons pour un minimum de dépenses publique. 
La grande majorité des maisons étaient en bois, la pierre de taille ou la maçonnerie étant réservée aux édifices prestigieux, religieux ou bâtiments publics.
L’ échevinage chargé d’assurer la stabilité des rangées de maisons ordonne de réaliser une continuité de charpente entre mitoyens sur les terrains encore vides.
La largeur des maisons de 4 à 6 mètres correspondait à la longueur des poutres en chênes équarries des forêts environnantes, leur profondeur de 9 à 12 mètres sur 3 ou 4 niveaux établis sur une cave fournissait une surface habitable convenable pour une famille, éventuellement avec ses serviteurs et apprentis. Le rez-de-chaussée permettait d’installer un comptoir pour un commerçant, un ouvroir pour un artisan. Une cour à l’arrière était terminée au fond par un petit bâtiment consacré aux travaux ménagers. La cave ouvrait sur la rue par un burguet, trappe inclinée posée sur deux murets en triangle, la partie du trottoir au pied de la façade permettant le déploiement d’un étal.
Les maisons reposent sur une assise en pierre et brique supportée par une rangée de pieux de chêne de 5 à 6 pieds immergés dans la nappe phréatique restée en place jusqu’aux obstacles créés à la circulation des eaux souterraines à la fin du XXe siècle par la construction de parkings, de sous-sols de centre d’affaires.
Le blocage de pierre est surmonté d’une maçonnerie de grès pour les murs d’élévation des caves ce qui forme une barrière à la remontée des eaux dans l’habitation.
Les principaux défauts de ces maisons de bois à pignon sur rue (maisons en triangle) étaient les désordres créés par l’écoulement de l’eau sur un chéneau posé  entre les toitures sur le mur mitoyen et le risque d’incendie. Pour limiter ce risque, l’échevinage interdit en 1400, les toits de chaume qui doivent être remplacés par des couvertures en tuiles ou ardoises.  
Une ordonnance du 14 février 1566 oblige les nouvelles maisons à être construites en brique ou en pierre et à élever le mur mitoyen au dessus de l’édifice c’est-à-dire à remplacer la façade sur rue en pignon  par une toiture avec faîtage parallèle et chéneau proéminent en corniche. Les maisons à pignons furent interdites dans les quartiers neufs (agrandissements de 1607, de 1617 et de 1670). Leur disparition dans les parties anciennes  fut progressive datant essentiellement du XVIIIe siècle. Les effets de cette loi de 1566 distinguent Lille de la plupart des autres villes marchandes de Flandre et d’Artois qui gardent leur pignons sur rue. 
La suppression des maisons de bois fut plus lente, celles-ci représentant un quart des 6 200 édifices de la ville en  1699, encore 796 en 1730. Il en existait quelques-unes dans les années 1900. 
Les deux maisons de bois subsistant ont été découvertes sous un camouflage à la fin du XXe siècle, l’une derrière la cathédrale de la Treille, cependant à toiture parallèle à la façade, restaurée en 1997, l’autre cour du Lion d’Or.
Une maison de bois à pignon sur rue est préservée à Ypres.
Les quelques maisons de bois existant dans les quartiers périphériques (à l’extérieur de l’ancienne enceinte) datent du XIXe siècle.

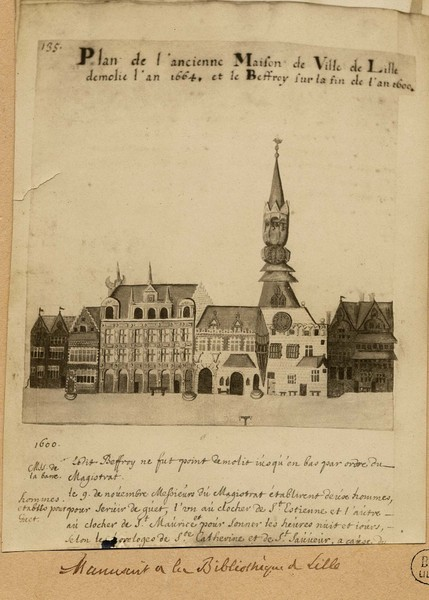
Maisons de bois sur la grand'place en 1600
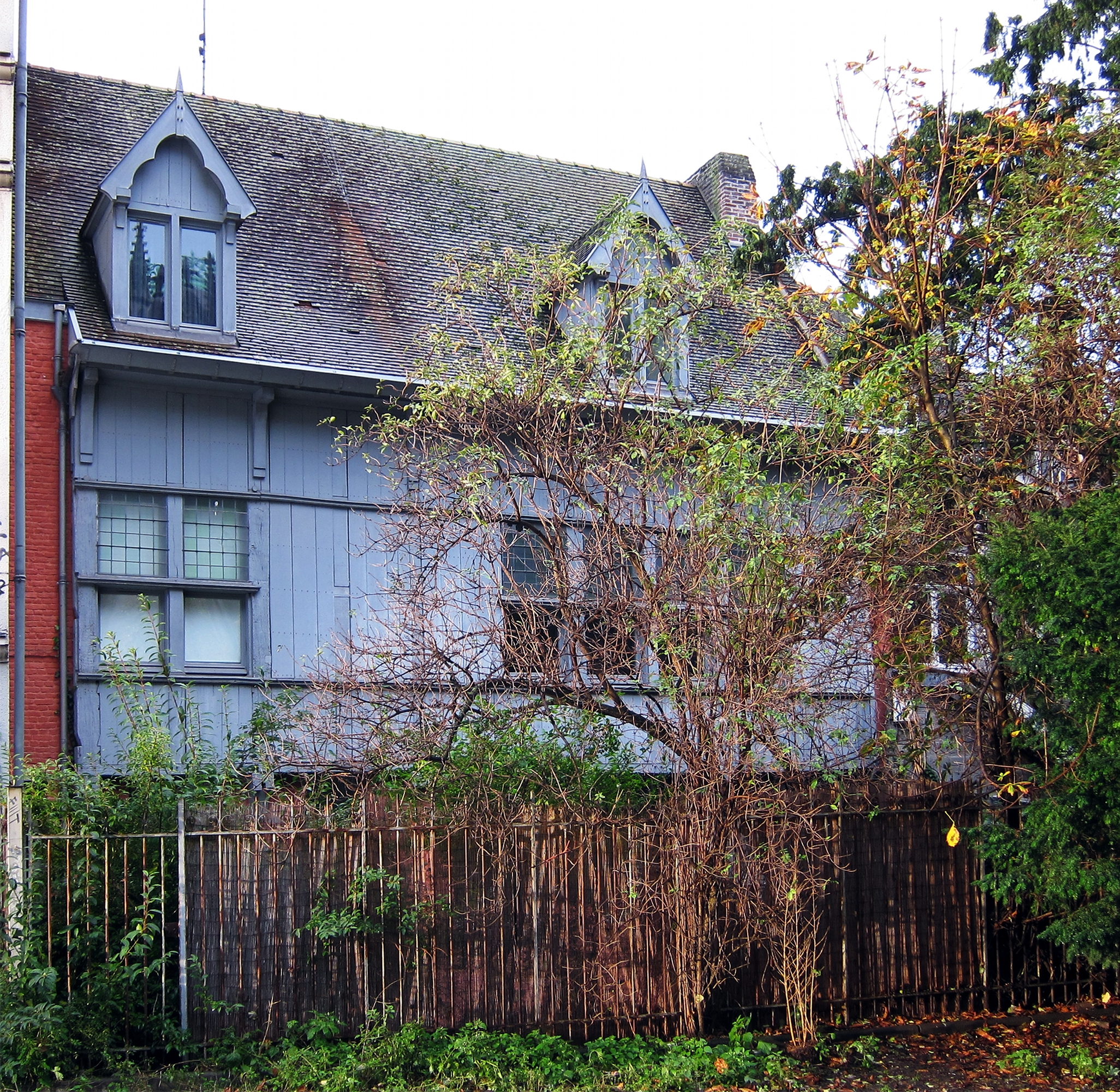
Maison à pans de bois contour de la Treille
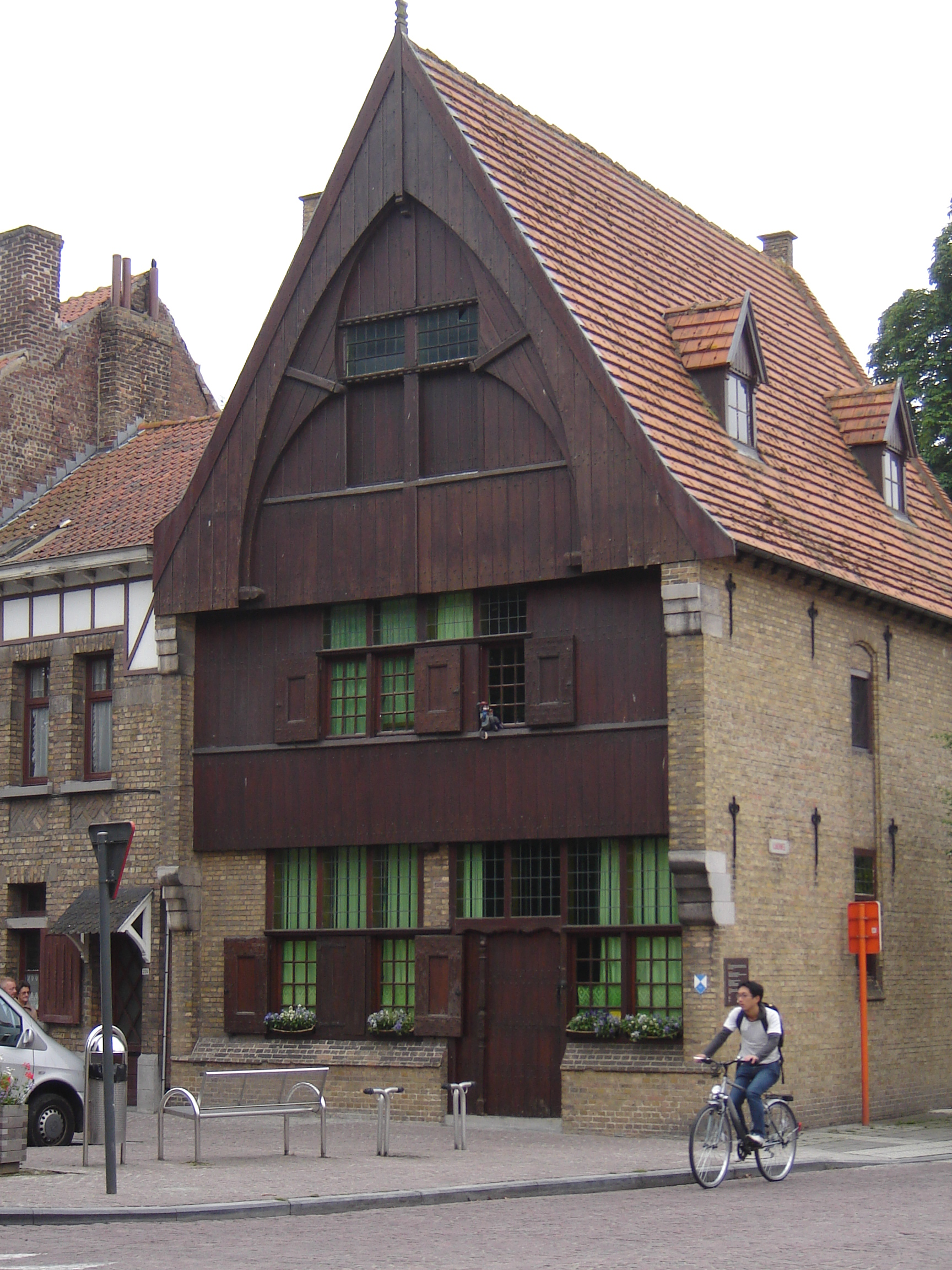
Maison en bois à Ypres

## L’architecture Renaissance
L’architecture  civile antérieure au XVIe siècle se limite à la salle des malades du XVe siècle de l’hospice Gantois, au rez-de-chaussée du bâtiment de la communauté de l’hospice Comtesse également du  XVe siècle. Celle de la Renaissance (sauf celle de la Renaissance flamande) est peu représentée : vestiges de l’hôtel de Beaurepaire rue Saint-Etienne de 1572 et d’un autre hôtel au 14 rue Lepelletier, maisons du 16 rue Basse (autour de 1600) et du 63-65 rue de la Barre de 1590-1595.
La halle échevinale construite de 1593 à 1595 détruite en 1870 pour le percement de la rue Faidherbe était d’inspiration de la Renaissance italienne.

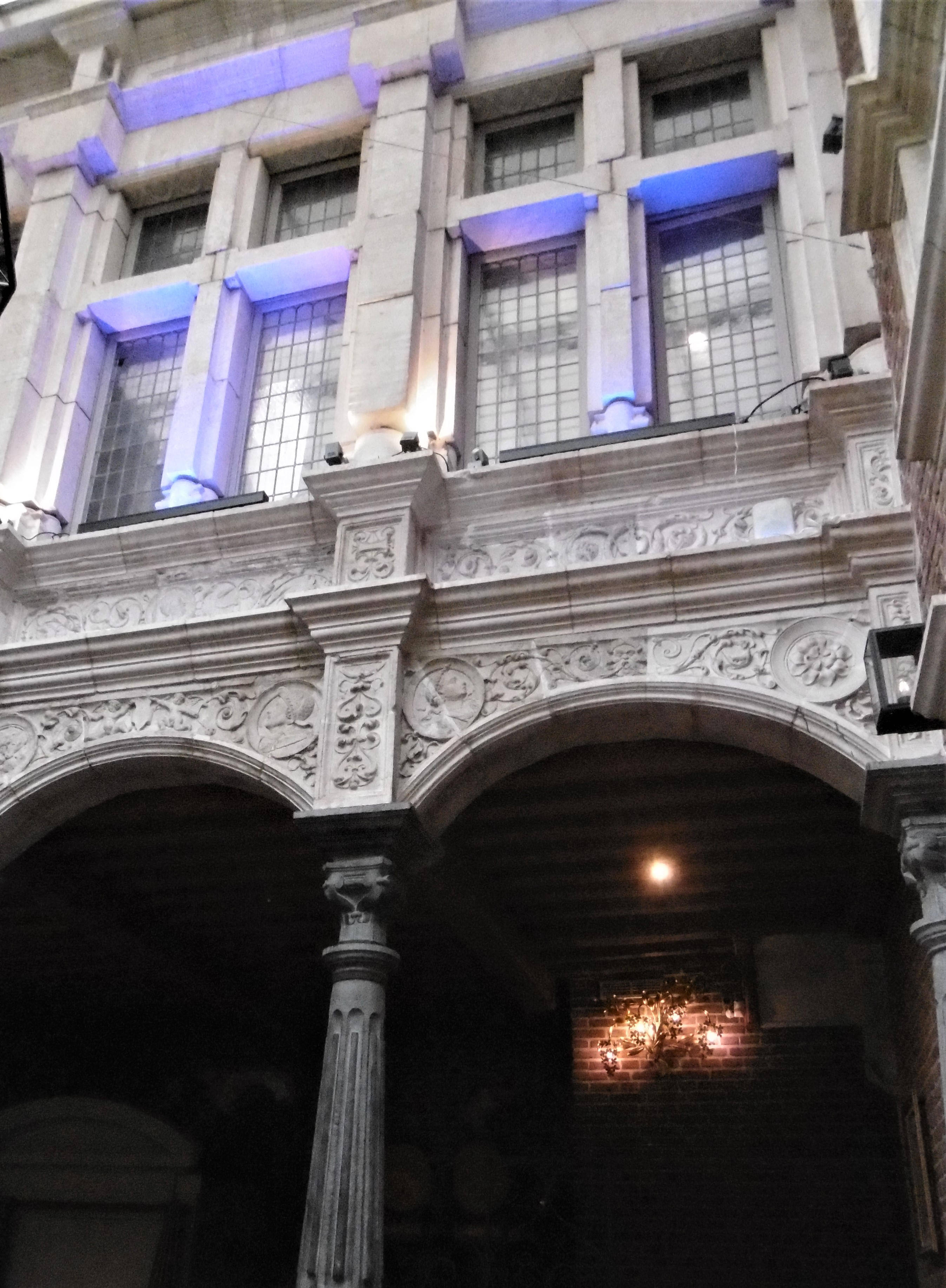
Hôtel Beaurepaire
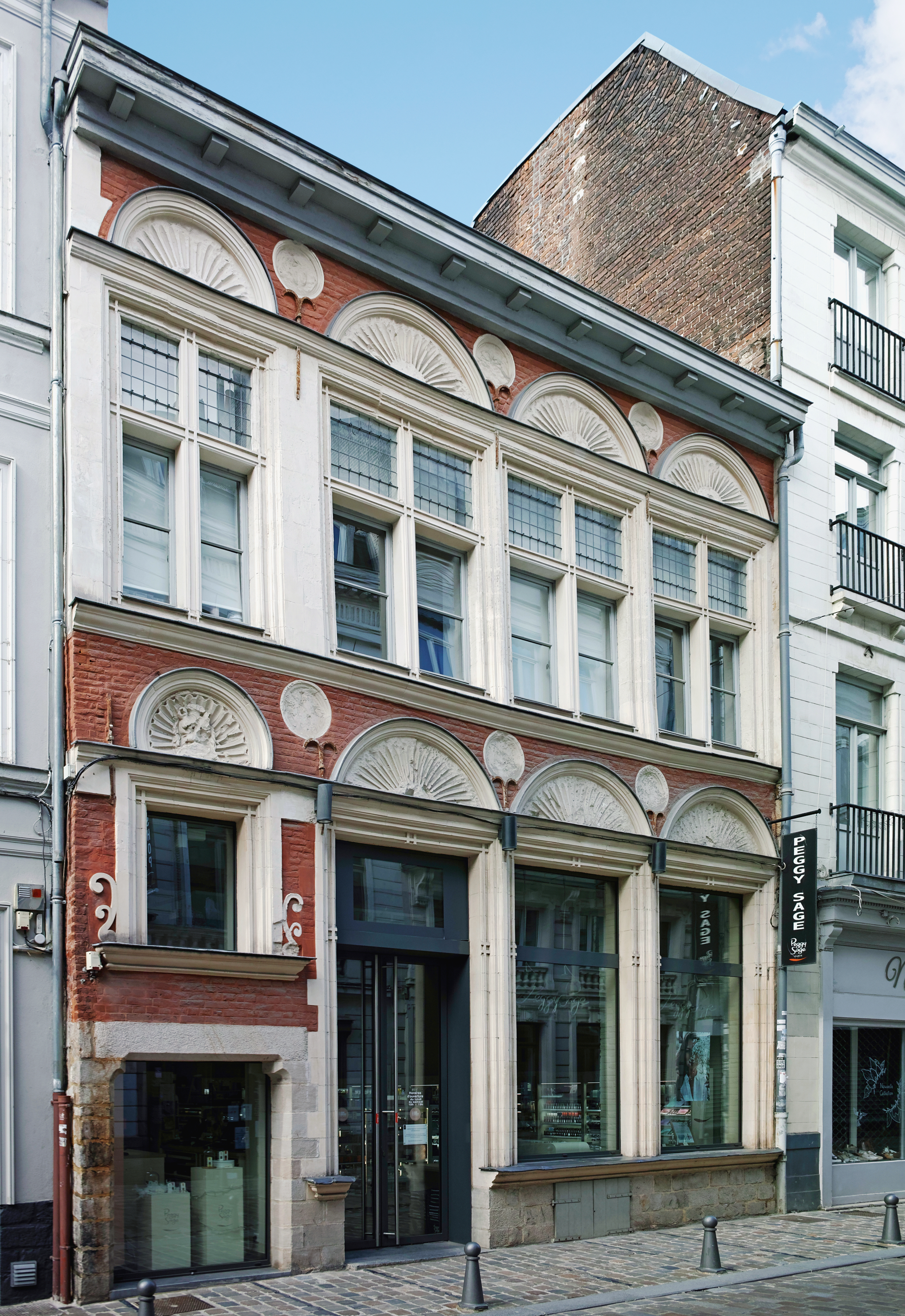
Maison 16 rue basse
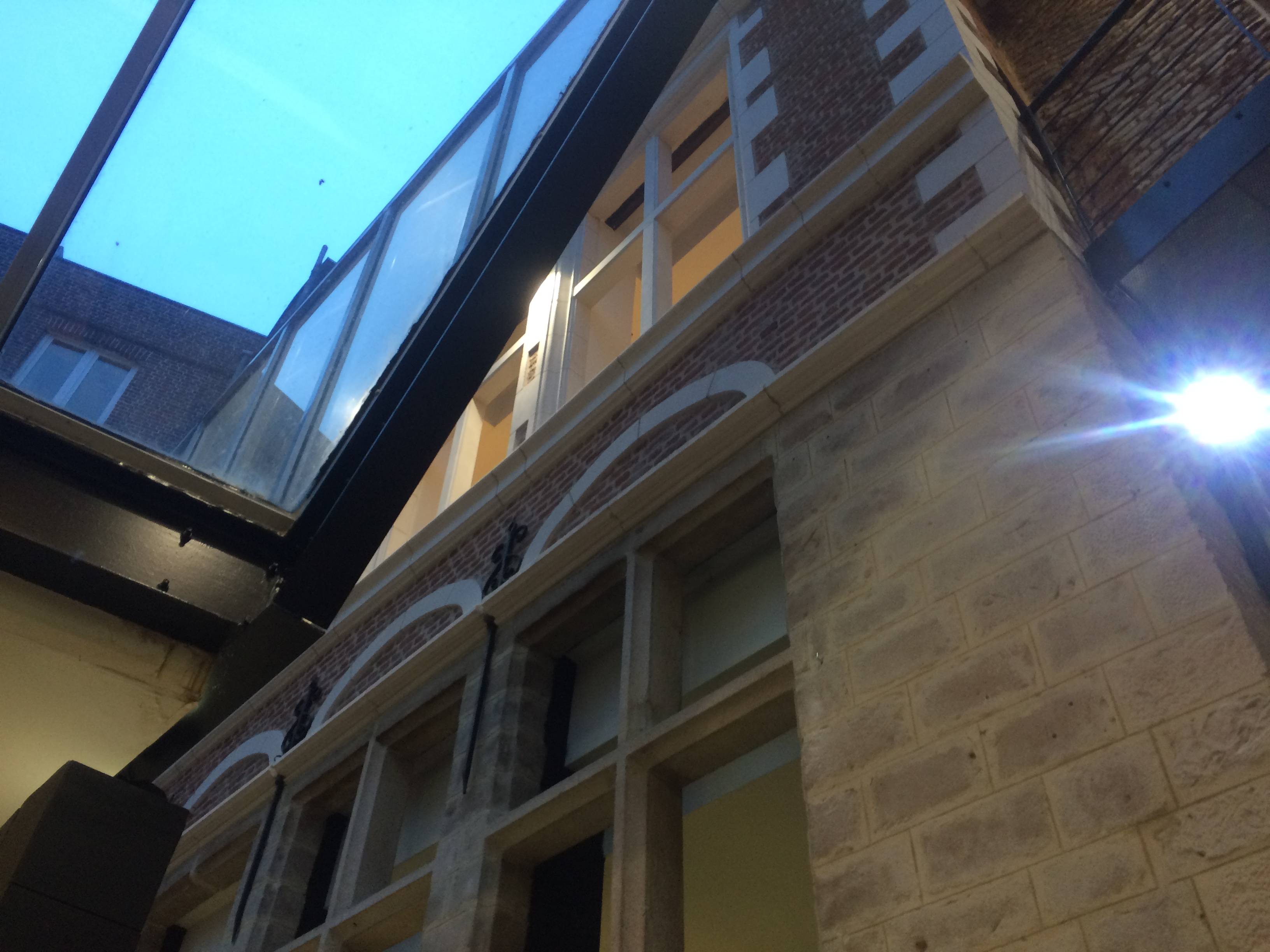
Maison renaissance rue Lepelletier
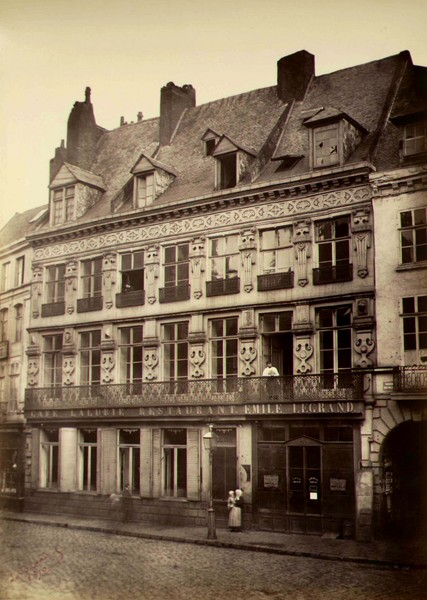
Ancienne halle échevinale

## Les constructions duXVIIesiècleet de la première  duXVIIIesiècle
L'architecture de cette période, riche et variée, influencée par des traditions locales, les modèles flamands, baroque puis par le classicisme français plus sobre, est très présente dans le quartier du Vieux-Lille et dans les rues entourant la Grand'Place, les constructions des époques précédentes étant, sauf exceptions, disparus.    

### Les maisons à arcures

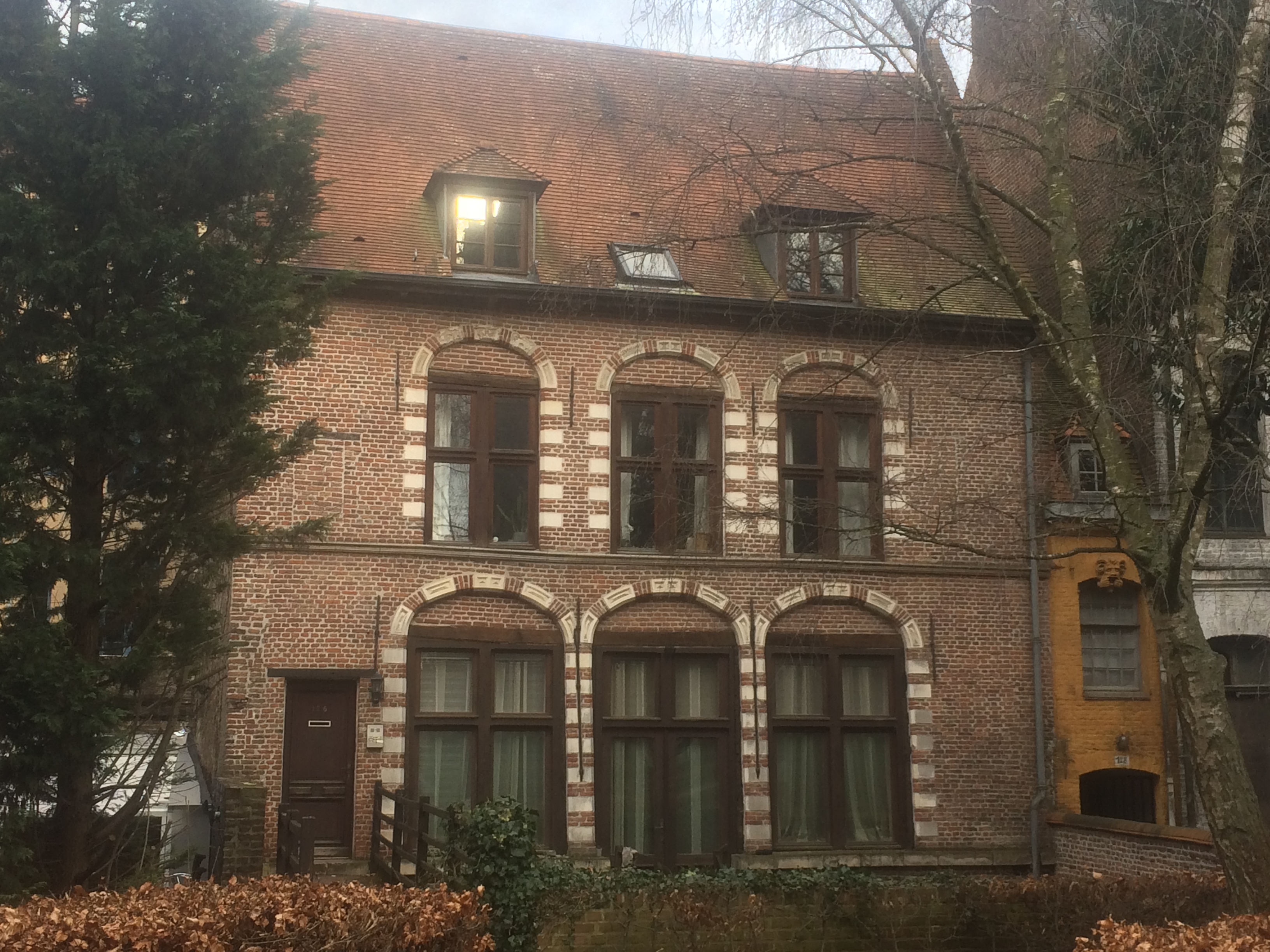
Arcures Contour de la Treille

Le style architectural à arcures ou de « maison de machonnerie à cassis revestus » d’après l’appellation d’une ordonnance de 1606 succède aux maisons de bois en  intégrant les techniques et les matériaux de charpente et de menuiserie en façade dans une maçonnerie de briques ponctuée de cordons en pierre de Lezennes. L’arc de décharge en pierre qui surplombe le linteau soulage le poids de la maçonnerie en reportant la charge sur les piles ou trumeaux, laissant entre deux la forme du tympan permettant l’insertion de mascarons. Quelques maisons à arcures sont encore à disposition ancienne de pignon sur rue, la plupart à faîtage parallèle.
Les maisons à arcures sont présentes dans le Vieux Lille et dans le quartier Saint-Maurice (notamment la maison du Renard).

### Le rang lillois

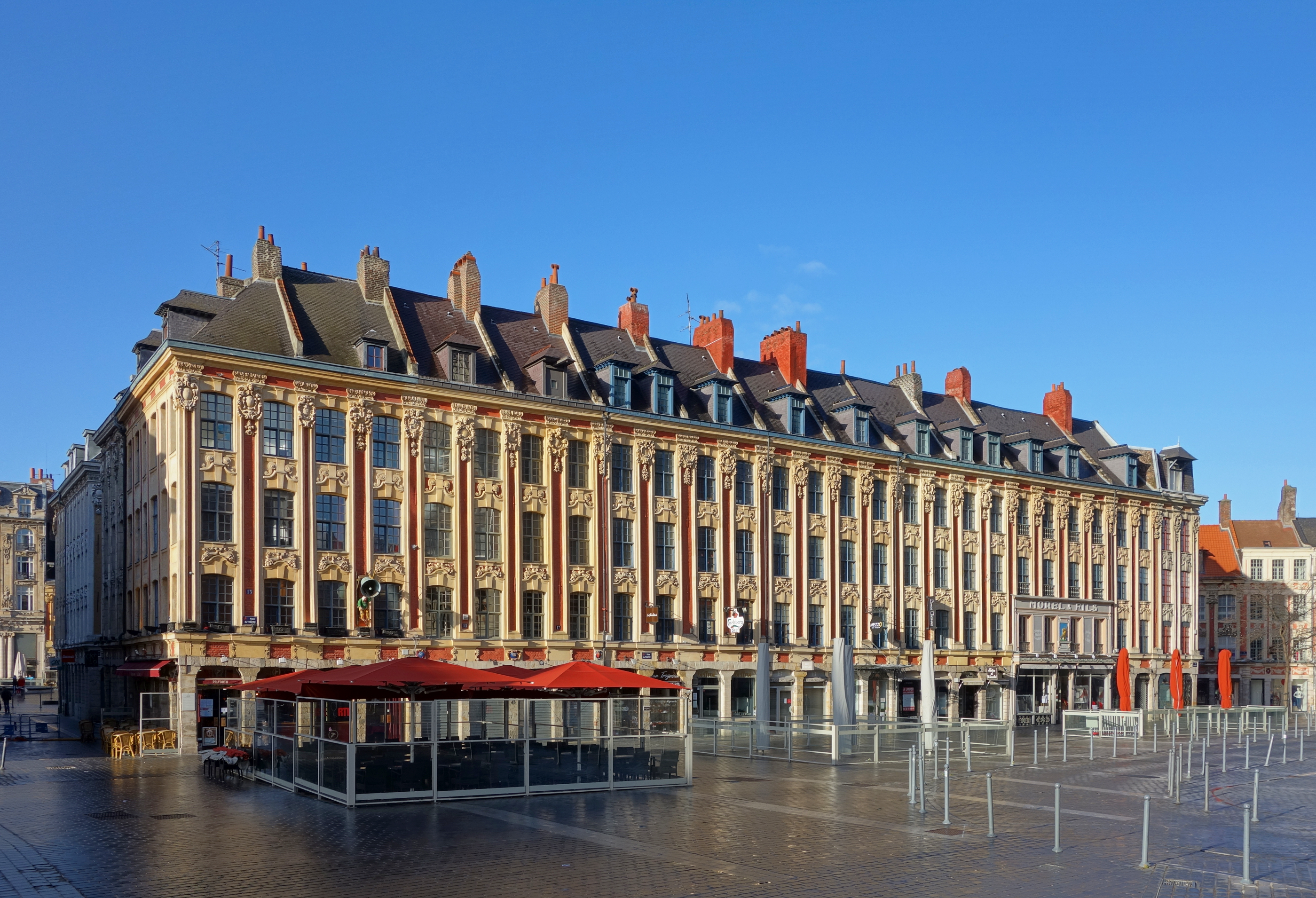
Rang du beauregard

L’architecture de la période précédant et suivant la conquête française de 1667 influencée par la Renaissance flamande est celle de  compositions en travées répétitives, en même temps très ornées (guirlandes, rinceaux, cariatides, angelots). Le premier de ces ensembles est celui du rang des Albalétriers de la place aux Bleuets datant de 1630-1635. Les intentions d’unité et de cohérence du Magistrat (obligation de bâtir une maison conforme au plan dressé) confrontées aux usages des artisans et aux souhaits des bourgeois disposant d’une liberté d’ornementation avec marques sur la mitoyenneté identifiant la limite de propriété (position des angelots), créent une architecture originale distincte de celles des autres villes de Flandre. 
Aux alentours de la Vieille Bourse, chef d’œuvre de cette architecture, s’étendent des rangs, celui de la place Rihour à l'entrée de la Grand-Place réalisé pour Anselme Carpentier en 1687, modèle ayant inspiré le Beauregard d'un étage supplémentaire édifié en 1687, celui de la rue de la Bourse-rue Lepelletier de 1677, de la rue Esquermoise également de 1677, celui de la rue de la Monnaie vers 1700 et des maisons à plusieurs travées s'élèvent sur ce modèle dans les rues aux alentours de la Grand-Place. Certaines ont été détruites par la suite.

### Le style classique lillois

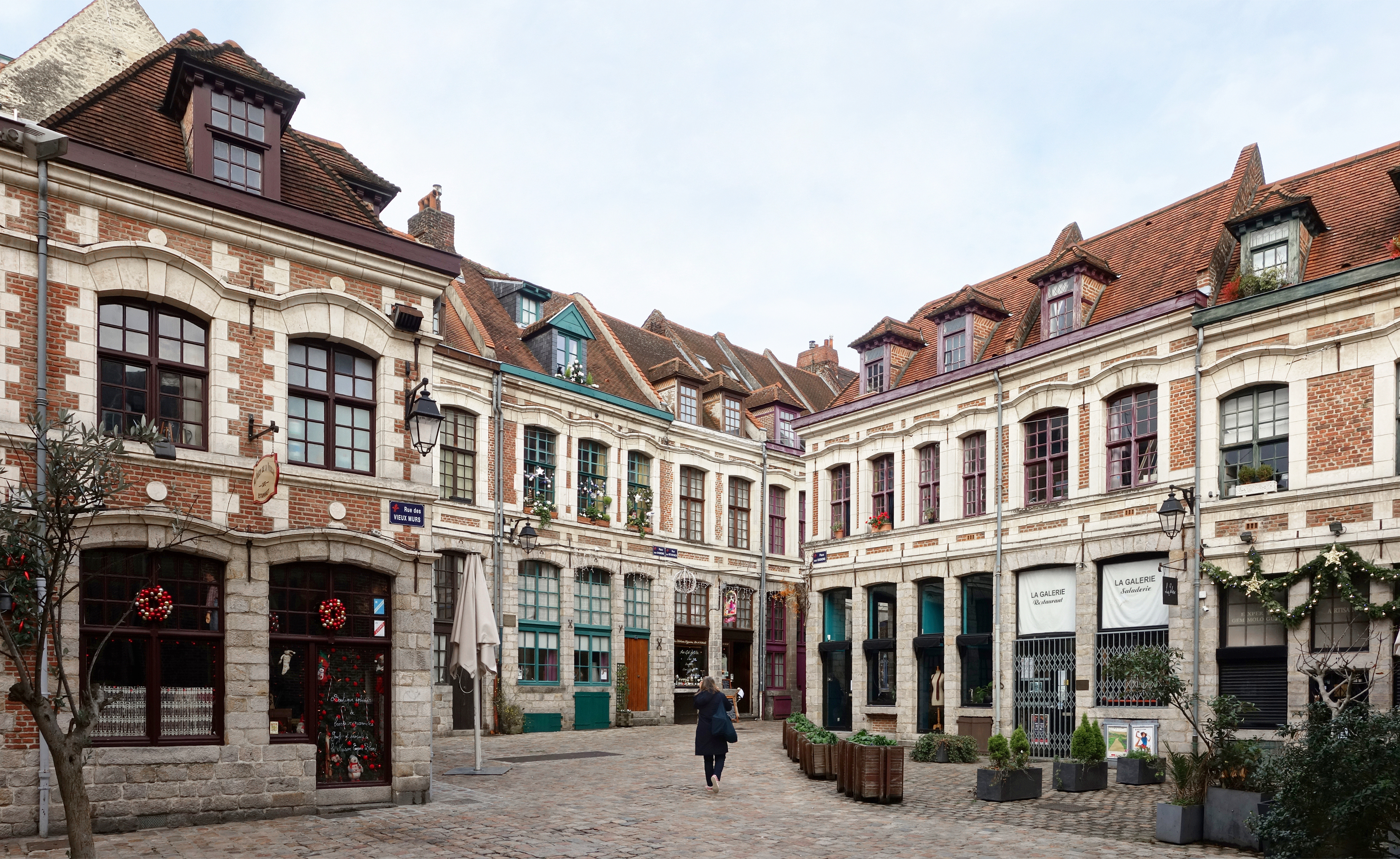
Lille place aux oignons

Ce style qui se développe au cours des décennies suivant la conquête de Lille par Louis XIV est une synthèse entre les styles d’architecture locale de la période précédente (architecture à arcures et style franco-lillois inspiré de la Renaissance flamande) et le style classique.
Cette architecture plus sobre utilise les matériaux locaux traditionnels, soubassements en grès, briques, cordons de pierre calcaire. 

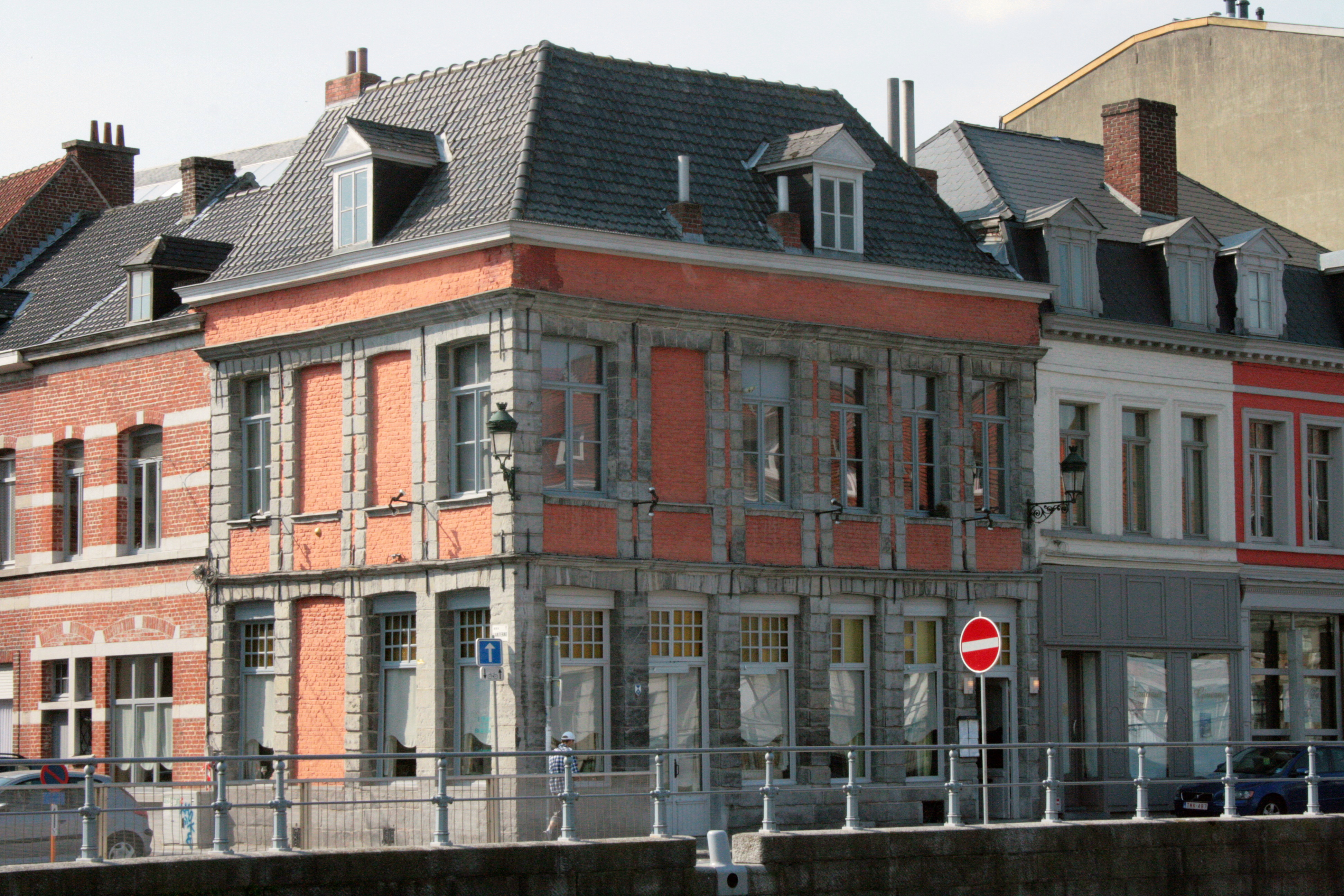
Tournai quai du Marché au Poisson

Ces maisons étaient pour beaucoup relativement modestes, souvent des logis d’artisans. Ce patrimoine négligé jusqu’au milieu du XXe siècle en partie détruit dans le quartier Saint-Sauveur ou laissé à l’abandon, a été restauré à partir des années 1970  puis mis en valeur, en particulier place aux Oignons et dans les rues alentour où il est devenu un attrait touristique.
L'architecture de style Louis XIV tournaisien qui se développe à la même époque après la conquête de la ville par Louis XIV en 1667 et jusqu'au milieu du XVIIIe siècle utilise les matériaux locaux avec la même sobriété.

### La ville à la française du quartier royal
L’enceinte étendue en 1670 au-delà des paroisses Sainte-Catherine et Saint-Pierre jusqu’à la Citadelle englobe l'ancien faubourg Saint-Pierre autour de la rue Neuve-Saint-Pierre, actuelle rue Saint-André et rue Saint-Sébastien où un petit nombre de maisons du début ou du milieu du XVIIe siècle antérieures à cet agrandissement subsistent et une majorité de terrains non construits. Un quadrillage de rues est tracé dans cet espace par les ingénieurs du roi. 
Vauban impose un nouvel ordre urbain, une architecture d'esprit français dans ce quartier acceptant des compromis dans la vieille ville où se développe le style franco-lillois. Le quartier royal est une ville basse avec des maisons entre mitoyens, d'un seul étage sur de larges parcelles permettant à la plupart de disposer d'un jardin ou d'une cour.
Plusieurs hôtels aristocratiques sur le modèle parisien, inspirés de ceux du quartier du Marais, s'élèvent dans ce nouveau quartier, une vingtaine dans la  principale artère, la rue Royale, une vingtaine dans les rues secondaires.  Ces grandes demeures sont exemptées des règles imposées par l’échevinage pour l’aspect des constructions.  S’étendant sur de vastes parcelles, leur bâtiment principal entre cour et jardin est établi dans un enclos réservé en recul de la rue bordée par un mur où s'ouvre un portail. 
Entre ces demeures de prestige isolées, des maisons avec façade sur rues sont bâties à la fin du XVIIe siècle et au début du XVIIIe siècle dans le quadrillage de rues ouvertes dans le quartier royal. 
Ces maisons influencées par la sobriété de l'architecture française classique sont dépourvues de l’ornementation exubérante des façades des bâtiments de la période précédentes d’inspiration Renaissance flamande et baroque.
Le long de la rue Royale, une trentaine de maisons de premier rang avec porche édifiées pour de riches bourgeois comportent de 4 à 9 travées sur deux hauts niveaux, le bel étage un peu plus élevé que le rez-de-chaussée, un soubassement de grès, une toiture d’ardoise, signe extérieur de richesse, un quadrillage de bandes de pierre entourant les baies.

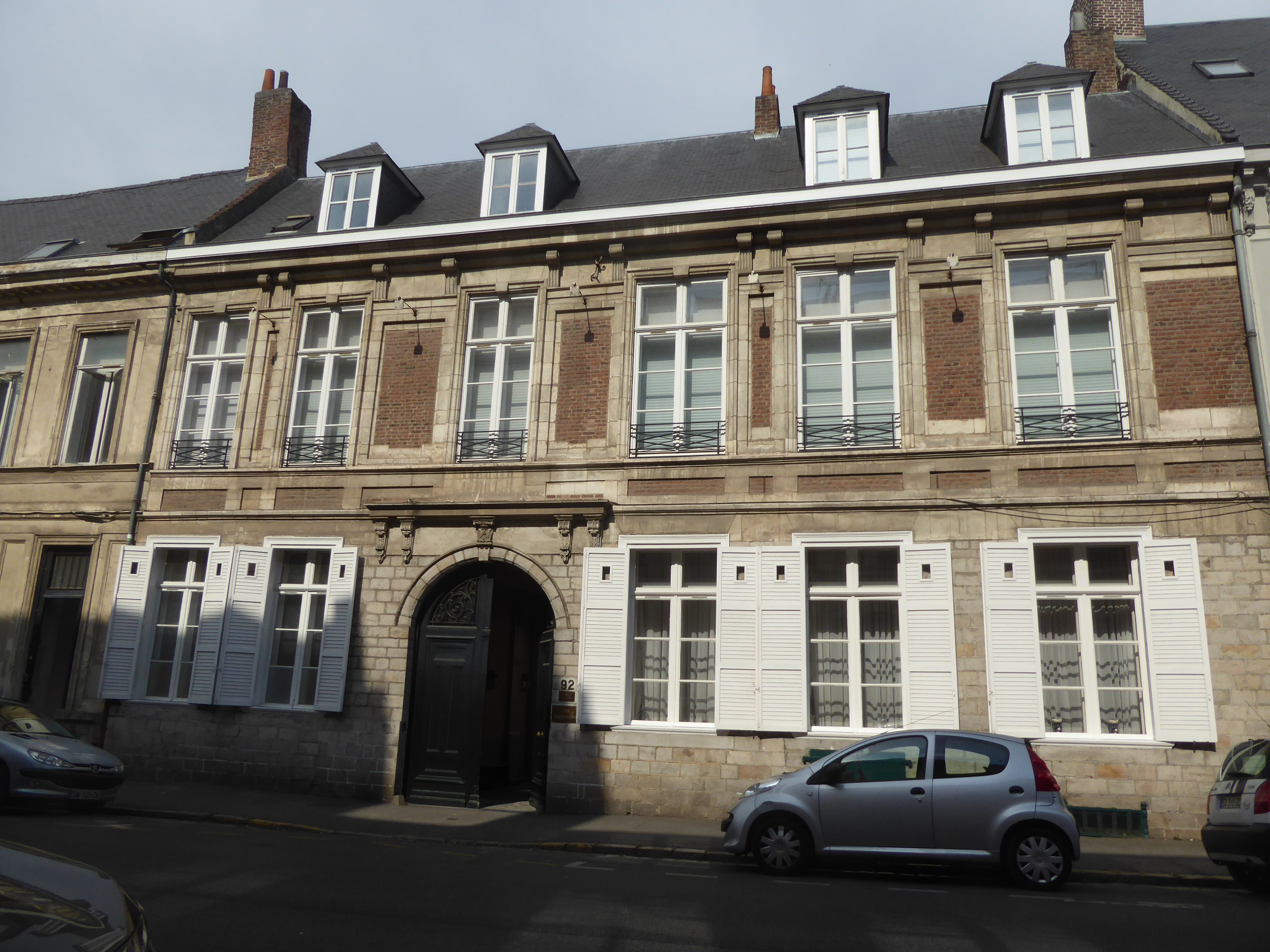
Maison de premier rang
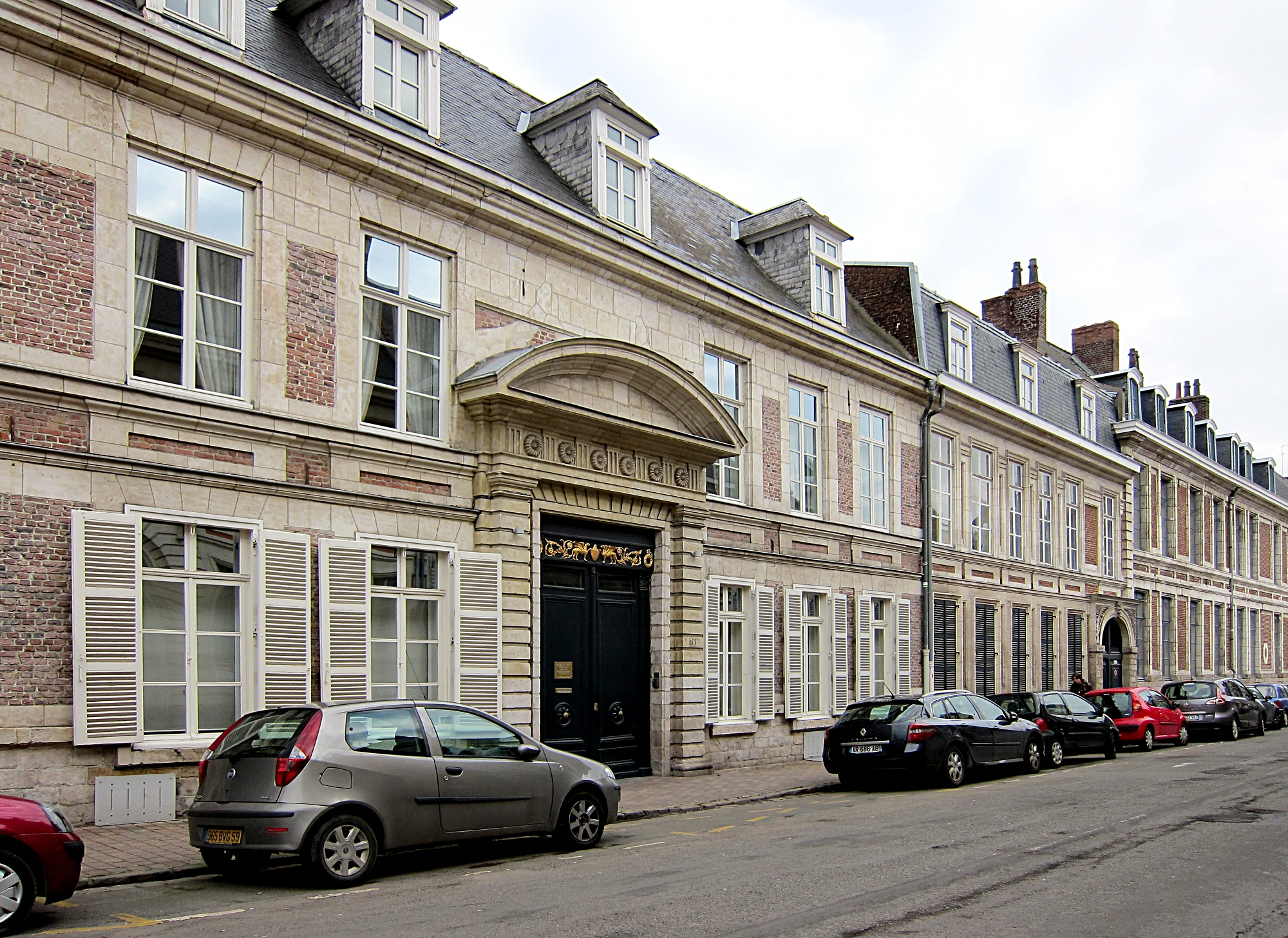
Maison de 1er rang rue Royale

Dans les rues parallèles à la rue Royale et les rues traverses, des maisons de second rang sont construites sur des parcelles plus larges et moins profondes. Contrairement aux  maisons de premier rang, le côté des façades sur rue et sur jardin est le plus long. Comme celles du premier rang, elles sont bâties sur un soubassement de grès et sont encadrées de cordons de pierre, comportant cependant généralement une arcure au-dessus des baies. Les toits d'ardoises ou de tuiles comportent généralement des lucarnes.

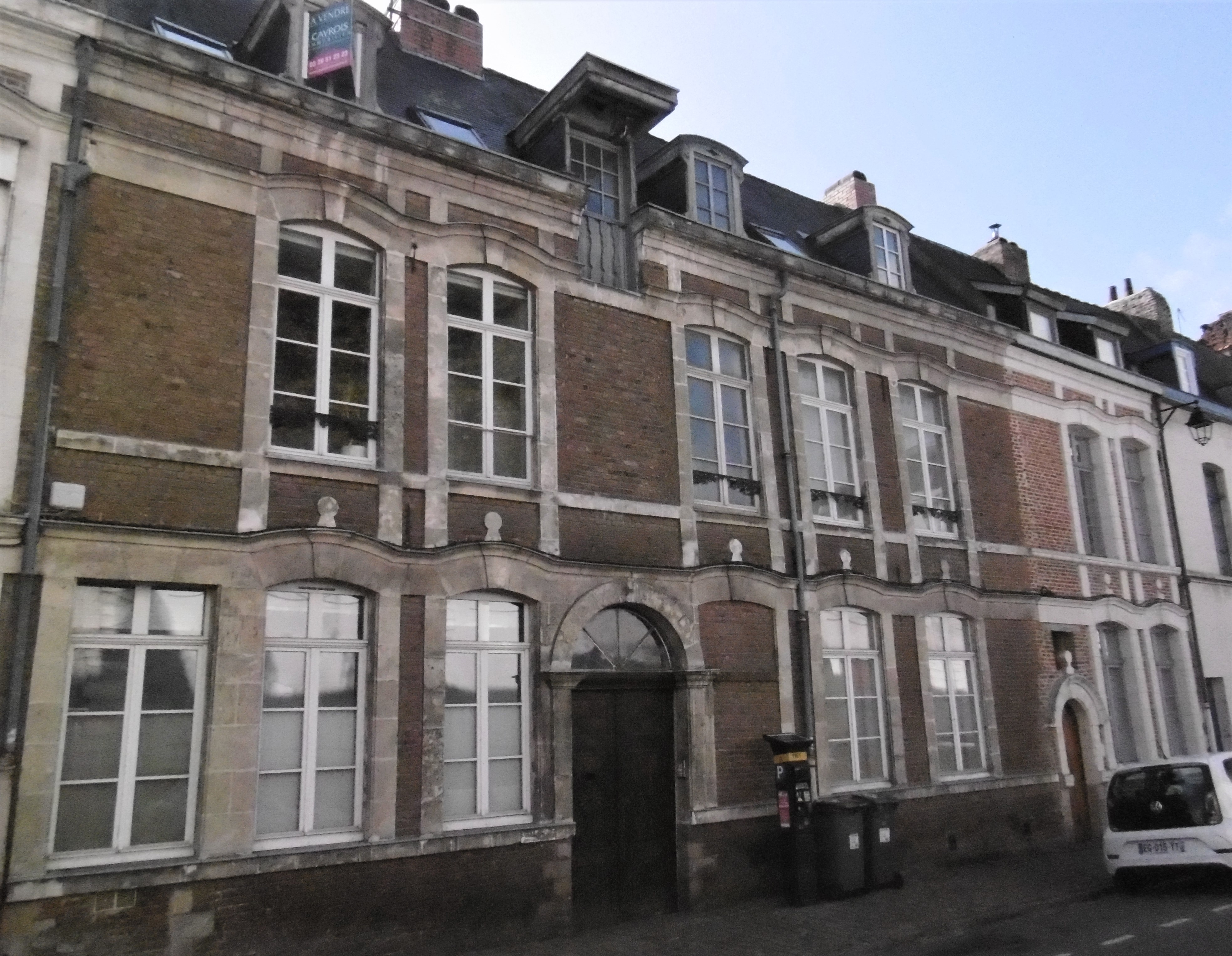
Second rang Rue du Lieutenant Colpin
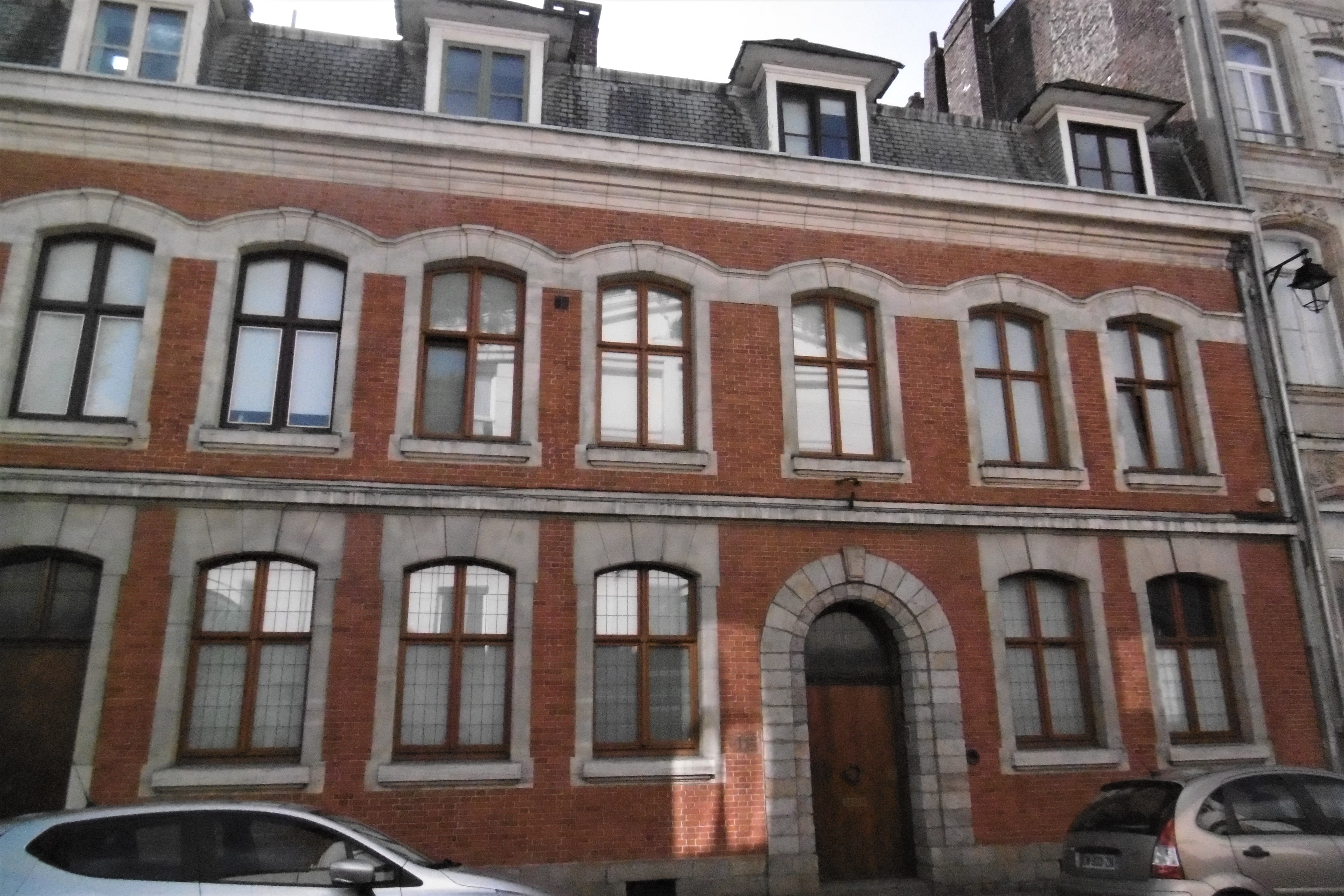
Rue du Lieutenant Colpin
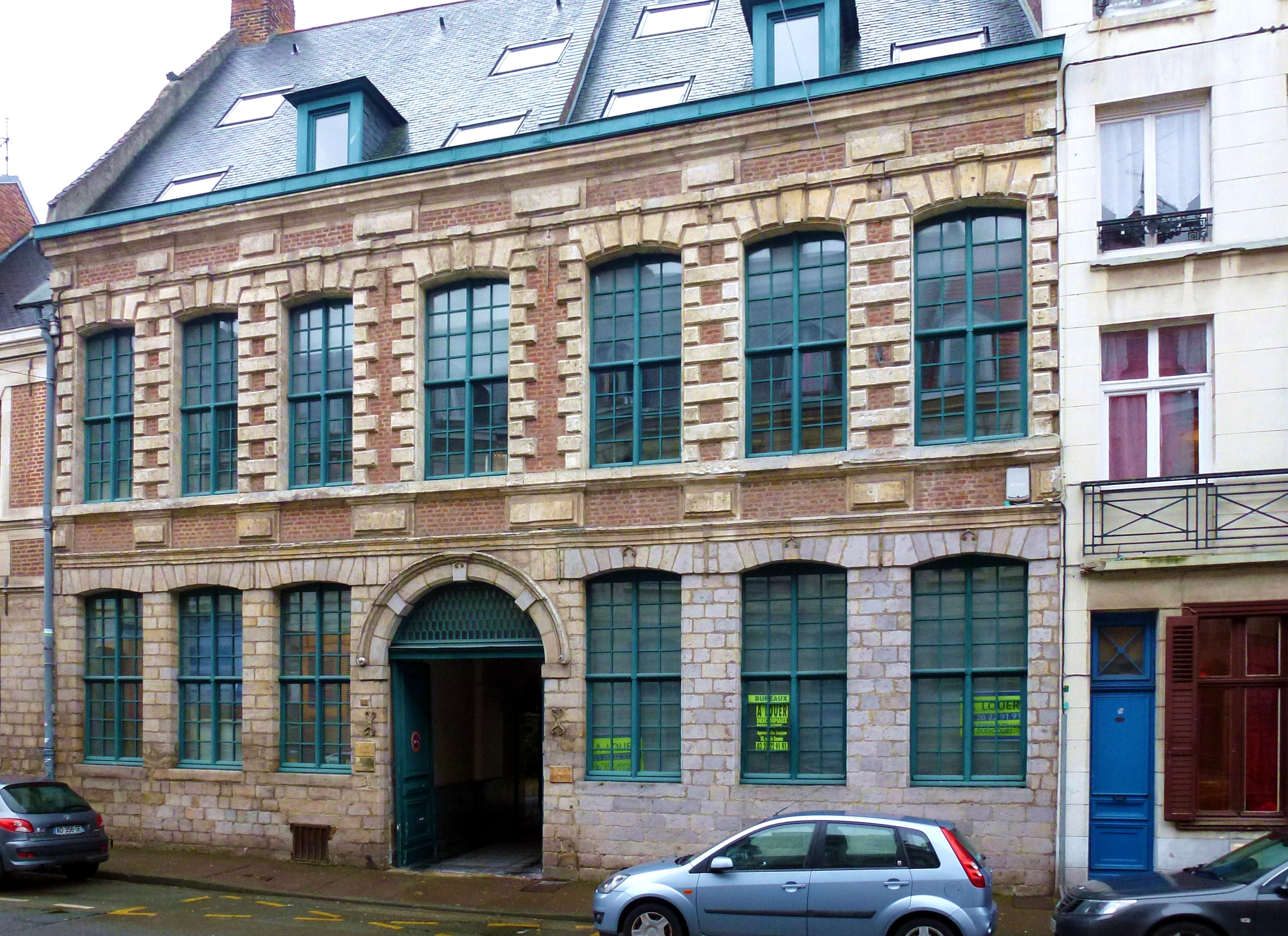
Rue de la Barre

Des maisons d’architecture hybride du début du XVIIe siècle avec devantures à arcures au rez-de-chaussée et étage à la française bordent la rue Saint-André.

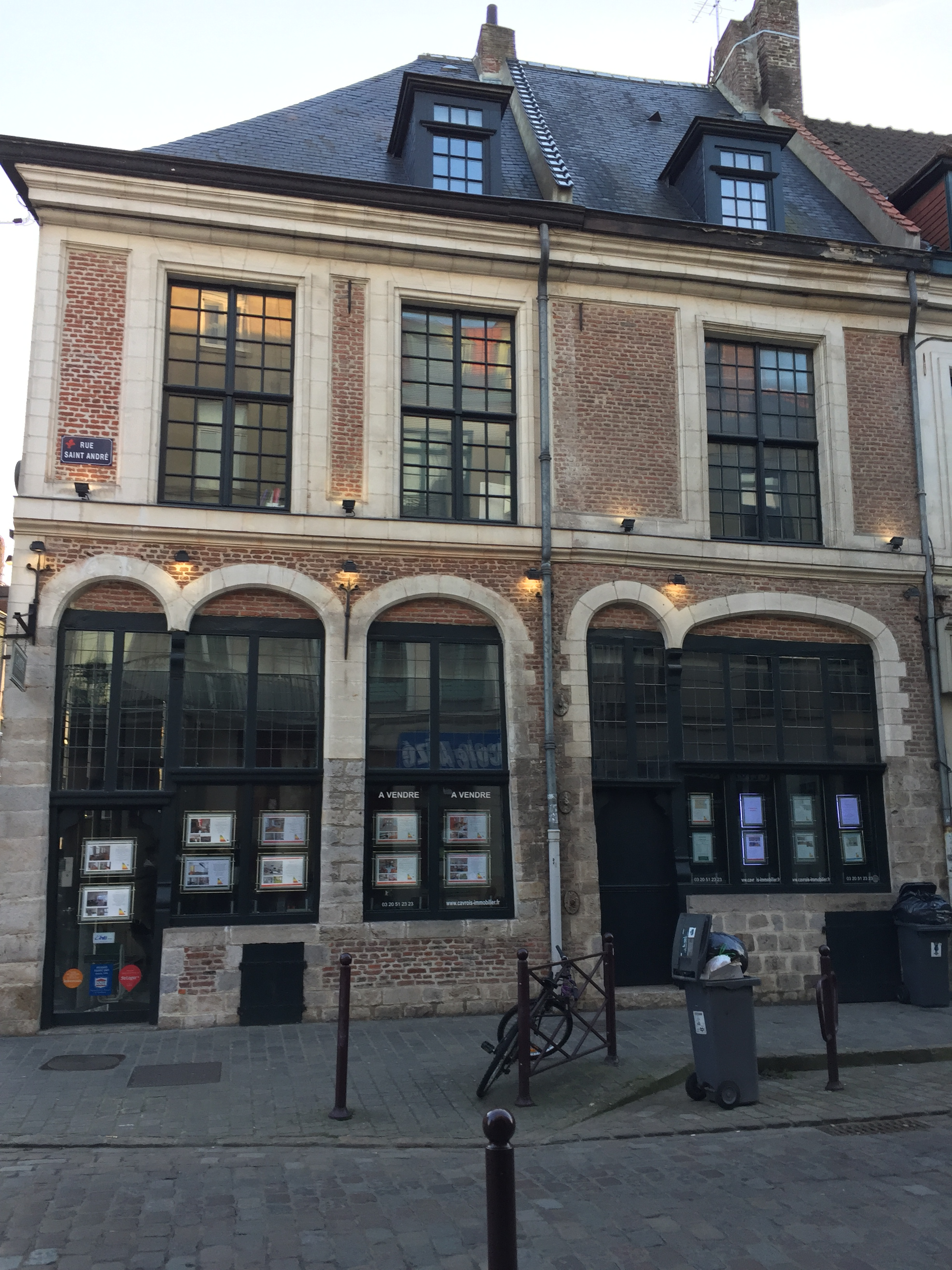
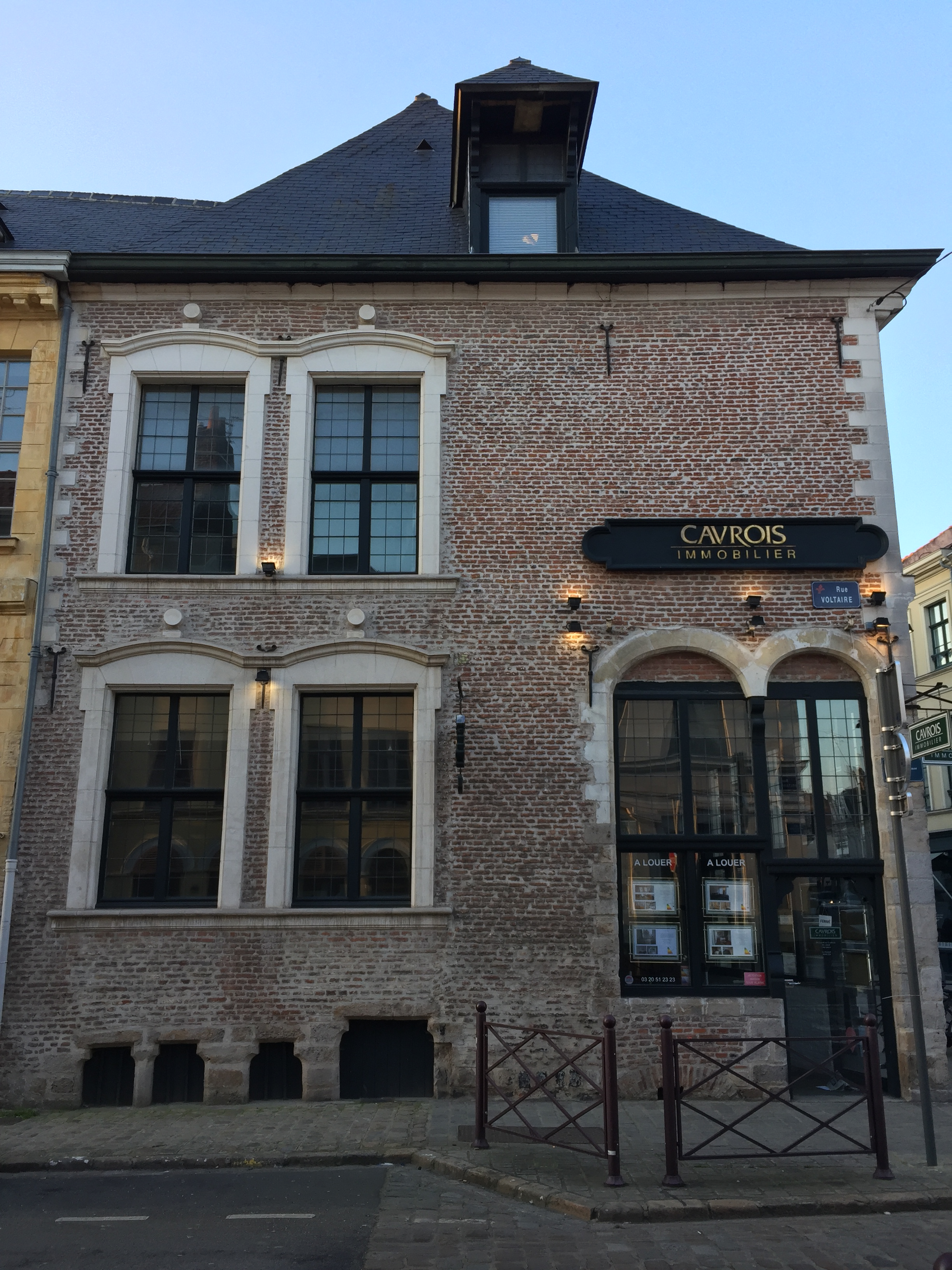

Des maisons de troisième rang plus modestes  sont construites en briques sans entourage de pierre sur les rues plus étroites à proximité du rempart.

## De la fin duXVIIIesiècleà l’agrandissement de 1858
Après le remplissage du quartier royal de Vauban, la fin du XVIIIe siècle et la première moitié du XIXe siècle jusqu’à l’agrandissement de 1858 n’est pas une période d’intense construction.   
La ville enserrée dans son enceinte, disposait de peu d’espaces libres. Les bâtiments endommagés lors du siège de 1792 ont été pour la plupart réparés et non remplacés. Les ambitieux projets de l’architecte François Verly sont restés sans suite. Le marasme économique à l’issue des guerres napoléoniennes, (population tombée de 79 000 habitants habitants à 55 000) ne permettait pas de lancer de grandes opérations. 
L’architecture néo-classique du règne de Louis XVI, de la Révolution, de l’Empire et de la période immédiatement postérieure n'est donc représentée que par quelques immeubles isolés, notamment,
- Le rang des Marthes de treize travées du 61 au 71 rue d'Angleterre de 1787.
- La maison du 5 rue Sainte-Catherine (Lille) vers 1800
- L'hôtel du 25 rue du Lieutenant-Colpin
- L'hôtel Ramery 18 rue des Arts (Lille)
- L'immeuble du 4-10 rue du Pont-Neuf
- L'hôtel du Juge Garde des Monnaies de 1781
- L'hôtel de Tenremonde

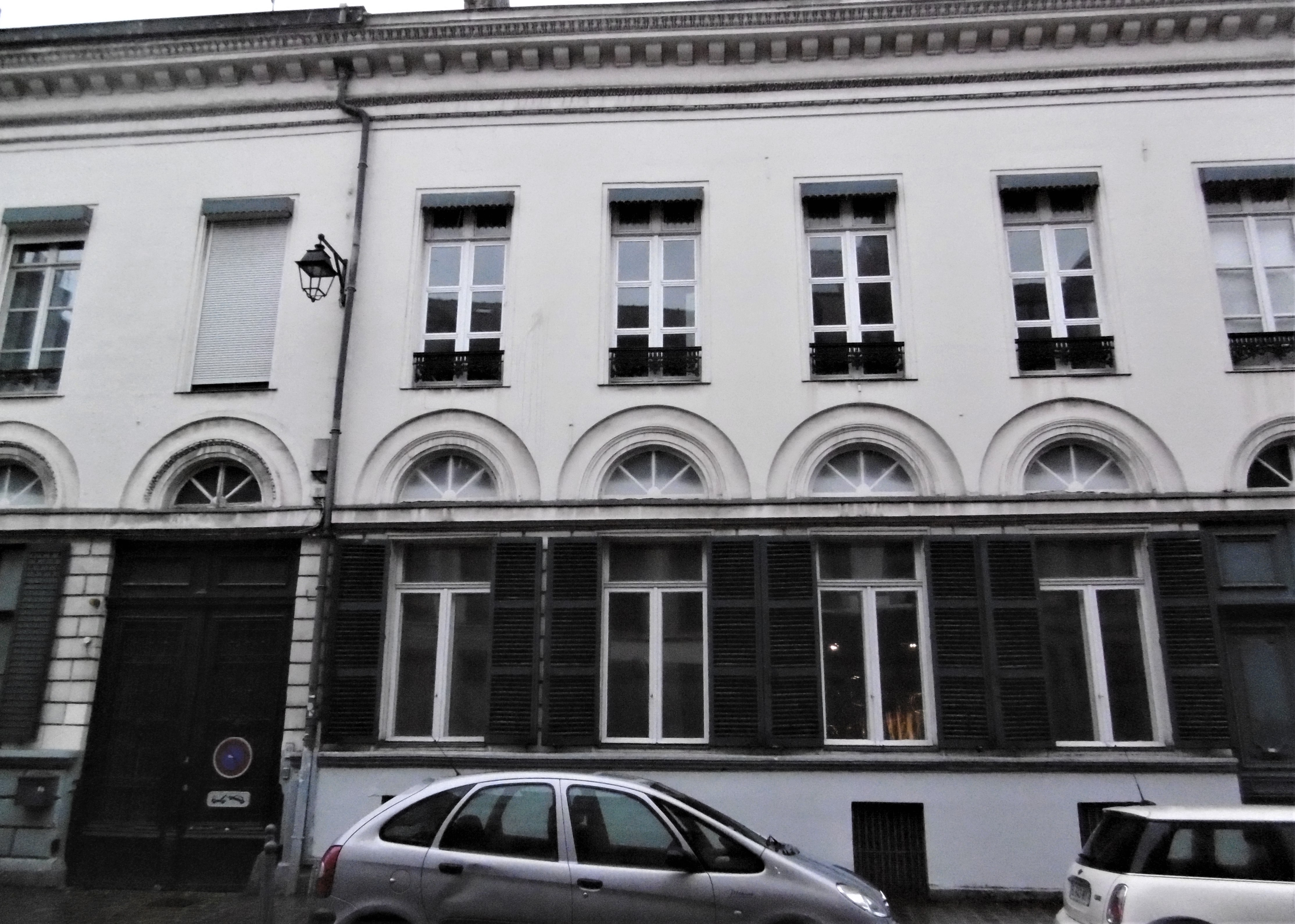
Maison des Marthes
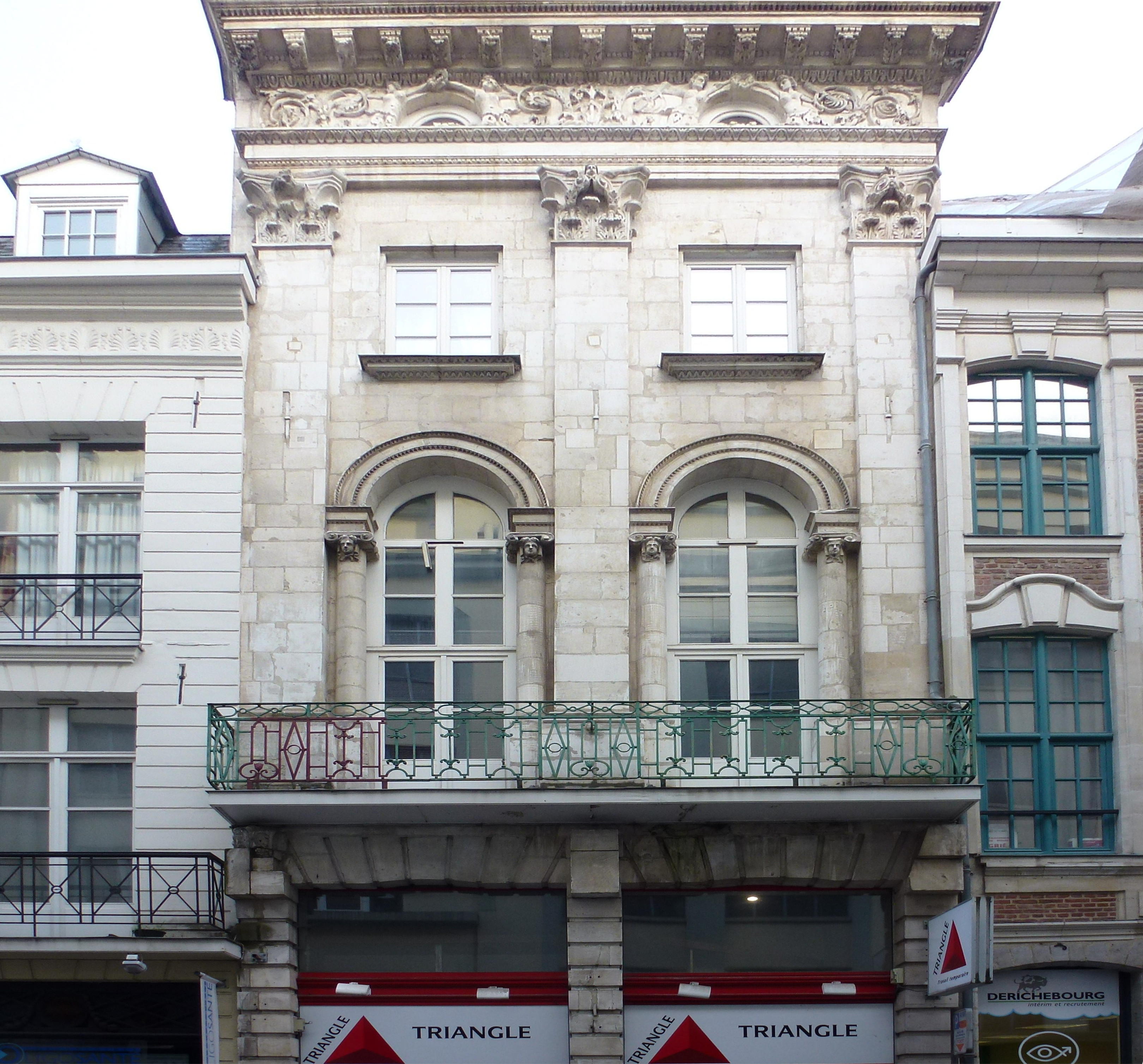
Hôtel Ramery
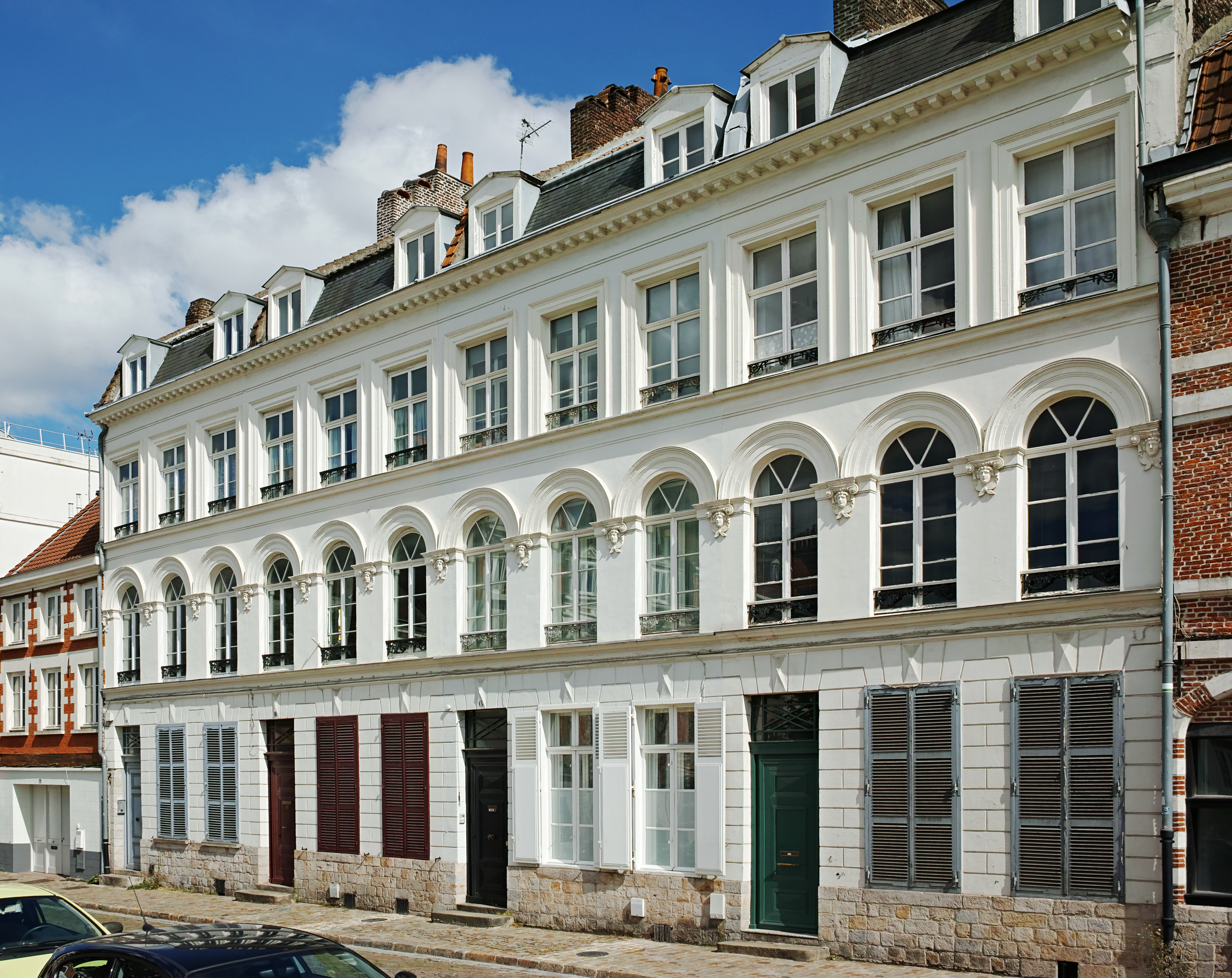
4-10 Rue du Pont-Neuf
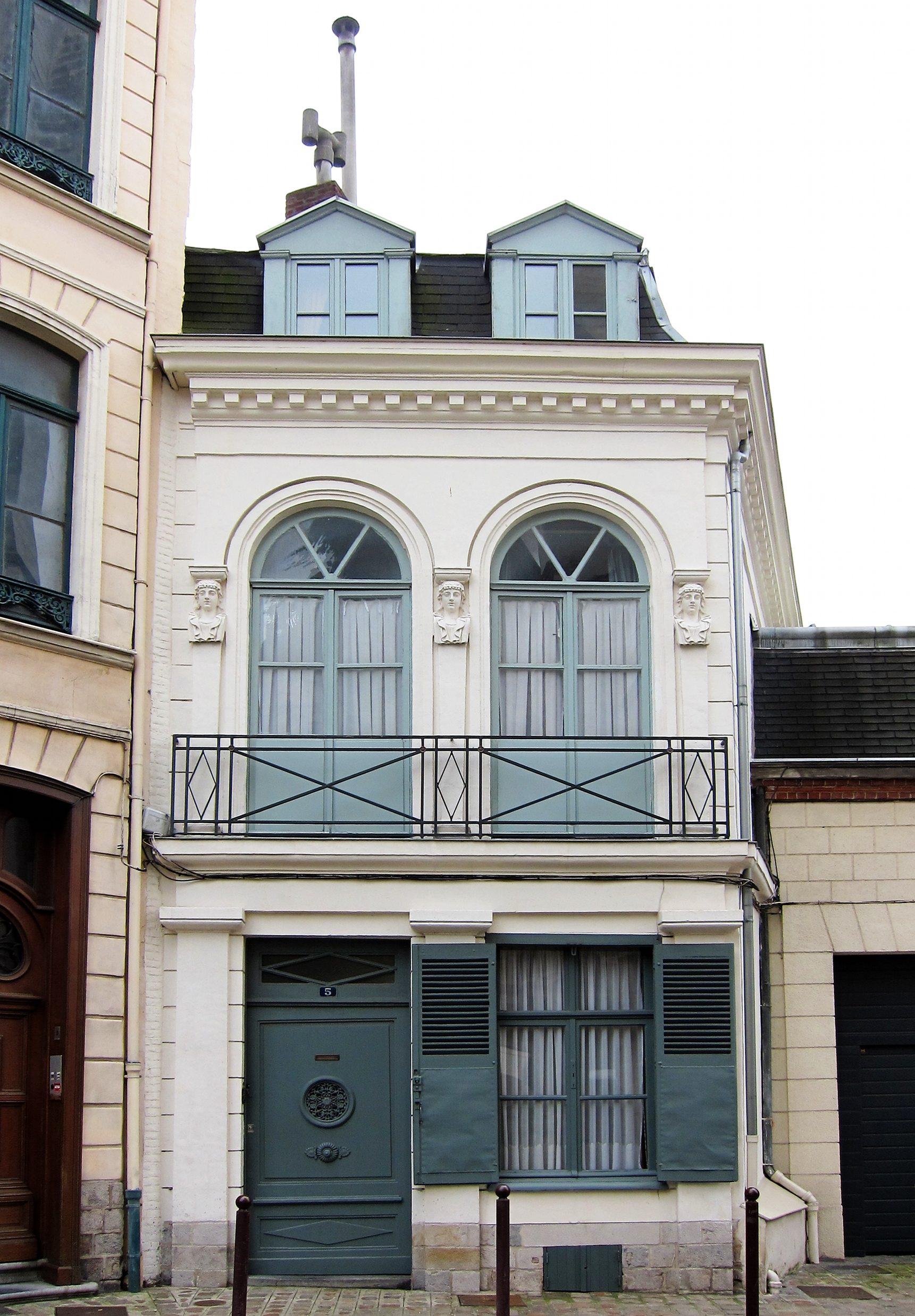
5 rue Sainte-Catherine

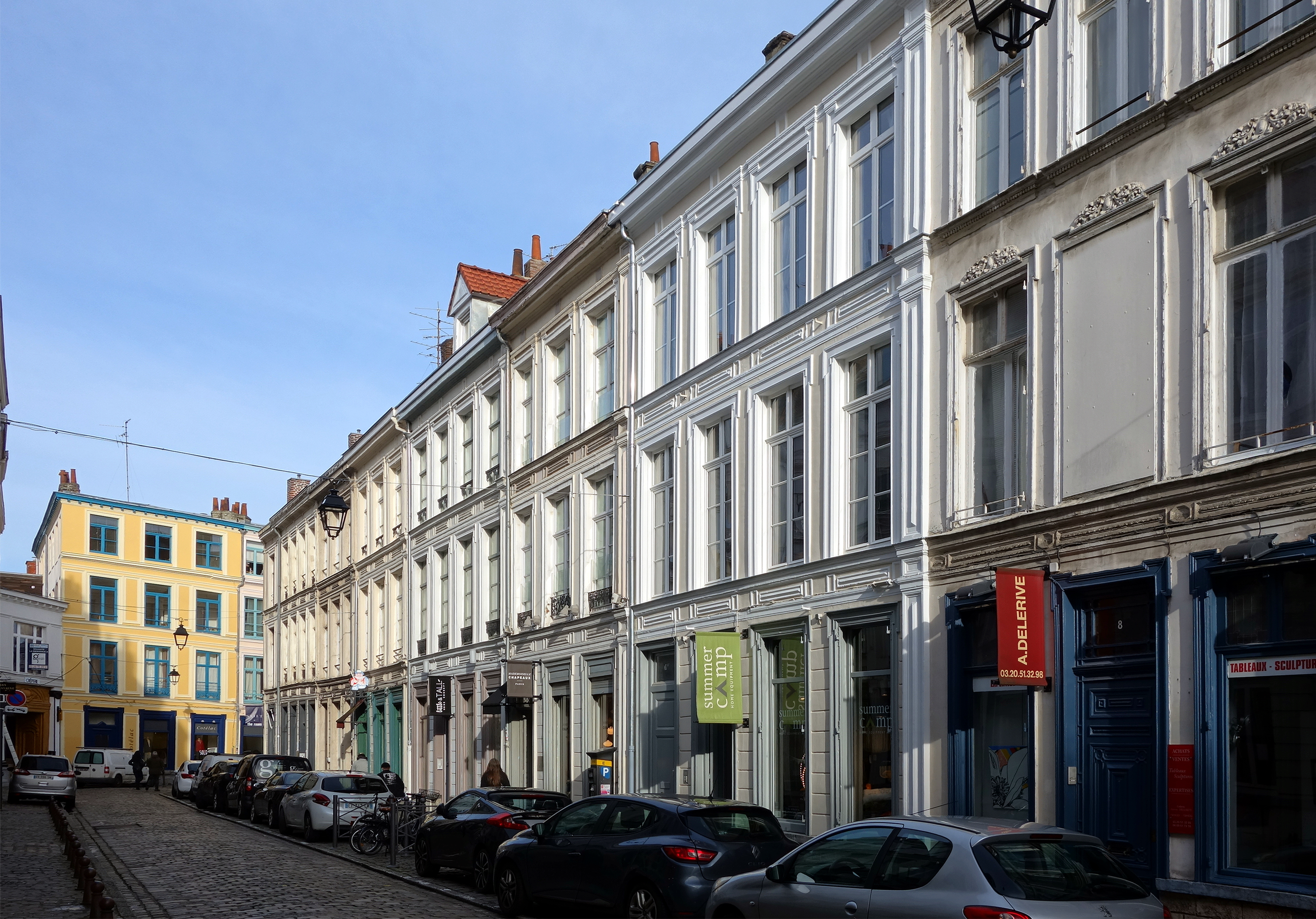
Rue Bartholomé-Masurel

La seule opération d'urbanisme de quelque envergure avant l'agrandissement de 1858 est celle des maisons de la rue Bartholomé-Masurel construites en 1847 à l'emplacement de l'ancien hôtel de Soubise.
Des édifices publics datent de cette période du XVIIIe siècle à 1858
- Le Grand magasin de 1728 à 1733
- L’hospice général en 1743 agrandi en 1780, achevé en 1838
- Le Théâtre en 1787
- Le Palais de justice en 1839 démoli en 1961
- L’Hôtel des Archives en 1844 détruit vers 1990
- L’Hôtel de ville  de la place Rihour de 1844 à 1859 détruit en 1920 après un incendie en 1916.

## L’architecture de l'agrandissement de 1858

### Les voies nouvelles et les immeubles haussmanniens
Les percées dans la ville ancienne se sont limitées à celles de la rue Nationale en 1863 prolongée dans l'espace étendu par la nouvelle enceinte jusqu'à la nouvelle place de Tourcoing (actuelle place du Maréchal-Leclerc) et de la rue de la gare (actuelle rue Faidherbe) en 1870 qui ont cependant entrainé la démolition de plusieurs beaux immeubles de style franco-lillois et de l'ancienne maison de l'échevinage, plus tardivement à celle du boulevard Carnot en 1906.
Un réseau de voies nouvelles est tracé sur les terrains des anciennes fortifications, de la zone non aedificandi et ceux non encore urbanisés autour de Wazemmes et de Moulins-Lille.
Les immeubles haussmanniens sont limités à la rue Faidherbe, à la place de la gare, aux immeubles entourant la porte de Paris, au boulevard Carnot.
Malgré l'augmentation de la hauteur autorisée, les immeubles de la rue Nationale assez disparates édifiés sur des parcelles irrégulières et plutôt étroites se limitent à 3 étages. Ceux de la rue Faidherbe plus proches du modèle parisien s'élèvent à 4 étages sous combles au lieu de 5 étages à Paris à la même époque.

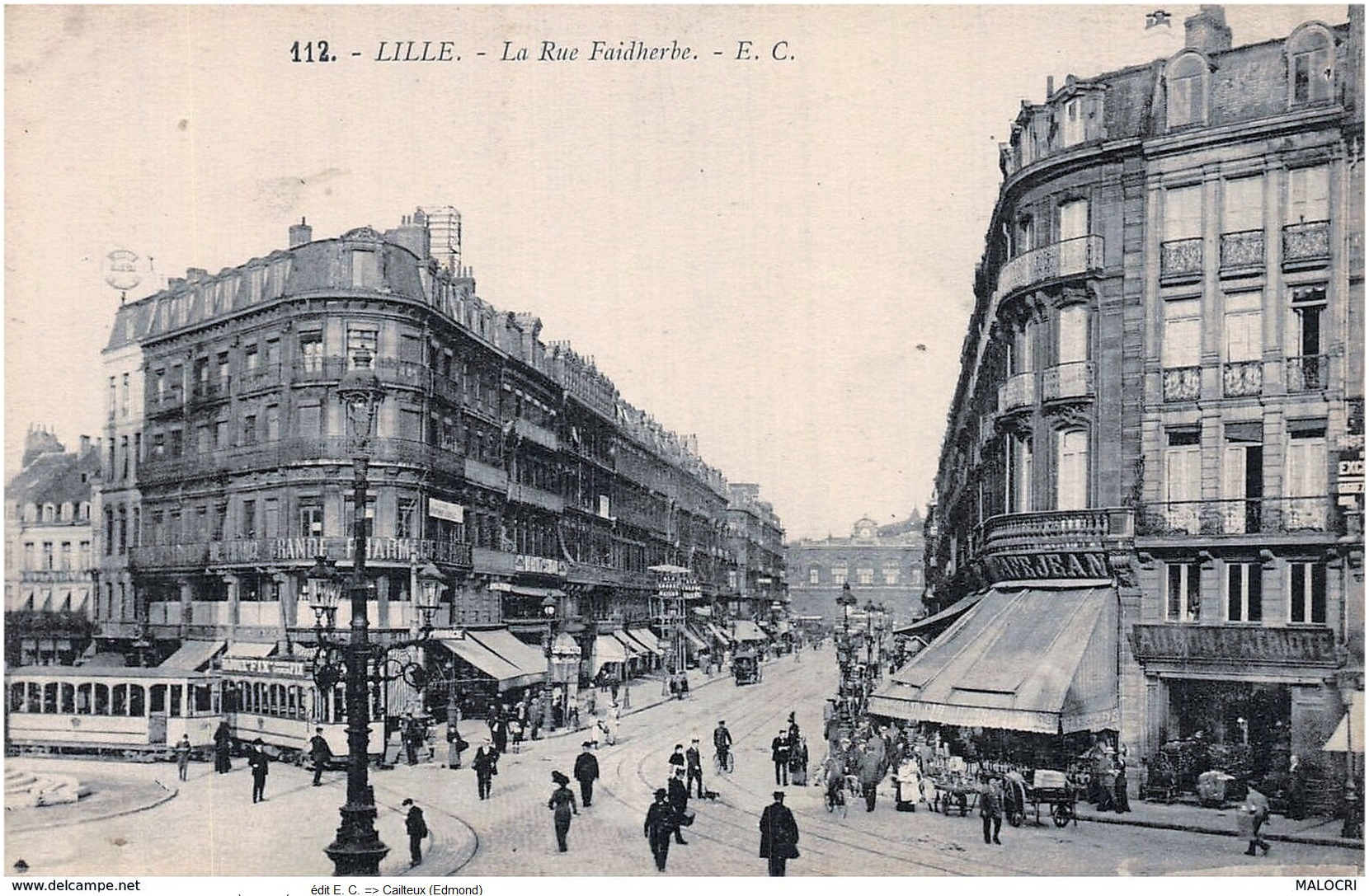
La rue Faidherbe vers 1900
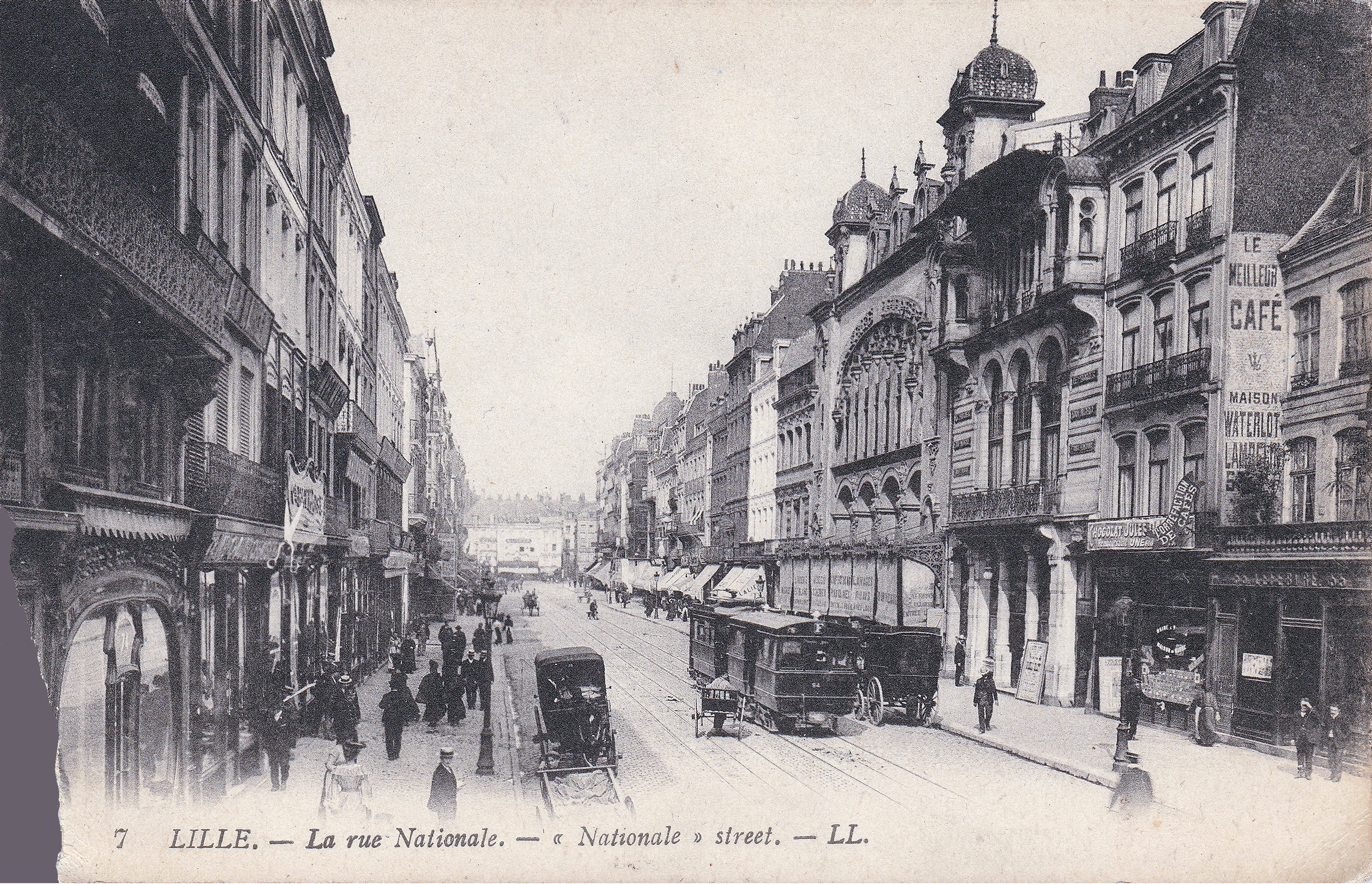
Rue Nationale vers 1900
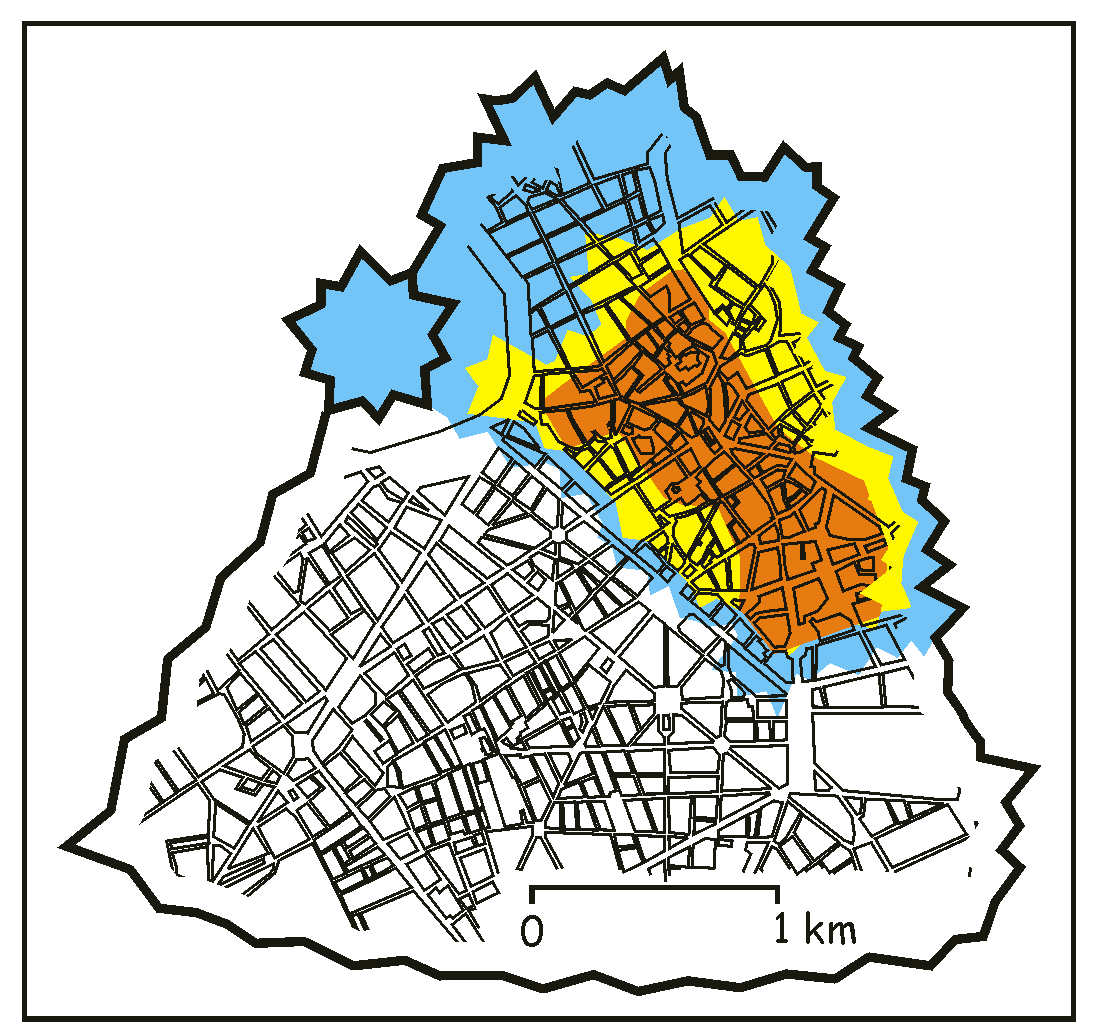
Nouvelle enceinte
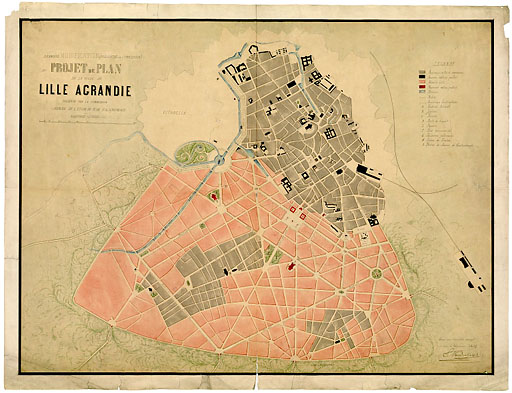
Projet de 1859

Les contrastes de l'architecture de ce milieu du XIXe siècle sont le reflet de l'inégalité de la société lilloise entre un groupe dirigeant de 8,1 % de la population qui rassemble 89,9 % de la richesse de la cité, les classes moyennes 32,4 % qui contrôlent 9,5% de cette richesse et le monde populaire 59,4 ̥% qui n'en possède qu'une part infime de 0,4 %.

### Les hôtels de maître
Les industriels font construire des maisons de maître sur les voies ouvertes à proximité de la ville ancienne, boulevard de la Liberté, boulevard Vauban et quelques rues à proximité. 
Contrairement aux hôtels particuliers du XVIIIe siècle entre cour et jardin, ils présentent leur façade sur rue conformément aux traditions locales et aux règlements d'urbanisme, sans étalage de luxe extérieur. Leurs dimensions sont plus imposantes que celles des hôtels particuliers parisiens de la même époque ce qui est permis par un prix des terrains beaucoup moins élevé. La façade qui atteint de 20 à 25 mètres sur une hauteur de 15 mètres comprend une porte haute de cinq mètres généralement contre le mitoyen qui s'ouvre sur un passage couvert de 3,25 mètres de large sur 18 mètres permettant aux voitures de gagner les remises. Au sous-sol, les cuisines et communs éclairés par des soupiraux sur rue, au rez-de-chaussée surélevé d'environ un mètre au-dessus de la chaussée, au rez-de-chaussée des pièces immenses de 5 mètres sous plafond, grand, petit salon, boudoir, bureau, aux étages, les chambres salles de bains, lingerie à l'arrière les dépendances, écuries, logement du personnel etc. L'hôtel pouvait comprendre salle de billard, salle de concert, salle de danse, un total de 1 000 à 1 500 m2 habitables. Un grand nombre de ces édifices ont été détruits, d'autres transformés, parfois après une période d'abandon, en bureaux ou réaménagés pour une division en appartements.

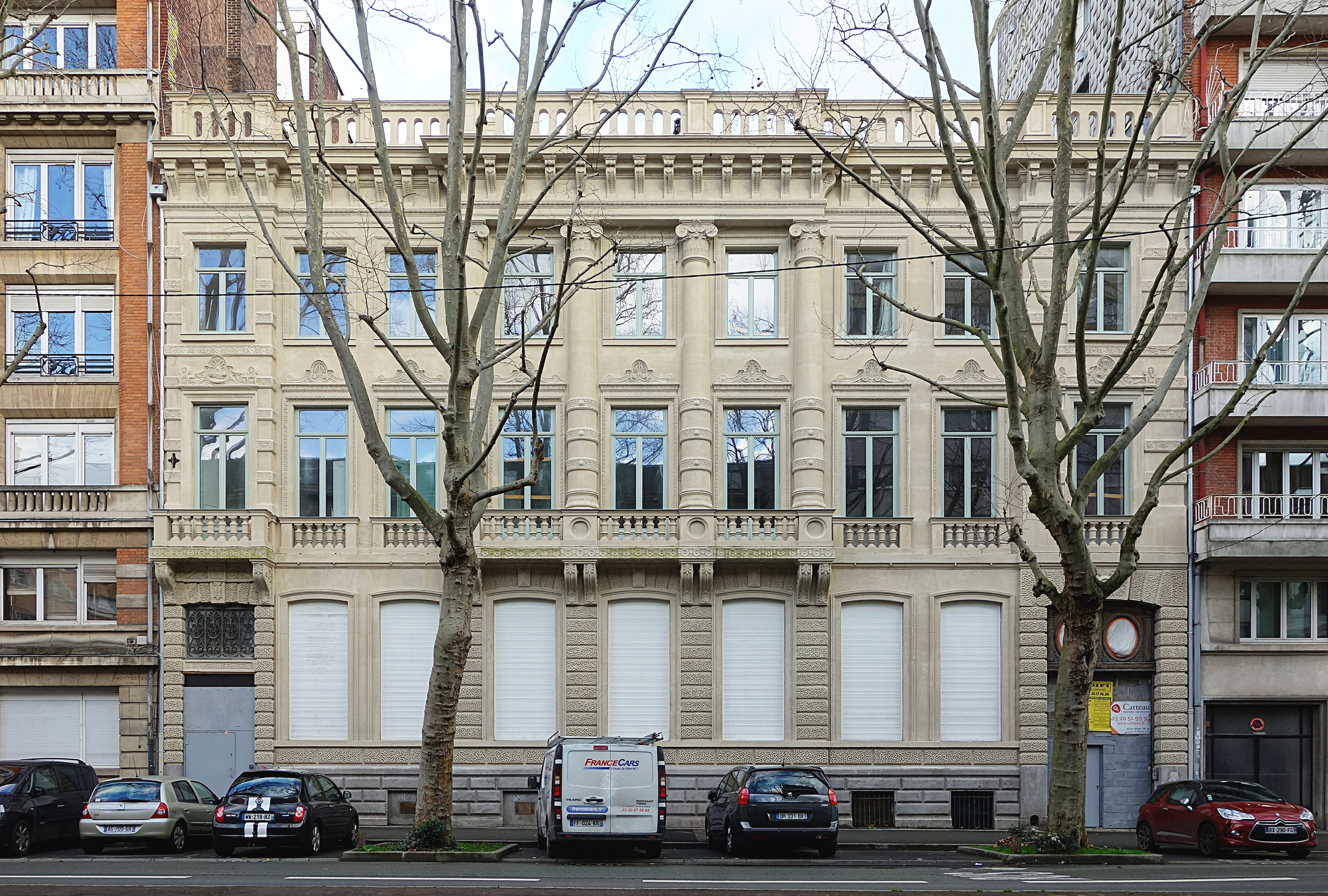
Hôtel Catel-Beghin bd de la liberté
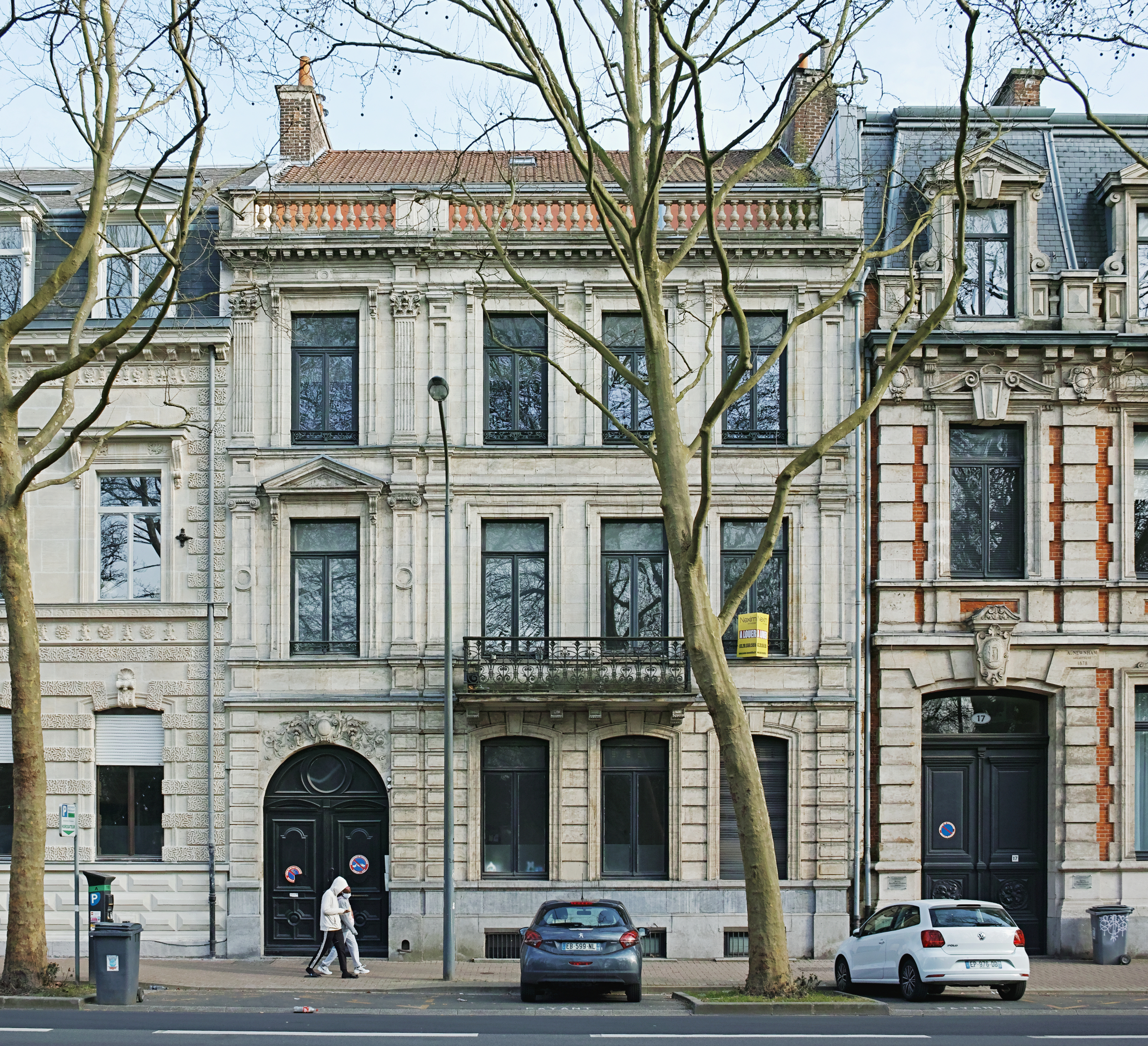
15 bd Vauban
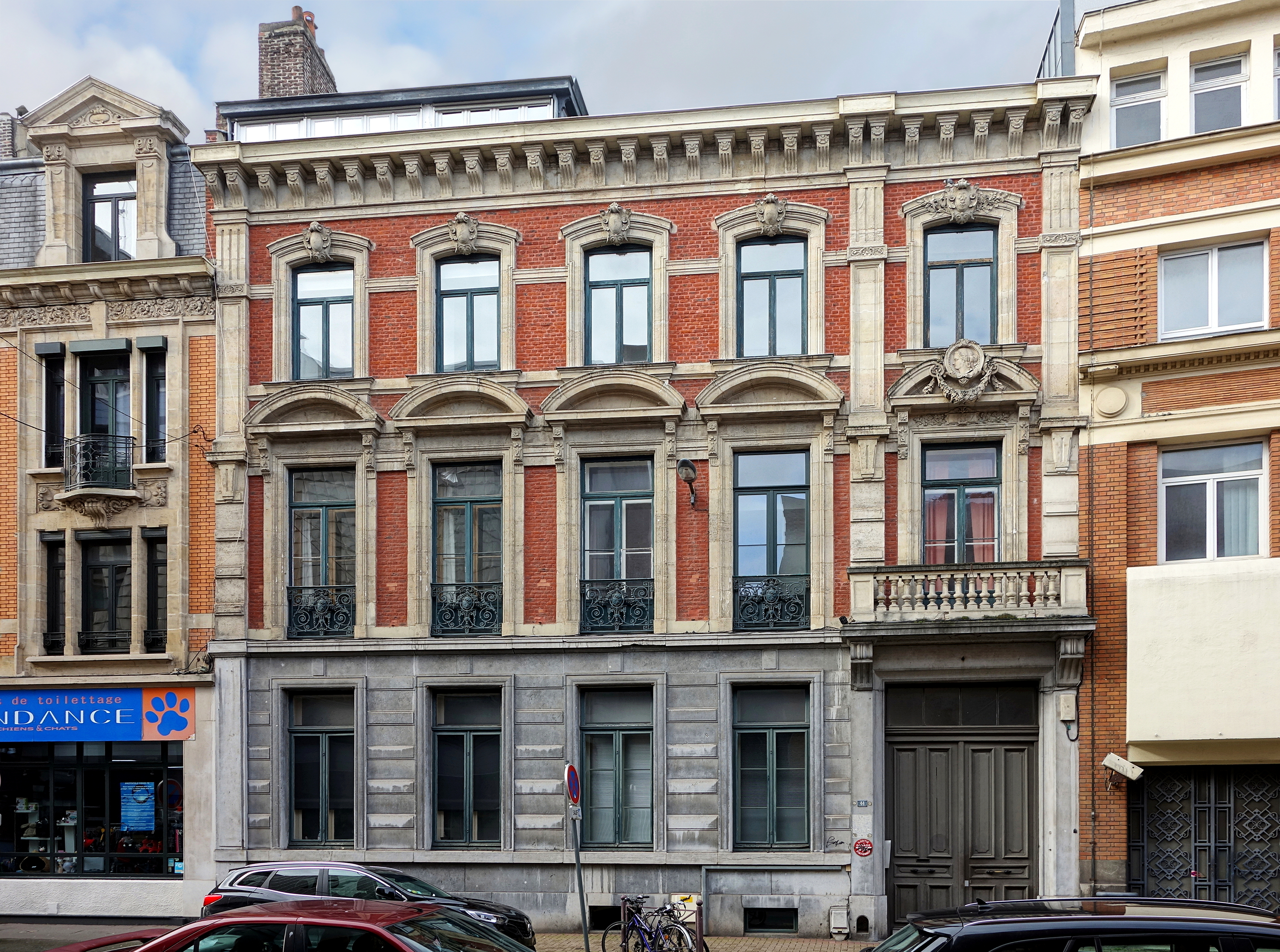
44 rue Jean sans peur
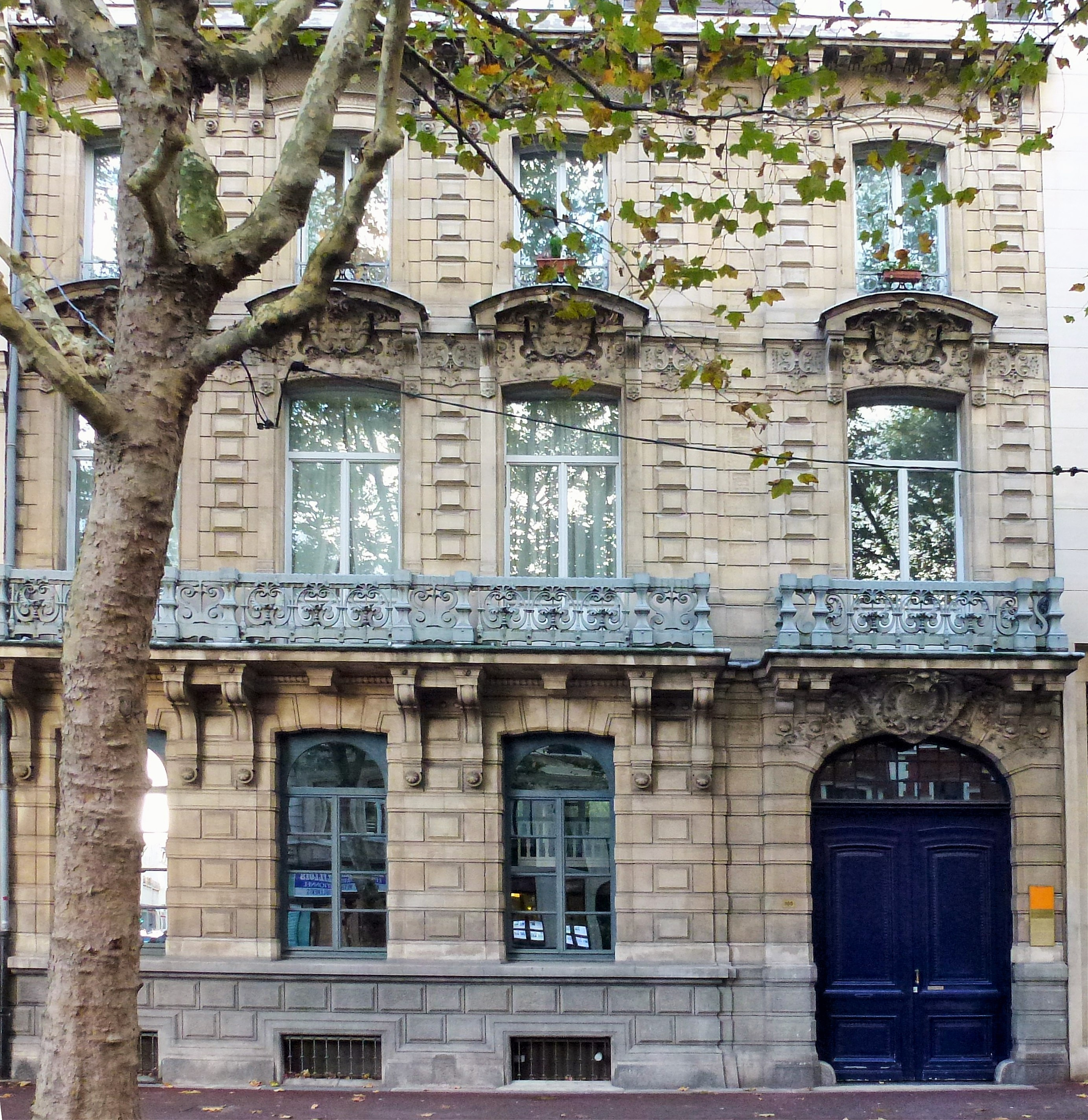
Hôtel Delbecque

### Les maisons de la petite et moyenne bourgeoisie
Contrairement à Paris, à Lyon et à quelques autres grandes villes, les matériaux locaux se prêtaient peu aux constructions de grande hauteur et les Lillois de la petite et moyenne bourgeoisie, également les ouvriers, restaient attachés à la maison de ville entre mitoyens.
Sur le terrain des anciennes fortifications et de l'ancienne zone non aedificandi à la lisière de Wazemmes, s'élèvent des maisons construites de la fin des années 1860 au début des années 1890 sur des parcelles généralement étroites le long de nouvelles voies. Ces maisons sont bâties sur des terrains sableux ou crayeux et non plus dans les zones inondables et marécageuses de la vieille ville. Elles ne nécessitent donc plus de fondations sur pieux de chêne. Ces maisons, généralement de deux étages sur rez-de-chaussée, sont en briques, seul matériau économique disponible, le grès d'Artois, la pierre de Lezennes, le chêne des poutres, l'orme des planchers ayant disparu avec l'épuisement des carrières et le défrichement des forêts. Les briques des façades sur rue sont recouvertes de stuc ou de badigeon pour feindre un décor sculpté dans la pierre, celles des façades sur jardin ou sur cour étant simplement peintes ou sommairement badigeonnées. Seules des dalles de pierre bleue recouvrent la maçonnerie du soubassement. 
Le plan s'efforce d'imiter sur des surfaces réduites (largeur de façade généralement d'environ 6 mètres parfois plus), celui des hôtels particuliers, avec une pièce de réception sur rue, le salon, utilisée dans les grandes occasions, suivie d'une salle à manger et d'une troisième pièce ou véranda donnant sur la cour. Des pièces de service étroites, cuisine, arrière-cuisine, buanderie, lieu d'aisance sur fosse septique à l'extrémité, longent la cour dans une disposition en marteau. La porte sur rue s'ouvre sur un couloir avec escalier donnant accès aux chambres aux étages parfois à un appartement de location distinct. Dans ce cas, la disposition du rez-de-chaussée est souvent reproduite dans cet appartement à l'étage avec un salon « naphtaliné » sur rue, salle-à-manger-cuisine, chambre à l'arrière. Une cave abrite la réserve à charbon, les victuailles, le vin.
Ces maisons sont en majorité de 2 étages, parfois un seul ou 3, dans ce cas avec appartements de location. Les combles ont parfois été surélevés pour ajouter des chambres mansardées.

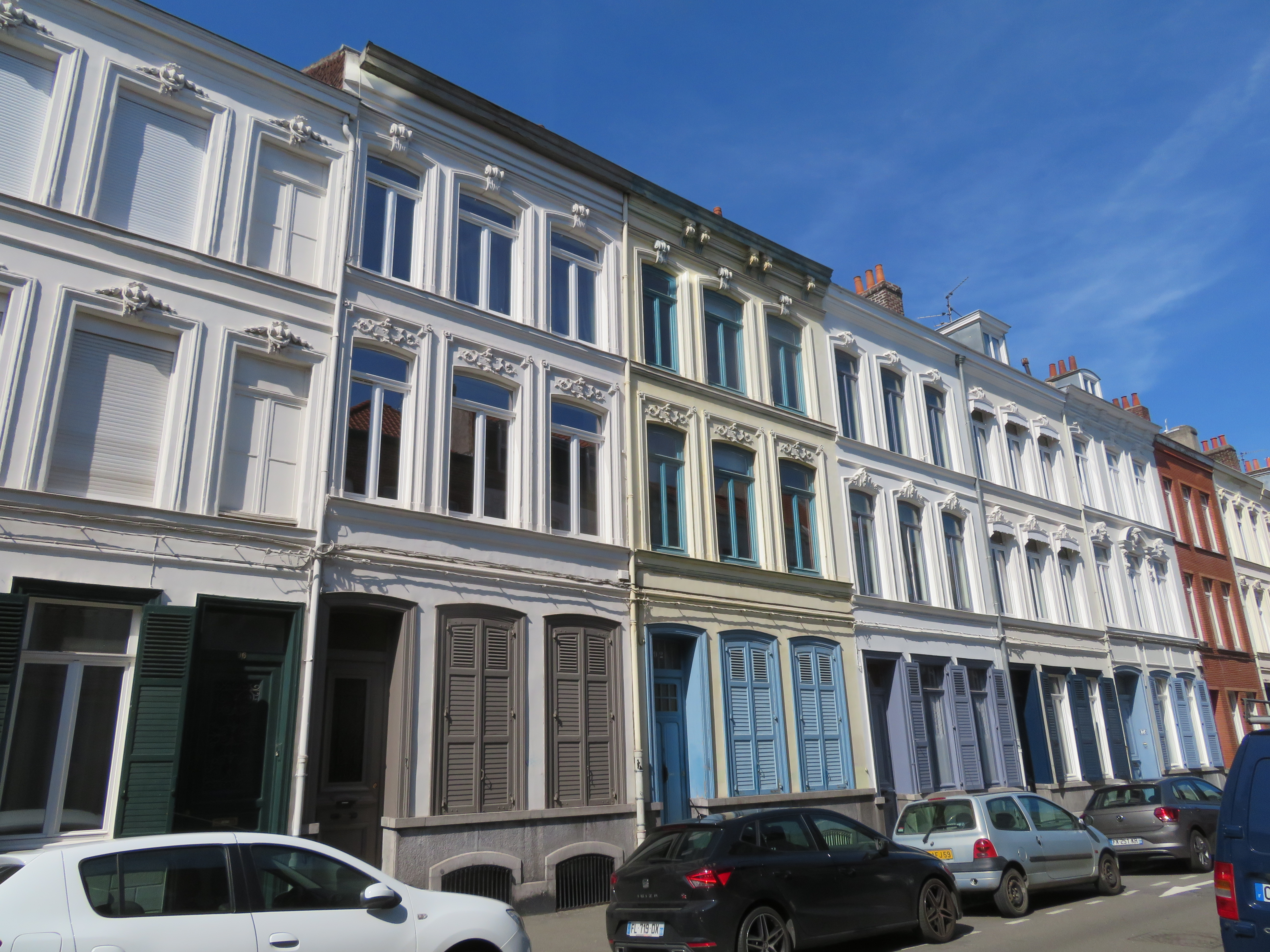
Maisons rue Caumartin édifiées vers 1880
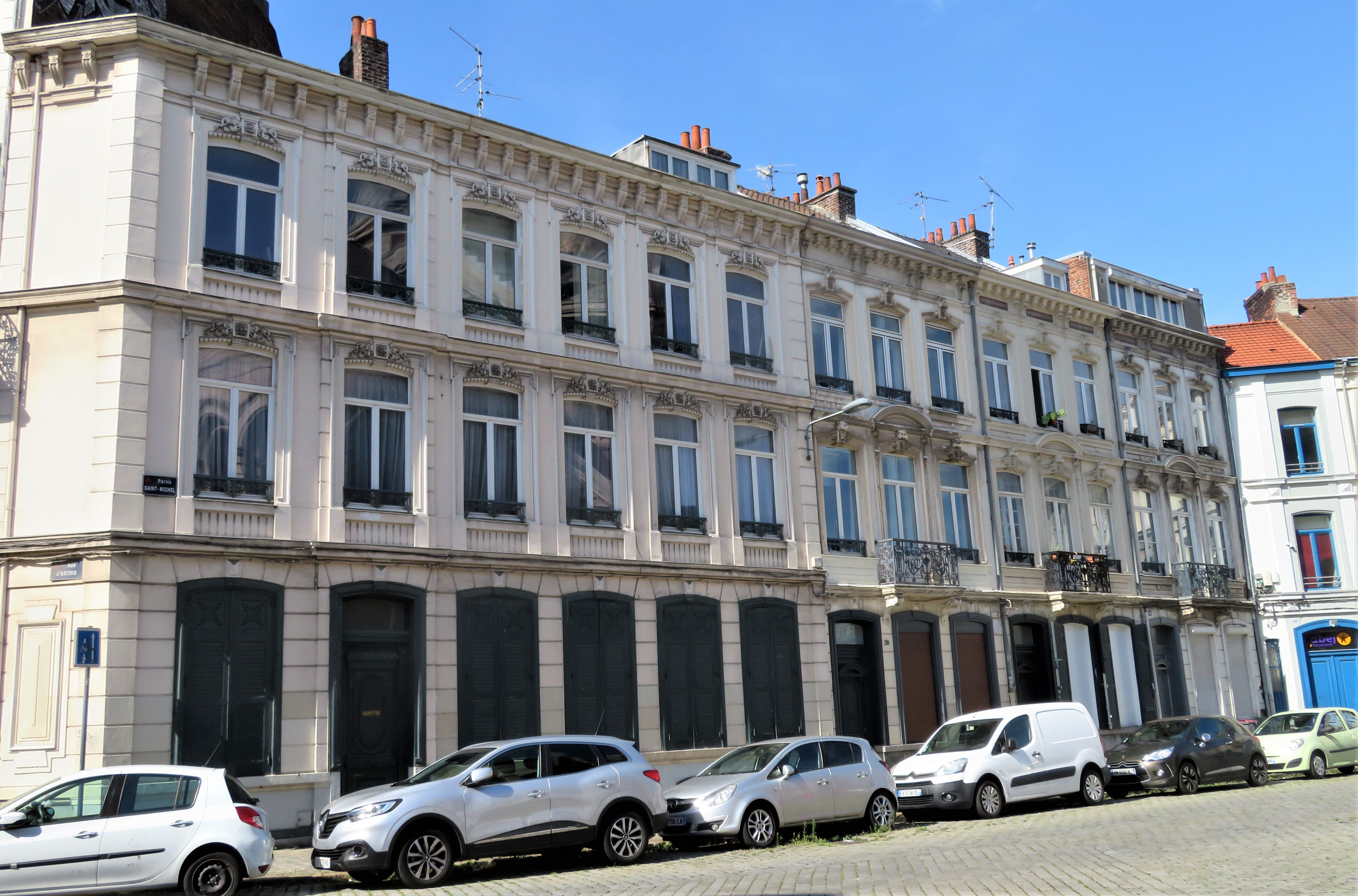
Place Saint-Michel
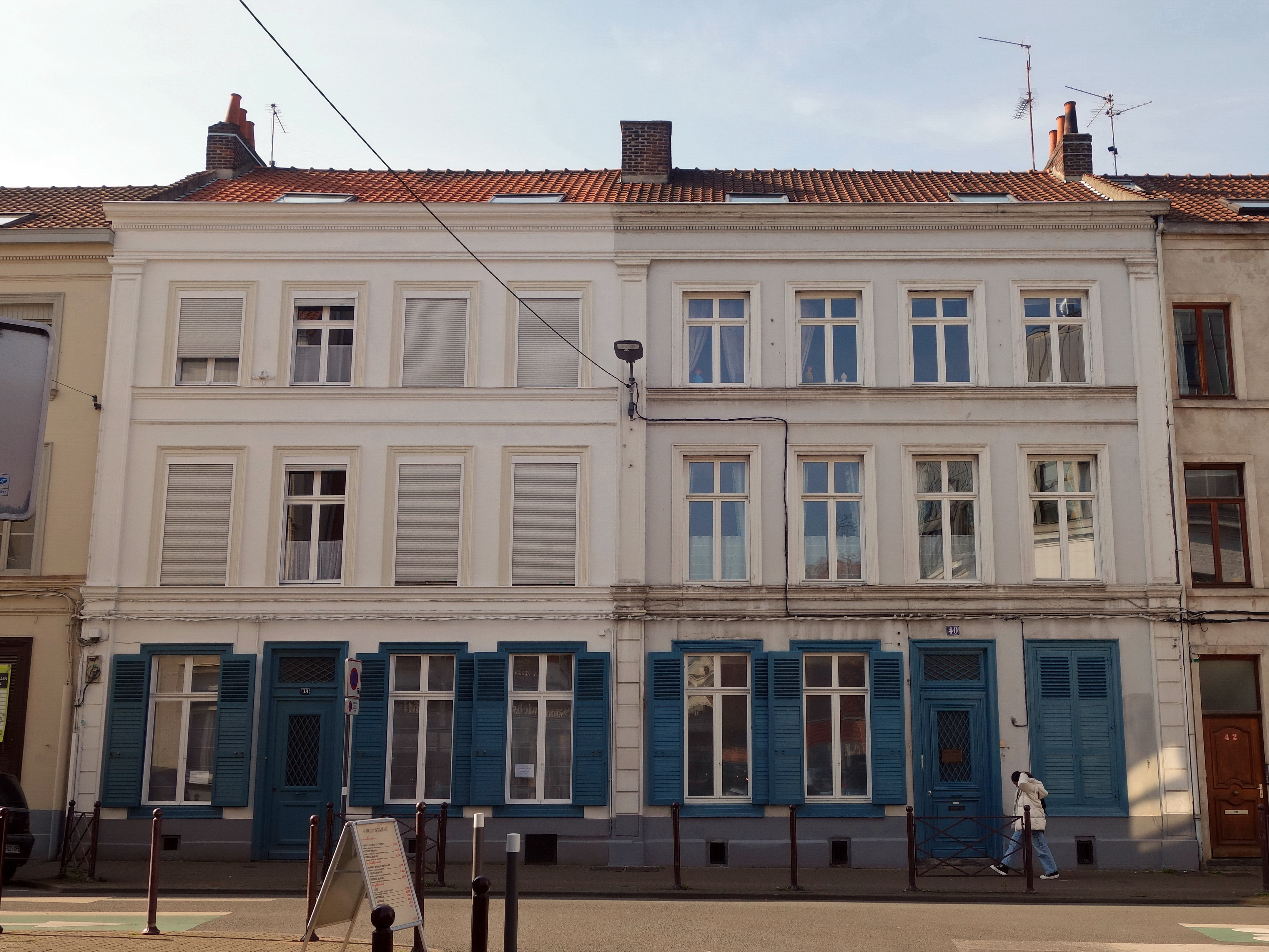
Maisons rue Colbert

### Les bâtiments publics
La nouvelle préfecture construite à la fin des années 1860 dans un style Napoléon III assez lourd, le palais des Beaux-Arts et l'hôtel des Postes entourent la place de la République, vaste espace dégagé au sud de l'ancienne porte de Béthune.
L'espace entre l'ancienne ville au nord-est, Wazemmes au sud-ouest se construit assez lentement et il restait encore des espaces libres une vingtaine d'années après l'agrandissement. 
Les facultés catholiques et d'autres établissements d'enseignement sont construits au début des années 1880 dans un style néo-gothique dans le quartier Vauban. 
Une dizaine d'années plus tard, les facultés de droit et de lettres sont transférés de l'Université de Douai, la faculté des sciences quitte les locaux exigus du lycée Faidherbe et une faculté de médecine est créée pour former l'Université d'État installée dans des bâtiments édifiés dans le quartier Saint-Michel entre le boulevard de la Liberté et la rue Solférino dans une architecture monumentale inspirée de l'Antiquité grecque. D'autres établissements scolaires laïques sont également construits à la même époque dans ce quartier, école primaire supérieure de garçons Franklin, école primaire supérieure de filles Jean Macé, plusieurs écoles primaires dont celle de la rue Fabricy, l'institut industriel du Nord ouvert en 1872, l'école des Arts et métiers de Lille ouverte en 1900.

### Le logement ouvrier
La population de Lille  passe de 123 000 à 220 000 habitants de 1861 à 1901 (non compris les communes de banlieue) dont environ une moitié employée dans l'industrie.

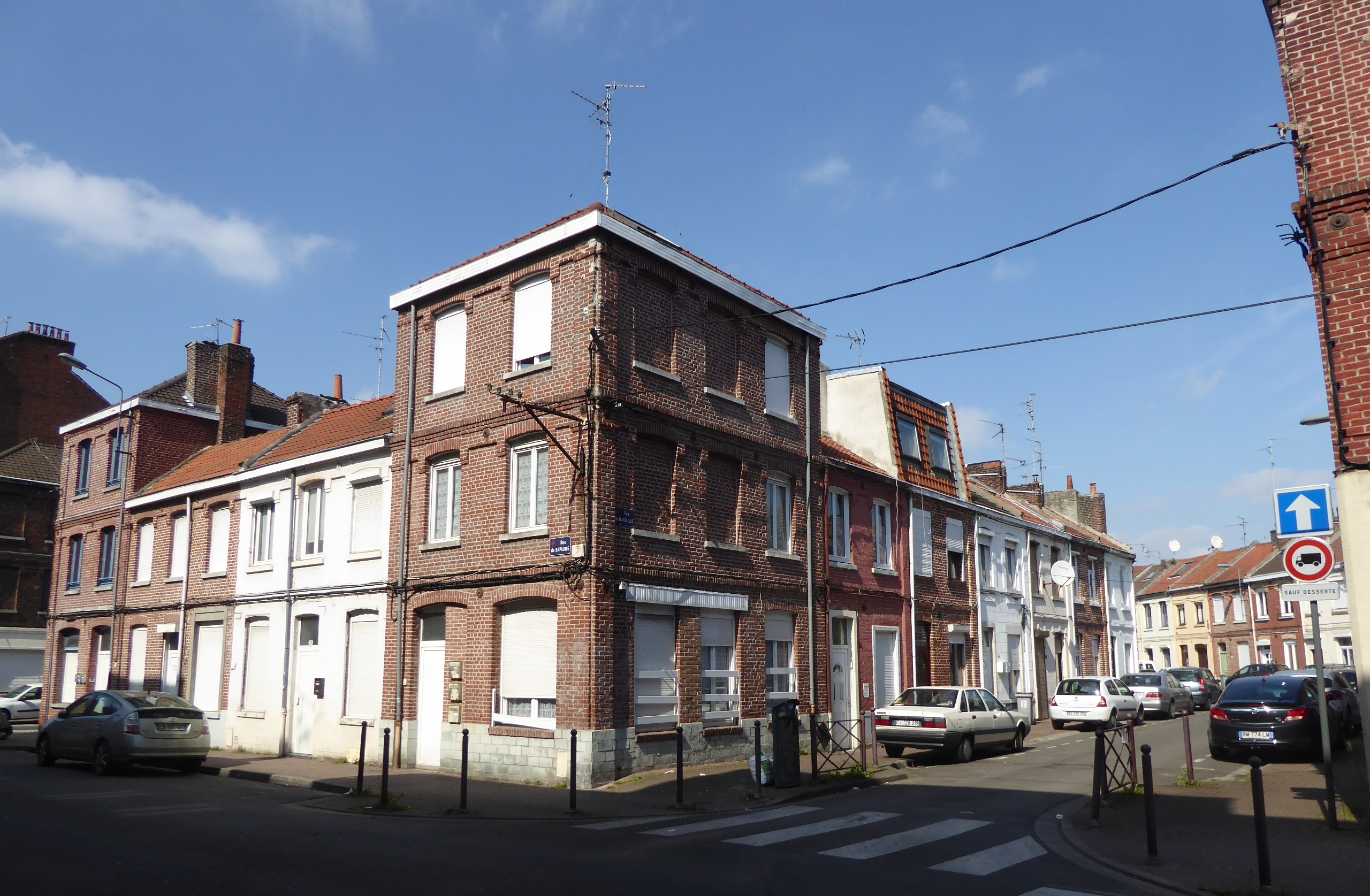
maisons de la Compagnie immobilière

Malgré quelques initiatives, telles que la Cité philanthropique, l’ensemble de maisons construit à Moulins par la Compagnie immobilière de Lille de 1869 à 1871 ou certaines cités salubres créées par des industriels (cité Thiriez à Loos), l’agrandissement de la ville n’a guère amélioré le logement ouvrier, à l'exception de la suppression de l'habitat dans les caves de la ville ancienne. Les courées s’étendent à ces nouveaux quartiers. En 1911, sur 728 à Lille, il en existait 244 à Wazemmes, 90 à Moulins-Lille, 93 à Fives, 61 à Esquermes.  
L'agrandissement fut un espoir déçu. À l'énorme population ouvrière, on n'eut à offrir que « des taudis plus infects que ceux du Vieux Lille ».
La majorité des nouveaux logements dans l’espace agrandi de la ville ou les quartiers extérieurs à la nouvelle enceinte (Fives, Canteleu, faubourgs du sud) et en banlieue sont des maisons de briques construites à l’économie  par de petits rentiers ou par des industriels en rangées adossées à l’usine. Ces petites maisons mitoyennes, de façade sur rue de 4 à 6 mètres, la plupart d'un étage avec pièces mansardées sous comble ou simple grenier, datent de la deuxième moitié du XIXe siècle et du début du XXe siècle. Elles comprennent généralement deux petites pièces au rez-de-chaussée, une arrière-cuisine ou une buanderie dans une petite cour, deux chambres à l'étage, parfois une ou deux chambres mansardées. Ces maisons, la majorité des logements de Wazemmes, Moulins-Lille, Fives, des Bois-Blancs et de la banlieue, plus nombreuses que celles de la petite bourgeoisie des années 1860-1880 bâties au sud-ouest de l'ancien rempart et que les maisons d'architecture éclectique, constituent, en quelque sorte, l'architecture vernaculaire de la métropole. 

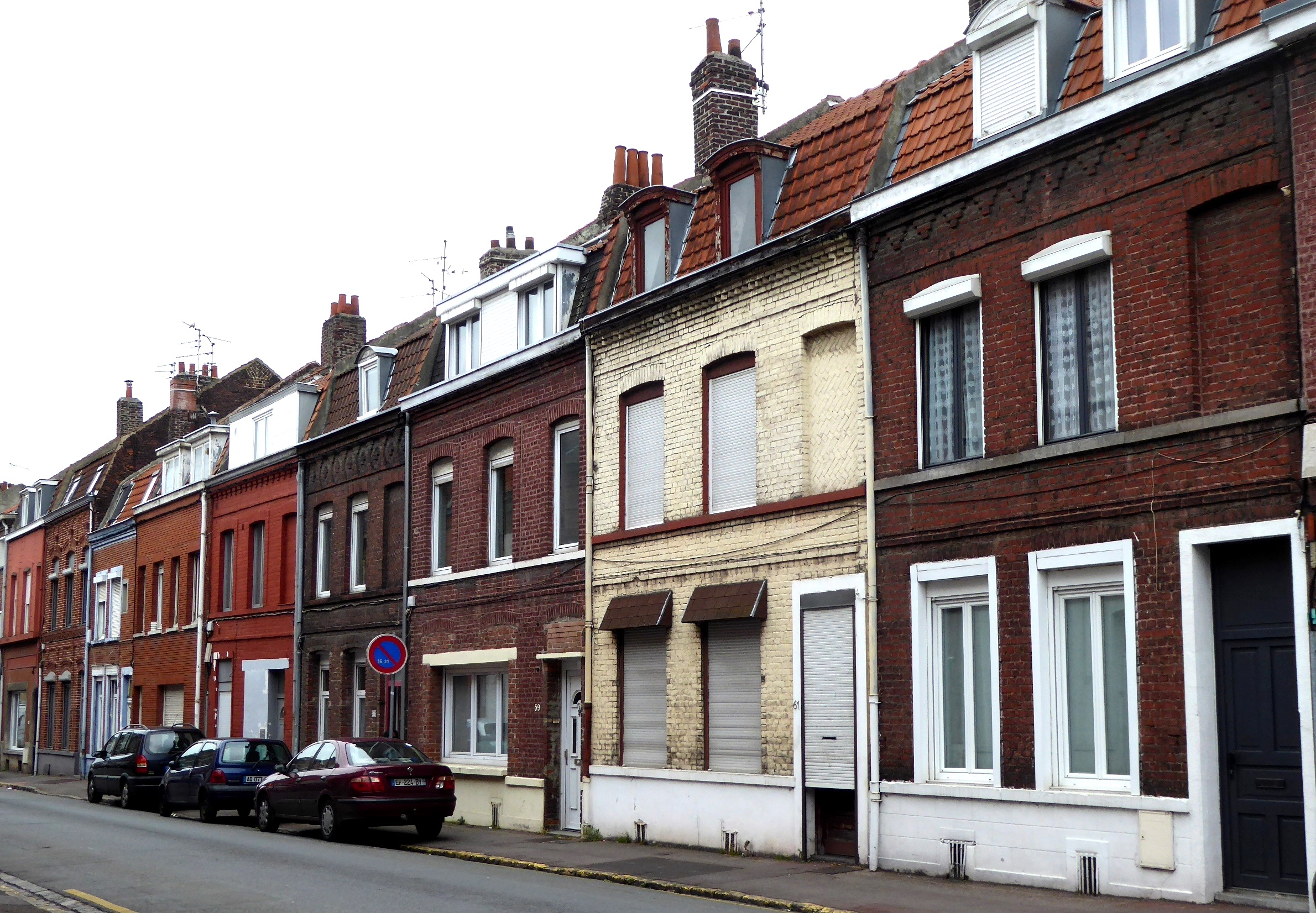
Rue Malesherbes à Fives
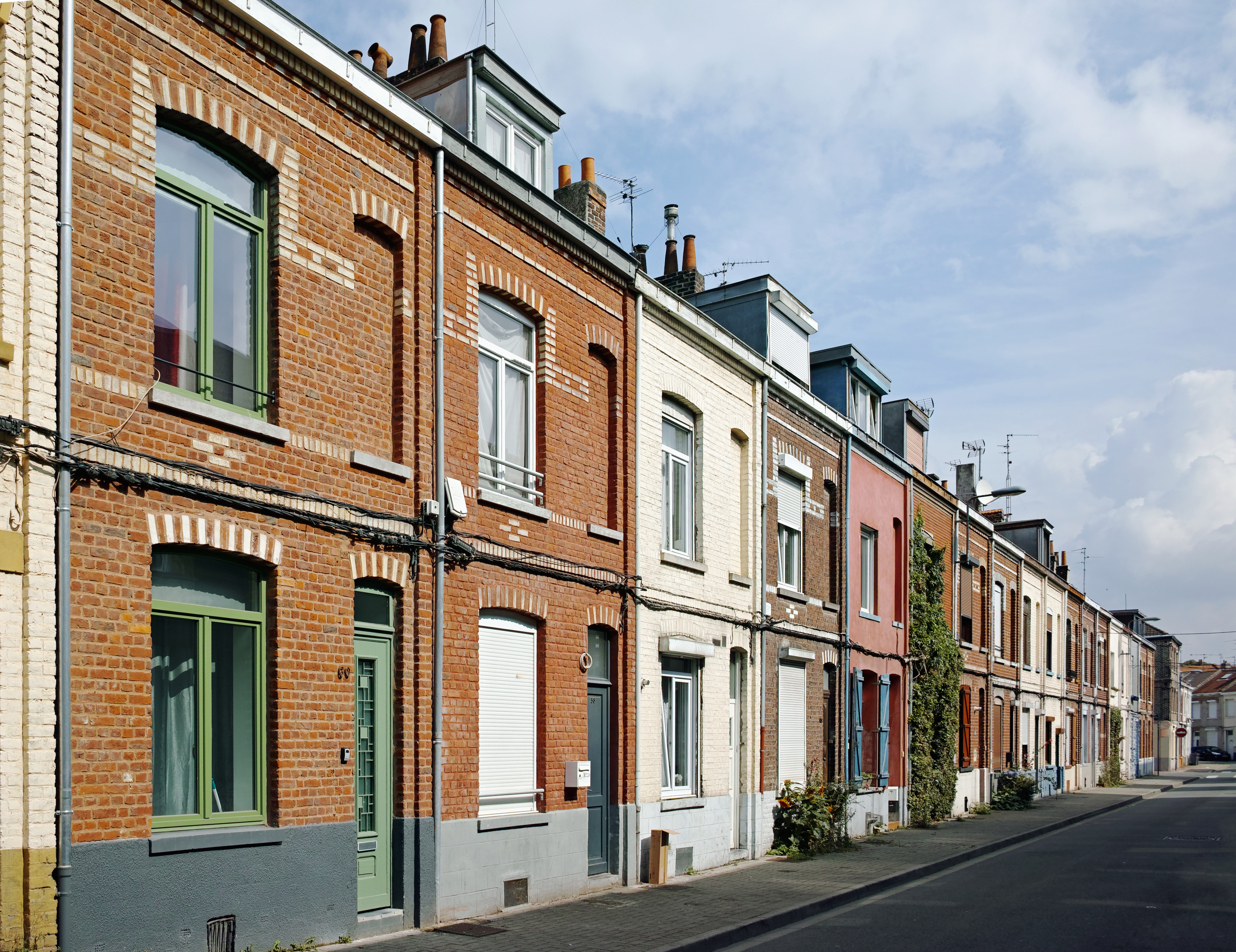
Rue Albert Samain à Moulins-Lille
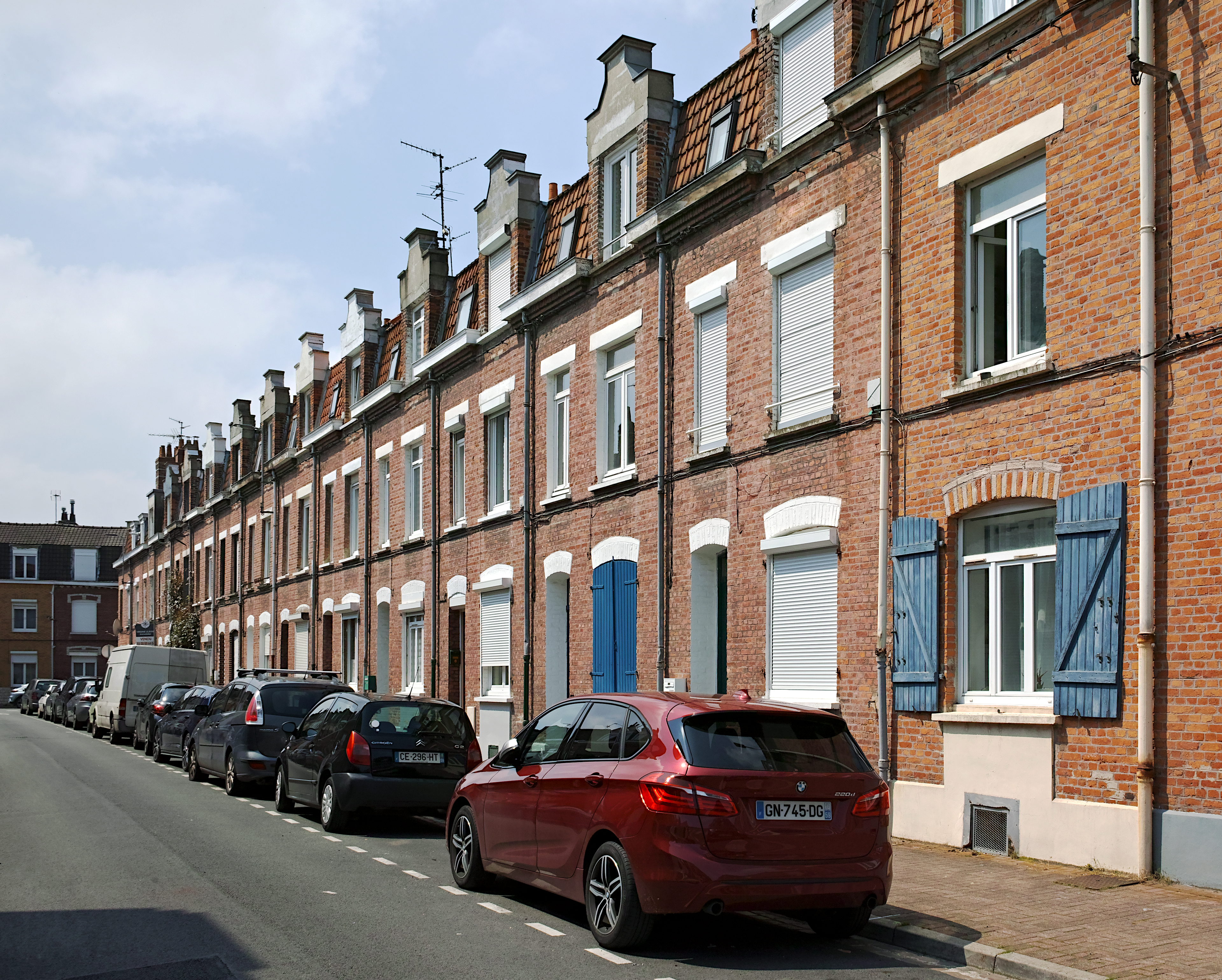
Rue Bouguereau aux Bois-Blancs
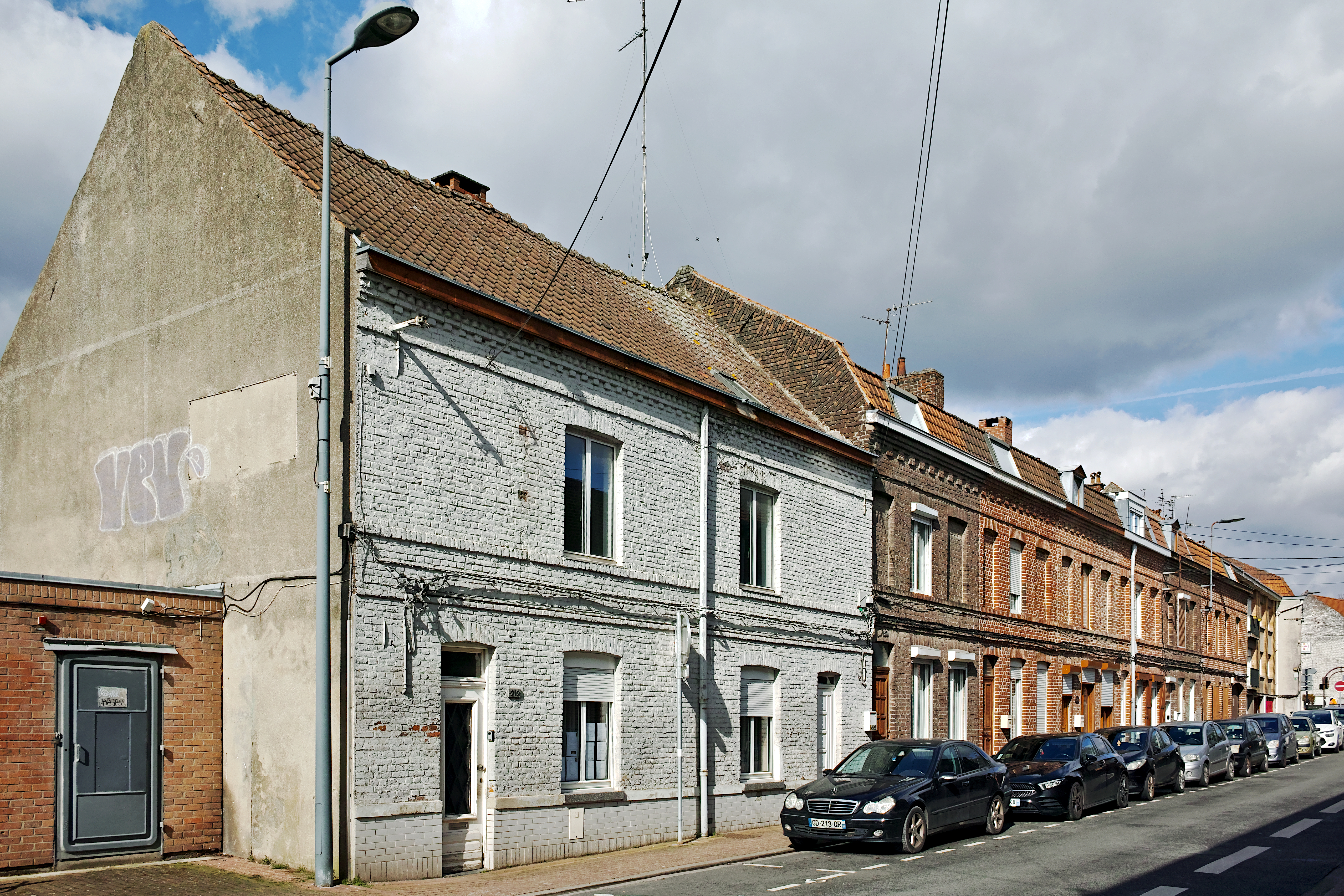
Rue Faidherbe à Hellemmes

## La maison éclectique
L'architecture éclectique fait suite à celle des années 1860 à 1880 et se poursuit jusque vers 1930.
À la fin du XIXe siècle, l'industrie produit de nouveaux matériaux, briques vernissées et émaillée, ferronneries, menuiseries et terres cuites décoratives, vendus sur catalogue. Ces éléments de construction permettent une variété d'ornementation. Les maisons d'architecture éclectique combinent des éléments de styles historiques variés et de régionalisme flamand. Un règlement de voirie de 1897 autorise l'utilisation du comble ce qui permet des lucarnes pignon  coiffant la grande travée de la façade sur rue, des balcons à 4 mètres du sol avec des largeurs égales au 1/20 de celle des rues de moins de 20 mètres et permettent d'établir des bow-windows. Le plan de la maison éclectique est sensiblement celui de la maison bourgeoise de la période précédente mais des surfaces vitrées plus vastes donnent un meilleur éclairage intérieur.. 
L'architecture Art Nouveau est relativement peu représentée à Lille à l'exception de l'hôtel Castiaux précurseur de ce style, du chef-d'œuvre de la Maison Coilliot ou dans une fusion de l'Art nouveau avec le régionalisme dans certaines maisons de style éclectique.
Les maisons éclectiques sont construites sur les terrains disponibles à la fin XIXe siècle à la périphérie des zones plus anciennement urbanisées de Moulins et de Wazemmes, à Vauban-Esquermes, Saint-Maurice-Pellevoisin (où le lotissement de la rue Gounod est emblématique) et dans les communes de banlieue. Il en existe quelques-unes à Fives, très peu dans le Centre.  

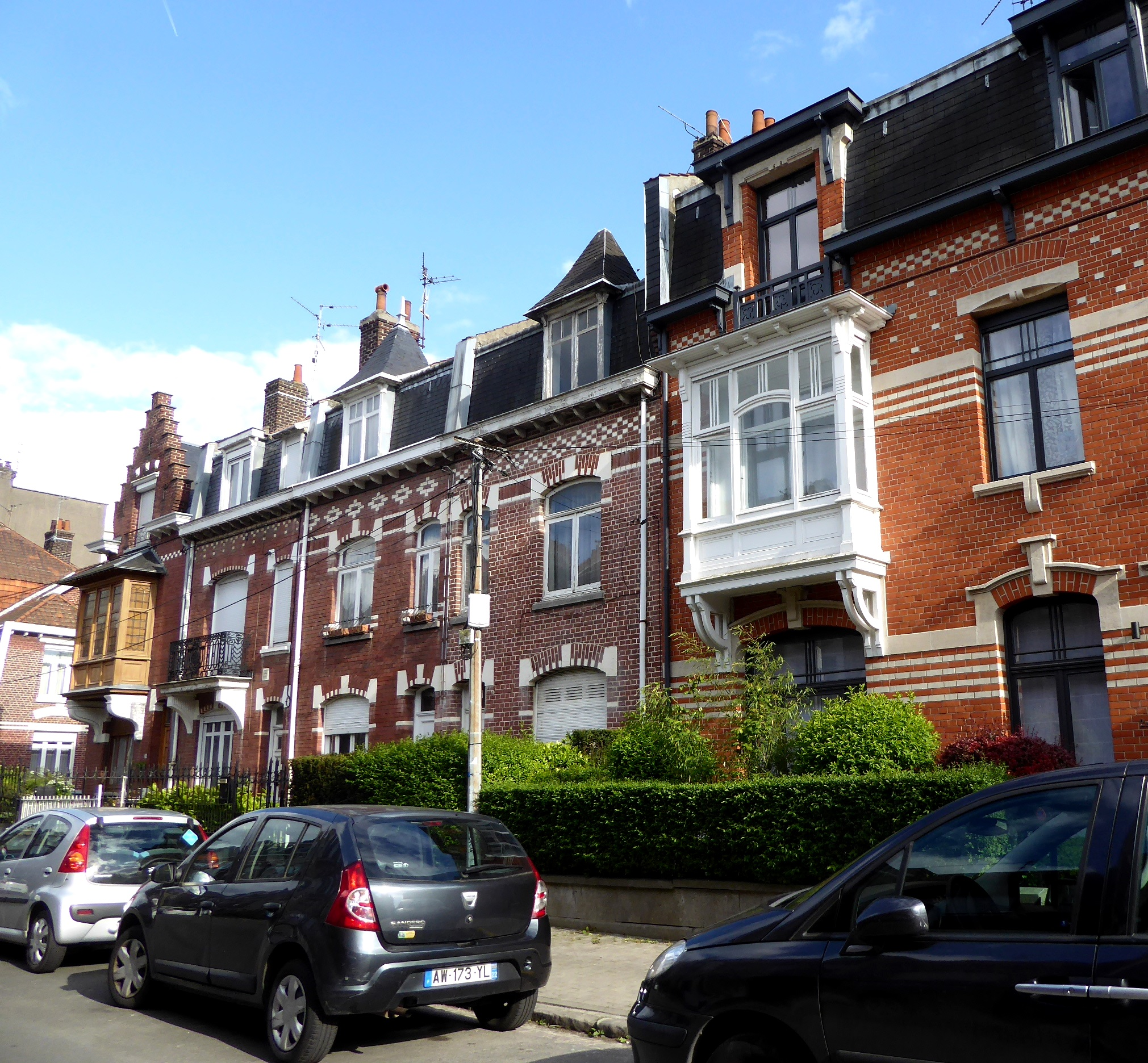
Rue Marengo à Fives
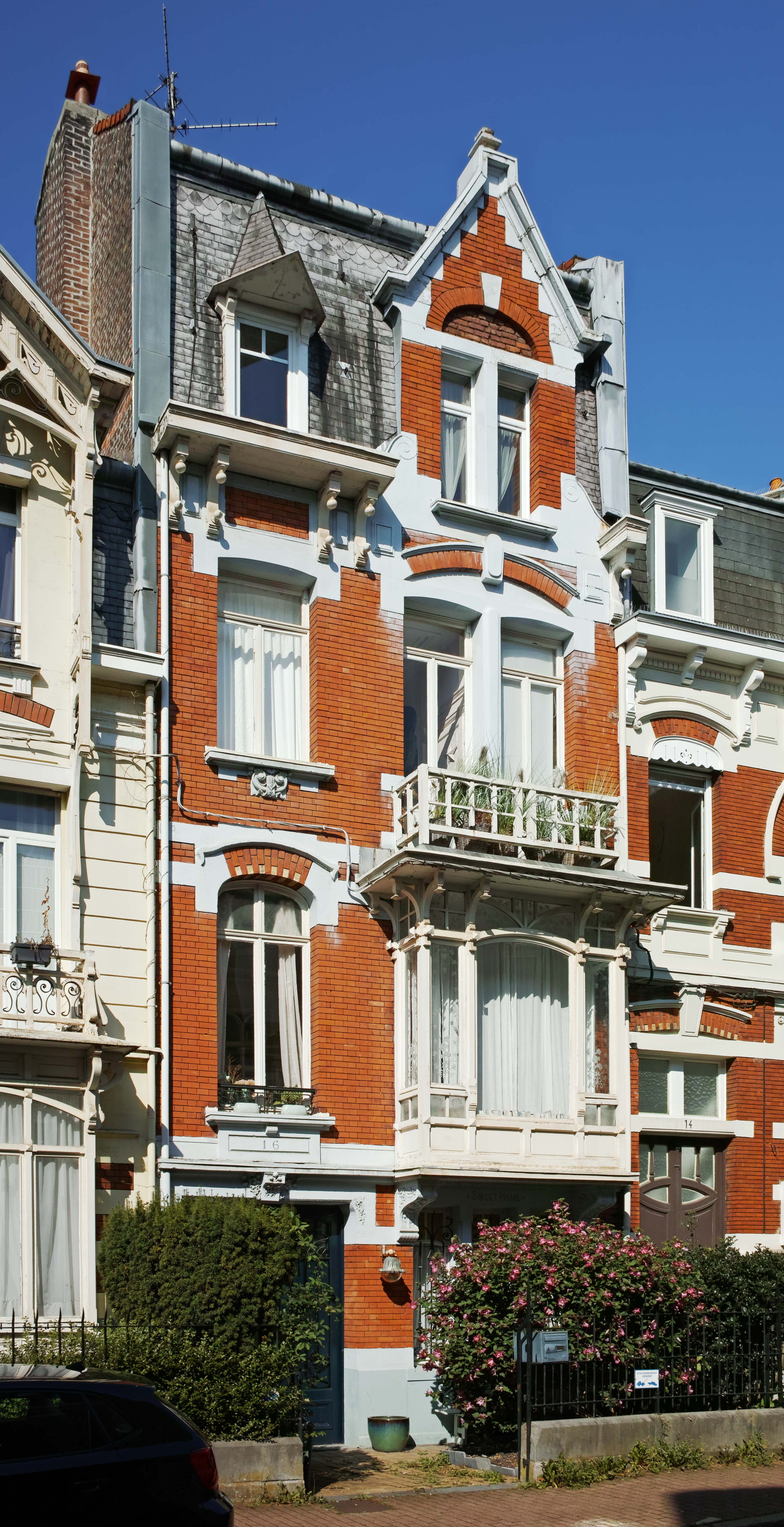
16 rue Gounod
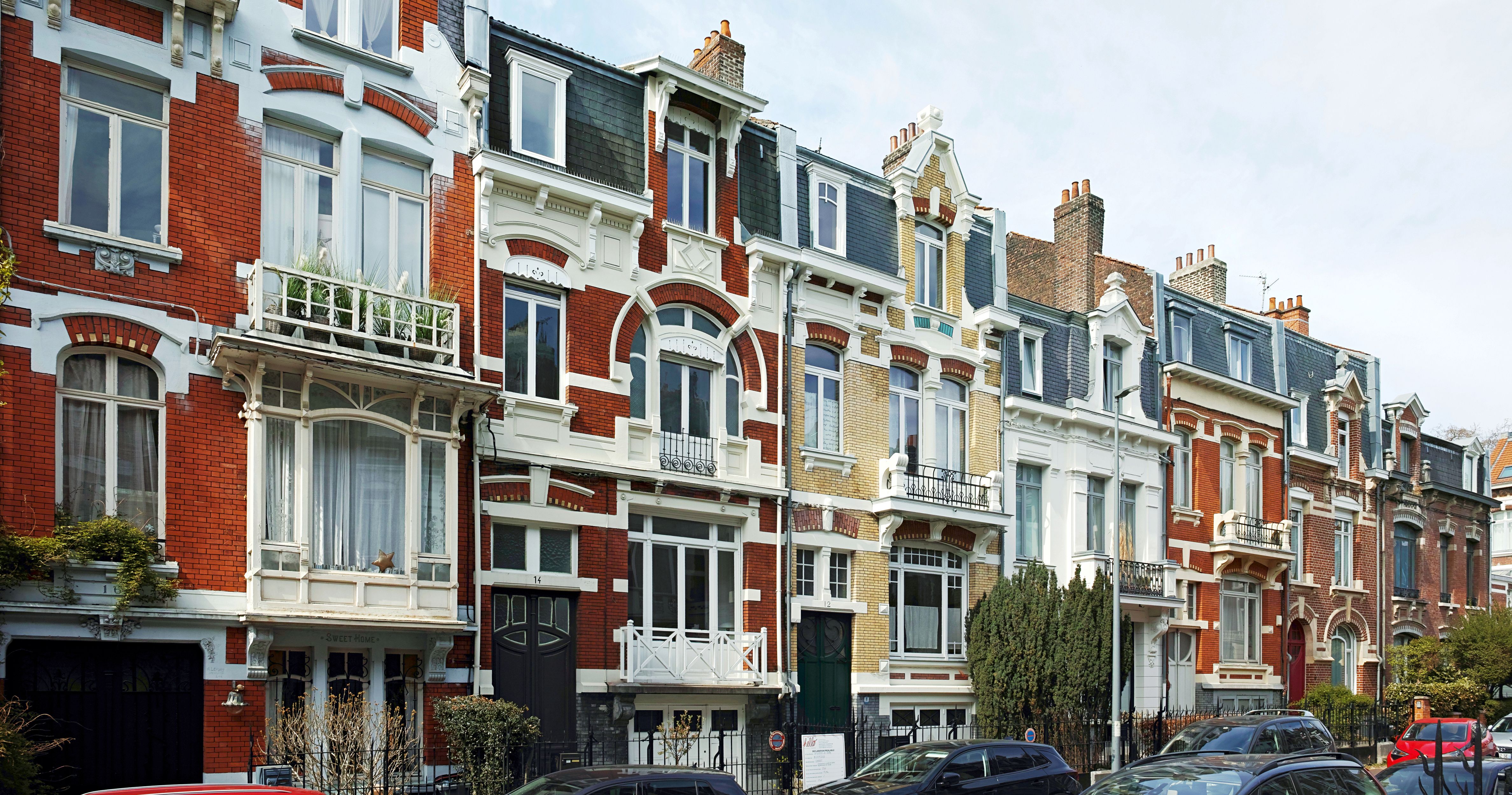
4 à 16 rue Gounod
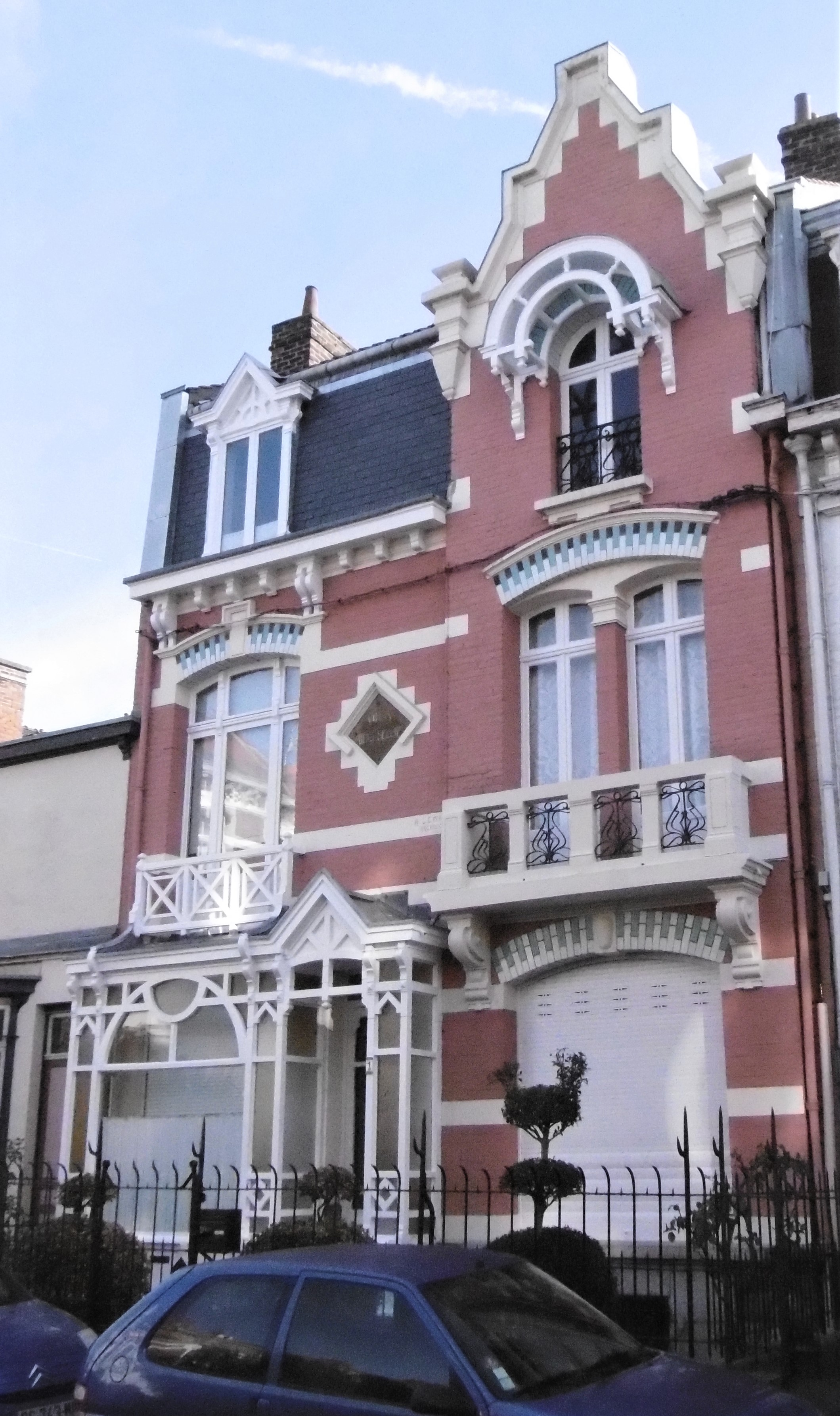
1 rue Gounod

Des édifices plus importants de style éclectique, hôtels particuliers et immeubles à loyers, sont construits autour de 1900, boulevard de la Liberté, boulevard des Écoles (actuel boulevard ou parc Jean-Baptiste Lebas), boulevard Vauban, à l’angle de la rue Gounod et de la rue du Faubourg de Roubaix.

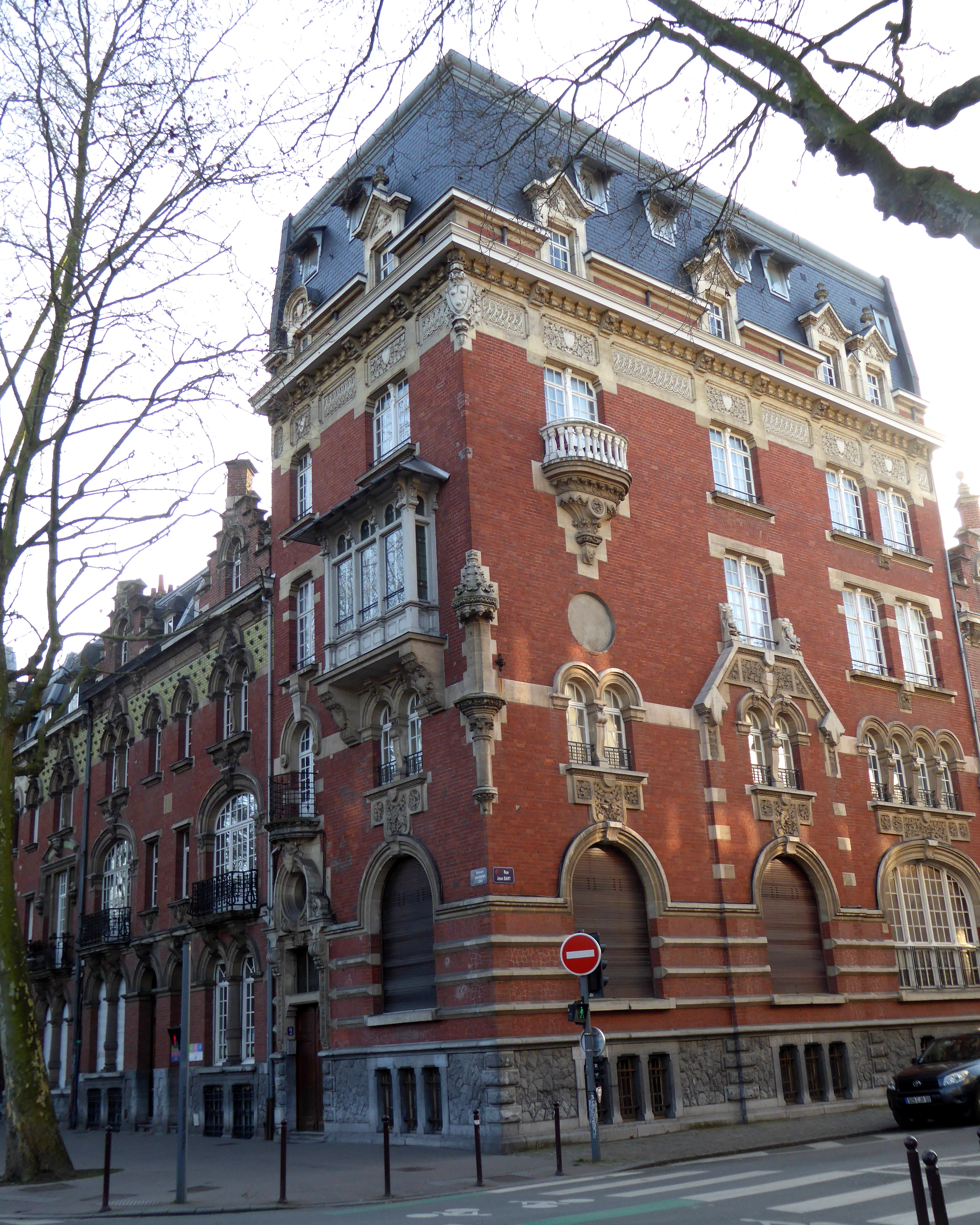
Angle rue Jean-Bart
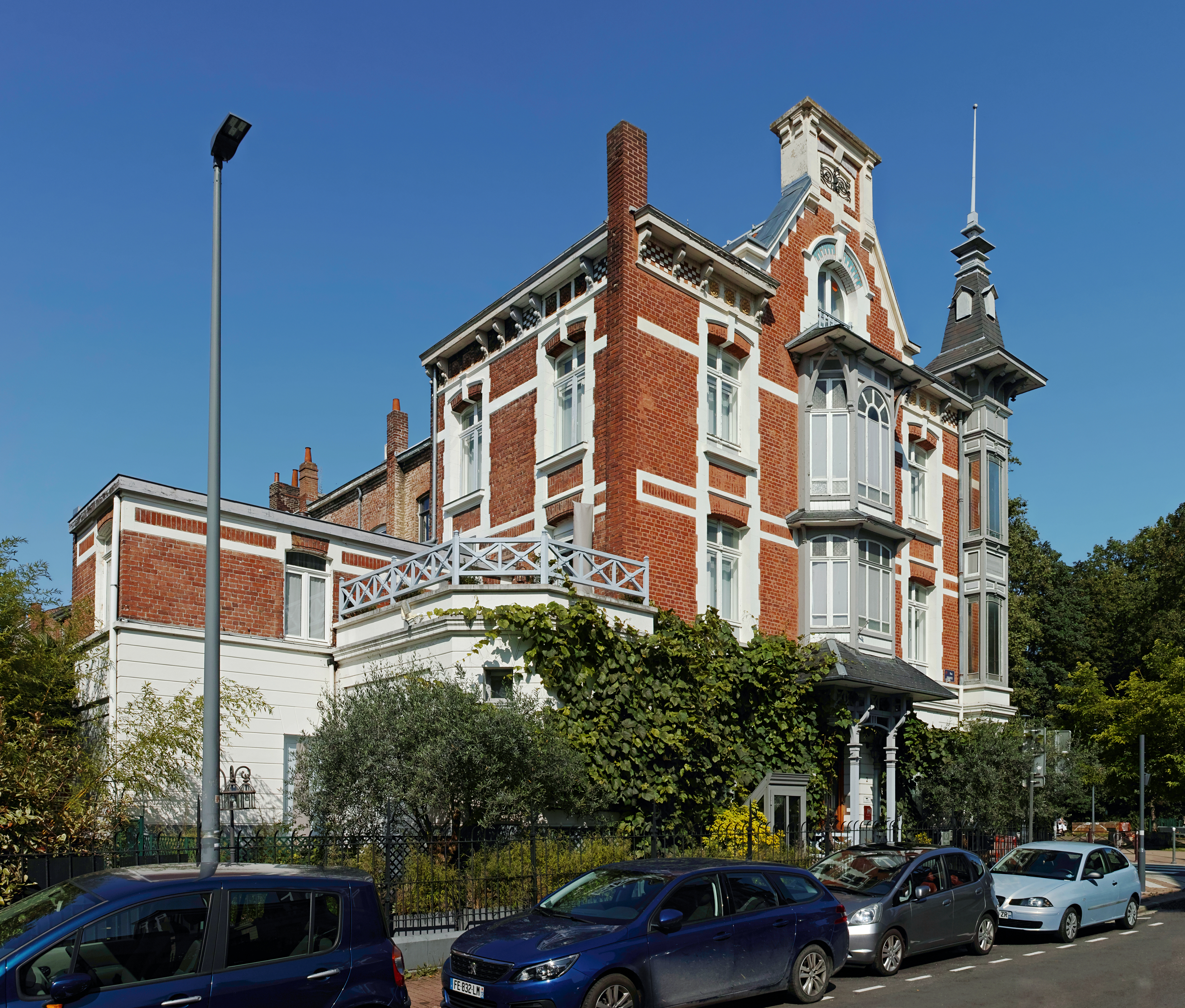
Hôtel particulier 2 rue Gounod
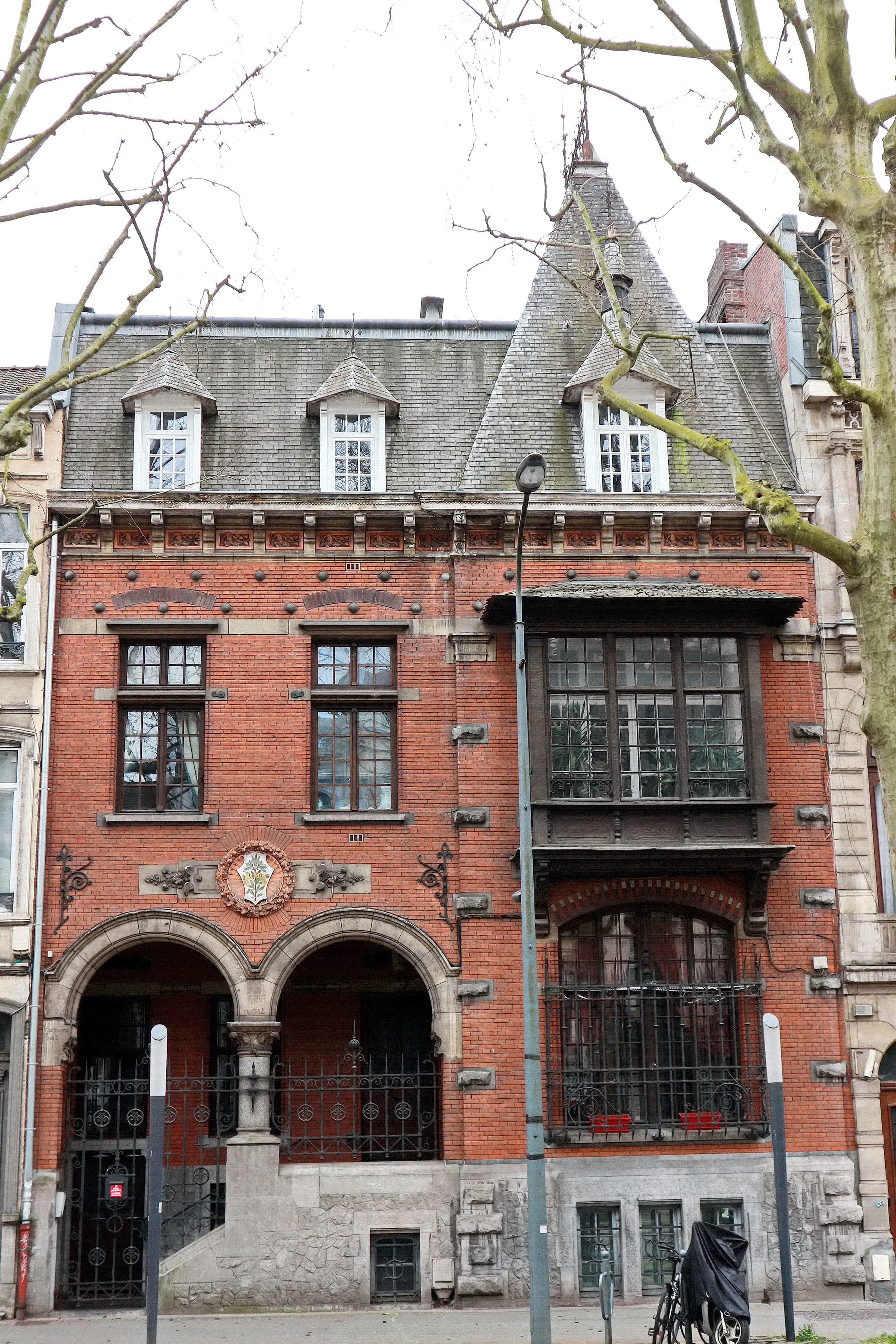
Hôtel particulier Bd de la Liberté
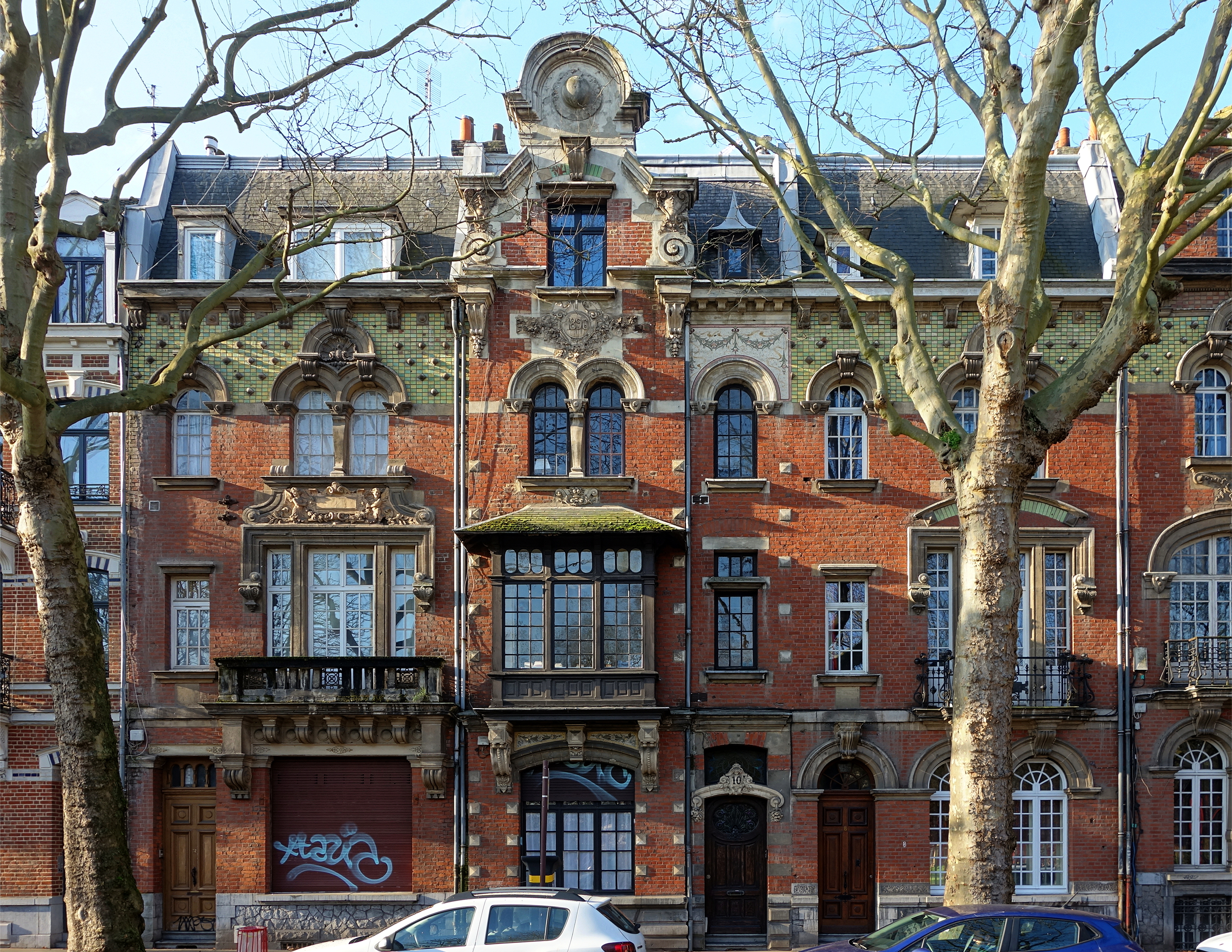
Maisons 8-12 Bd Jean-Baptiste Lebas

## L'entre-deux-guerres

### Les reconstructions des quartiers dévastés
Les bâtiments détruits  autour de la gare (celle-ci épargnée) par les bombardements du siège de 1914, soit une grande partie de la rue Faidherbe, le côté sud de la place de la gare, la rue du Vieux-Marché-aux-Moutons, la rue de Paris au nord et au sud du parvis Saint-Maurice (de la place du Théâtre à la rue du Molinel) et les rues environnantes, également le sud de la rue de Béthune sont reconstruits au cours des années 1920 dans des styles art-déco, régionaliste néo-flamand ou la combinaison des deux et dans un format d'immeubles haussmanniens auparavant limité à la seule rue Faidherbe et à la partie nord de la place de la gare, le long de voies créées (rue du Molinel prolongée jusqu'à la rue de Tournai, rue Charles-Saint-Venant) ou élargies. Par exceptions quelques maisons ou immeubles étroits se sont intercalés sur des parcelles réduites entre grands immeubles

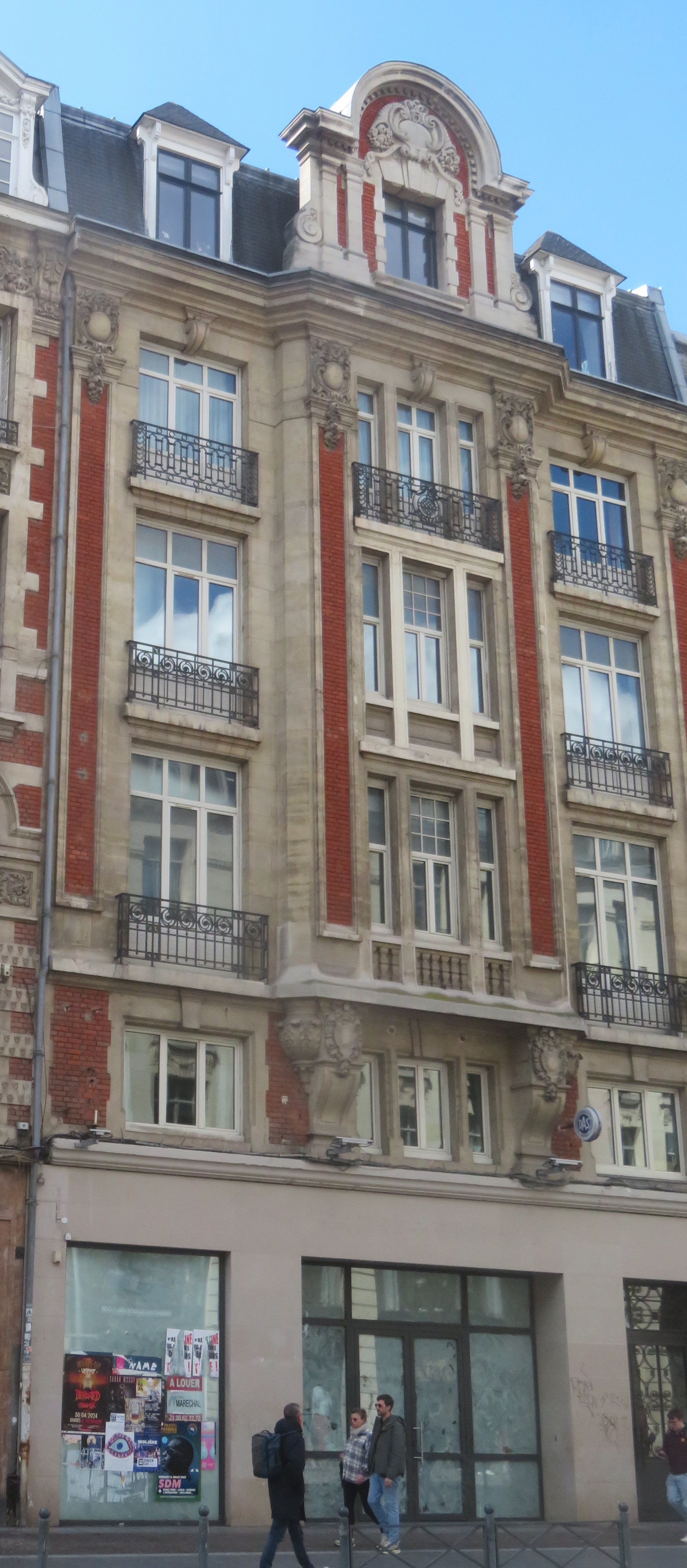
Immeuble néoflamand rue Faidherbe
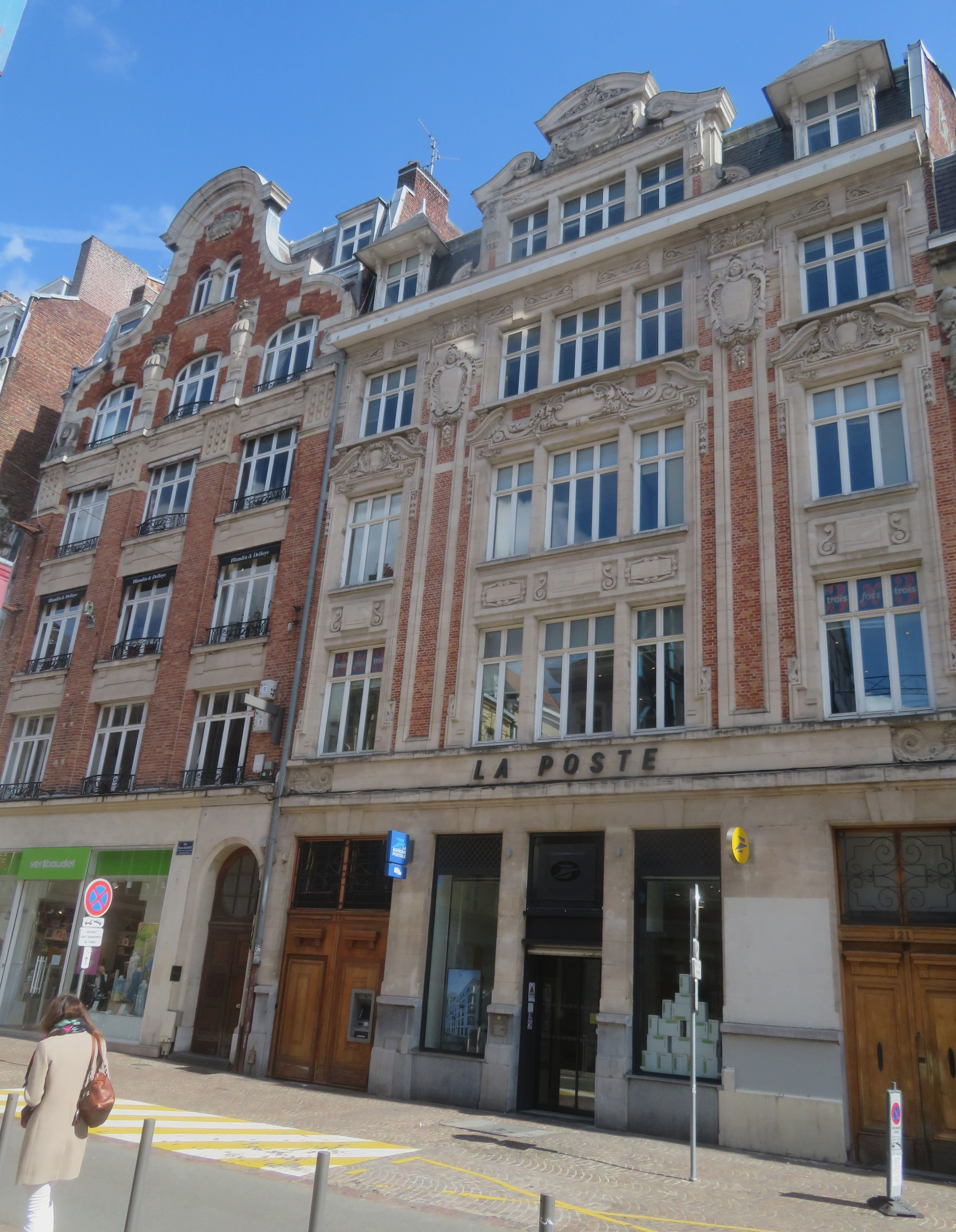
Immeuble néoflamand rue de Paris
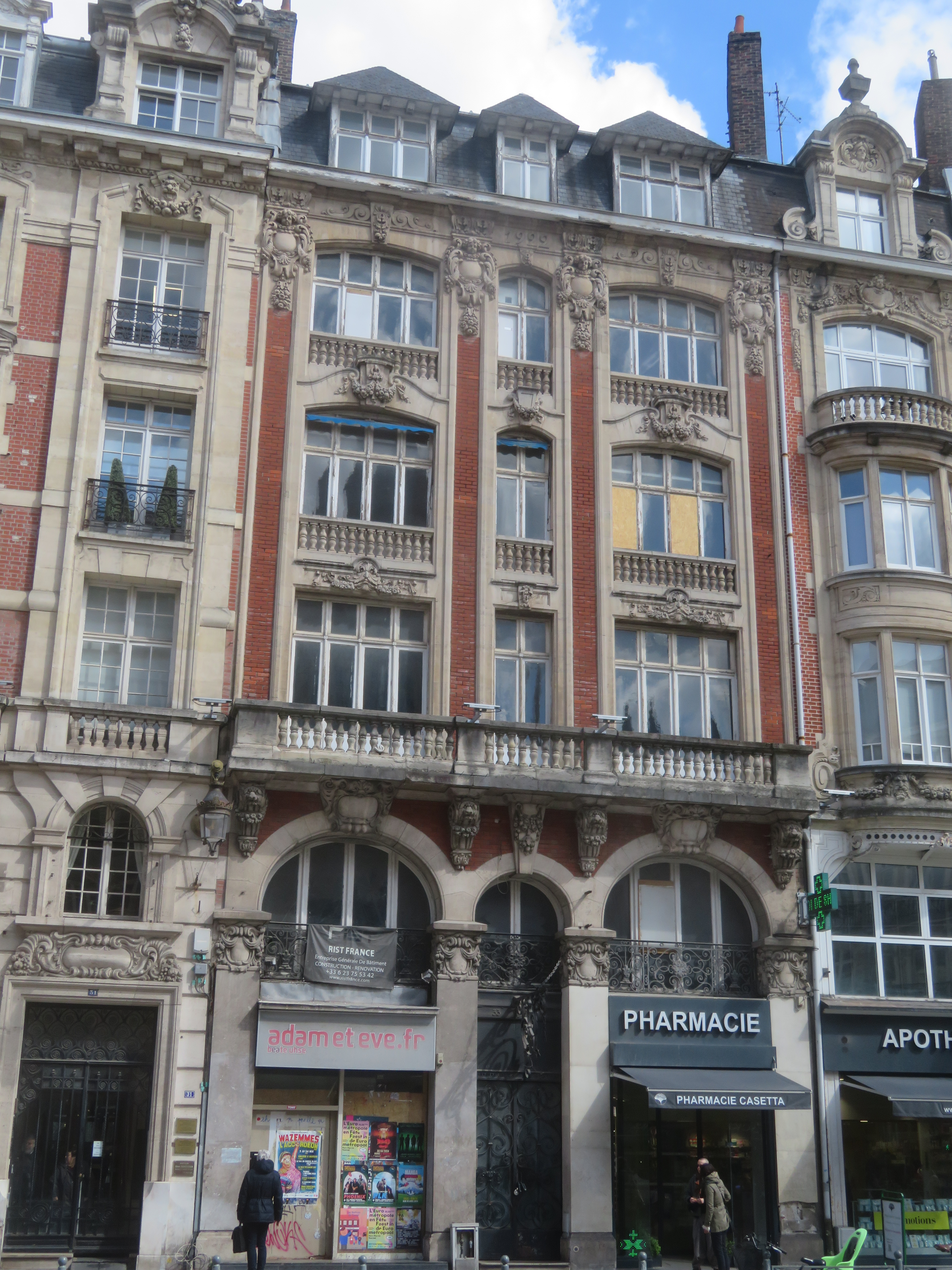
Immeuble néoflamand 31 Rue Faidherbe
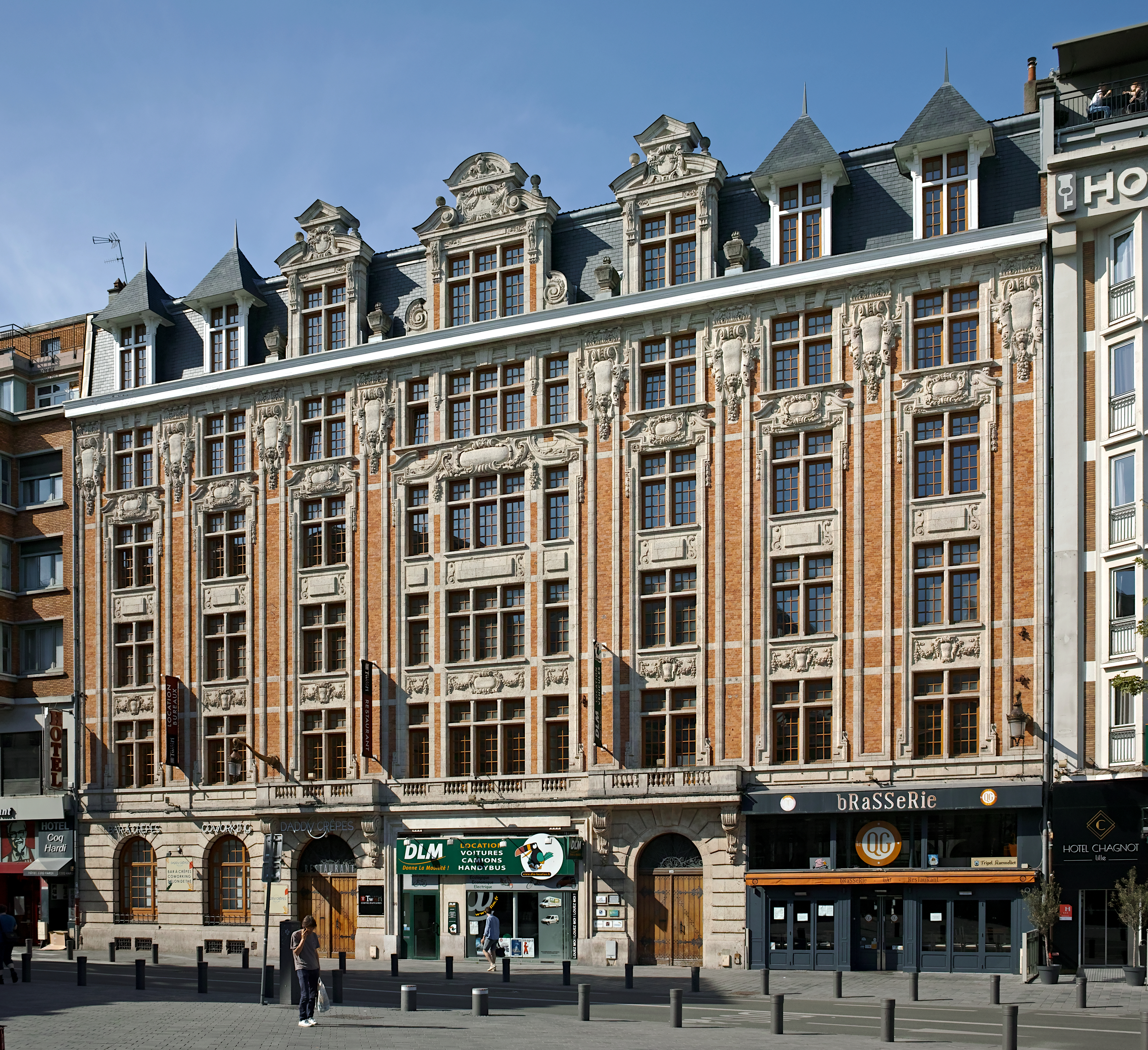
Immeuble néoflamand 26 32 place de la gare

### Les plans d'urbanisme
Ces destructions, la suppression de l'enceinte décidée en 1919 soit 535 hectares rendus disponibles comprenant la zone non aedificandi et la loi Cornudet du 19 mars 1919 qui imposait aux villes d'établir un plan de reconstruction, amènent la municipalité à proposer un ambitieux plans d'aménagement comprenant le remplacement de la gare en impasse par une gare de passage, la destruction du quartier insalubre de Saint-Sauveur, la création d'un port fluvial sur la Haute Deûle en remplacement du port Vauban, la création d'équipements sur les terrains entourant l'ancienne enceinte, lycées, abattoir etc. Ce plan d'Émile Dubuisson incluait le relotissement des zones réaménagées en promouvant l'immeuble à appartements à la place de la maison de ville traditionnelle.
En raison de la crise des années 1930, ce programme ne connut, outre la reconstruction du quartier détruit du Centre, qu'un début d'exécution, limité à la construction du nouvel Hôtel-de-Ville sur une partie du quartier Saint-Sauveur, à quelques immeubles HBM notamment le groupe Gustave Delory à proximité de l'ancienne porte Louis XIV, au lycée Baggio.

### Les maisons de la loi Loucheur
La loi Loucheur du 13 juillet 1928 prévoit le concours financier de l'État pour la construction de 260 000 logements, habitations à bon marché d'un coût de revient d'environ 40 000 F avec apport personnel de 10 % et prêt au taux de 2 % avec bonification de 0,5 % du département du Nord et jusqu'à 1 % des communes soit 0,5 % à la charge de l'emprunteur sur une durée pouvant atteindre 40 ans. Des sociétés d'HBM se substituent aux particuliers pour construire des maisons en série, tel l'ensemble des 400 maisons, au faubourg d'Arras édifié en 1932-1934 par les architectes Léonce Quesnoy, Joseph Ségers et Marcel Cools comprenant deux-cent quarante maisons individuelles, dix immeubles à appartements pour les célibataires et les jeunes ménages et un foyer pour personnes âgées.
Pour les immeubles à loyer moyen d'un coût de construction de 60 000 F, l'apport personnel est de 20 % et le taux d'intérêt de 4 %. Des lotissements de maisons entre mitoyens sont construites par des architectes tels que Gabriel Pagnerre, Marcel Veillard, Jules-Clément Lesaffre  dans les communes autour de Lille. 
Les maisons des lotissements de l'entre-deux-guerres conservent le retrait de la façade sur rue derrière un jardinet ou une avant-cour apparu au début du siècle avec l'innovation d'un garage en demi-sous-sol accessible par une rampe. Ce soubassement s'étend à des pièces de service tels que chaufferie, cave à charbon, atelier, buanderie. Le salon, salle à manger, ou salle de séjour est à l'étage, la cuisine étant dans un corps de bâtiment en marteau au-dessus d'une extension du garage, et en dessous de la salle de bains à l'étage supérieur où se trouvent les chambres. La pièce de réception réservée aux grandes occasions disparait.  Les fenêtres sont plus larges que hautes contrairement à l'usage ancien. La brique reste le matériau le plus utilisé.
Le modèle de maisons mitoyennes sur rue qui reste prédominant, est concurrencé par d'autres formules, d'une part par des immeubles à appartements de type haussmannien dans les reconstructions du centre et par les premiers ensemble HBM, d'autre part par des cités jardins telles celle de Lille-Délivrance ou des villas dans des compositions paysagères.  

## À partir des années 1950
Contrairement à celles de la Première guerre mondiale, les destructions du Second conflit ont épargné le Centre et furent pour l'essentiel limitées  au quartier du Mont-de-Terre à Fives à la suite des bombardements visant les installations ferroviaires et à quelques maisons de la rue de Cambrai face à la gare Saint-Sauveur. Les maisons détruites ont été reconstruites dans l'immédiat après-guerre sur le même format de maisons unifamiliales entre mitoyens formant rangées continues sur rue.  
Dans les années 1950, ce format qui était celui de Lille depuis le XIIIe siècle encore prédominant au cours de l'entre-deux-guerres est pratiquement abandonné. La pénurie de logements amène la construction de grands immeubles particulièrement sur les terrains restés libres de l'ancienne zone entourant à l'est et au sud les fortifications démantelées au cours des années 1920, extension du groupe Delory le long de l'avenue du Président-Hoover, HLM de la porte de Valenciennes, du Faubourg des Postes, du Faubourg de Béthune (opération Concorde) et d'autres quartiers ou communes périphériques, tours et barres des Bois-Blancs et de la ZUP de Mons-en-Barœul.
De 1955 à 1965, la majorité des maisons du quartier Saint-Sauveur qui dataient pour la plupart des XVIIe siècle, XVIIIe siècle et première moitié du XIXe siècle sont démolies. Cette éradication fut facilitée par les acquisitions foncières de la ville et par l'interdiction de travaux sur les bâtiments frappés d'alignement (quasiment la totalité en attendant la refonte de la voirie). Les bâtiments pour beaucoup insalubres à l'origine, abandonnés depuis une vingtaine d'années étaient dans un état de délabrement avancé. Des immeubles pour la plupart de bon standing furent édifiés sur les terrains ainsi dégagés et les habitants en majorité relogés dans des HLM porte de Valenciennes et aux Bois-Blancs.
La majorité des lotissements de la ville nouvelle de Villeneuve d'Ascq sont réservés à des maisons à quatre faces, une minorité comportent des maisons entre mitoyens, notamment dans le parc du Héron.

## Euralille
Euralille est principalement un Centre International d'affaires réalisé à partir de 1990 autour de la gare TGV de Lille-Europe et d'infrastructures autoroutières, sur des terrains de 65 hectares appartenant à Ville et à la Communauté urbaine sur le flanc est des anciennes fortifications. Cet ensemble comprend également un centre commercial, des hôtels, quelques immeubles d'habitation et un parc urbain de 10 hectares, le parc Matisse.
Le débat reste ouvert pour qualifier l'opération. Rem Koolhaas, concepteur du projet, s'est exprimé en ces termes lors d'une tribune clôturant l'exposition Euralille en 1995. « C'est l'ambition d'Euralille de moderniser Lille. Avec Euralille, Lille est devenue artificielle ; elle a perdu une partie de son authenticité.[...] Malheureusement pour nous tous, l'artificiel est l'essence même de l'architecture. Tout comme une opération de pontage coronaire, EuraLille est une opération agressive pour alimenter une ville historique de tous les flux de l'[anti]culture...»